# ولاية سوق أهراس
ولاية سُوق أَهْرَاسْ عاصمتها مدينة سوق أهراس (بتيفيناغ:)، هي ولاية جزائرية تلقب بسوق الأُسُود لأن الولاية في السابق كانت الأُسُود تتخذ من غاباتها عرينا لها وتحوي سوقا مهما لتجارة الحيوانات المفترسة، يطلق عليها الأمازيغ أسم طاغاسْت، وتاجيلْت وهو إسمها الأمازيغي القديم، لعبت دوراً تاريخياً منذ الأزل وصولا إلى الثورة الجزائرية حيث لقبت بالقاعدة الشرقية، ذكرها المؤرخ الكبير بلينيوس الأكبر في كتبه وأشتهرت بأنها مسقط رأس القديس أوغسطين وتتميز بخصوبة أرضها وتنوّع فلاحتها وإنتاجها الزراعي الوفير وبمناطقها السقويّة الشاسعة والمتعدّدة، أصبحت عاصمة الولاية سنة 1984، تبعد بمسافة 640 كم عن العاصمة (الجزائر)، وتبعد عن المطار الدولي وميناء عنابة بمسافة 97 كم أي ما يعادل ساعة وثلاثين دقيقة من الزمن ولا تفصلها عن الحدود التونسية غير 40 كم عبر الحدادة (سوق أهْرَاس) و 65 كم عبر الفويض.

## أصل التسمية

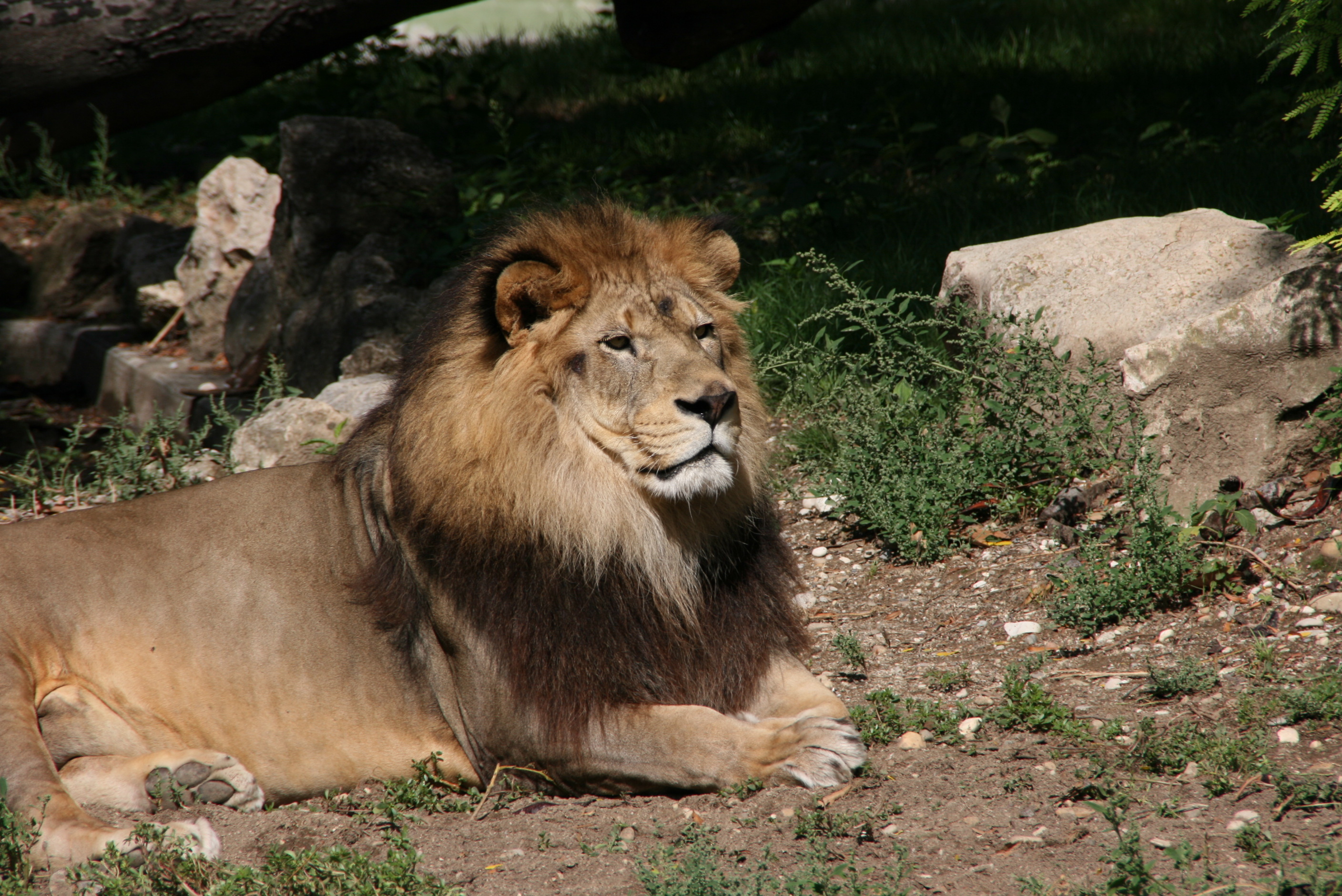
أسد بربري شعار ورمز المدينة.

اشتقت تسمية مدينة سوق أهراس عاصمة الولاية، من الكلمة الأمازيغية: سوق (seq)، و (إزم) (أَهْرَاس) جمع (أَهْرَس) والتي تعني الأُسُود بالعربية، على اعتبار أن المنطقة كانت تعيش فيها وإلى عام 1930 الأُسُود والتي كانت تتخذ من غاباتها عرينا لها، أسطورة أخرى تقول أنه في الأصل كان يطلق عليها سوق الرأس هذا يعني سوق الرؤوس، فقد كانت المدينة قد استضافت في الماضي سوقا تباع فيها الرؤوس المحنطة للحيوانات البرية المتوحشة، بما في ذلك الأُسُود والدببة والأفيال والفهود، تظهر عدة نقوش صخرية (ككاف لمصاوره)، وفسيفسائات، عثر عليها في مواقع بالقرب من المدينة، مشاهد صيد للحيوانات البرية.
الإسم القديم للمدينة النوميدية طاغاست، مستمد من كلمة طاغوست الأمازيغية التي تعني الحقيبة، نظرًا لموقع المدينة على سفح جبل محاط بثلاث قمم على شكل حقيبة تحتوي على المدينة، ورواية أخرى تقول كلمة طاغاست تعني (بيت الكنز) حسب مستكشف ألماني المصدر (كتاب القاعدة الشرقية)، في وقت لاحق، عندما دخلت اللغة العربية إلى المنطقة صارت تسمى سوقارا، وأيضاً تاجيلت وفي مصادر أخرى ذكرت باسم قصر الأفريقي، وفقا للمسعودي.

## اللغة (اللهجة)
يتكلم سكان المدينة اللغة الأمازيغية الشاوية إلى جانب العربية الدارجة (اللهجة السوقهراسية)، وتستخدم اللغة العربية الفصحى في المحررات والمواثيق الرسمية، كما ينص دستور الدولة.

## الدين
ليس هناك إحصاء رسمي في ما يخص الديانات في ولاية سوق أهراس، ولكن تشير التقديرات إلى أنه لا يوجد في الجزائر تنوع كبير في الديانات، والإسلام هو دين الأغلبية من الجزائريين (من 95٪ إلى 97٪)، والإسلام موجود في دستور الجزائر حيث «الإسلام دين الدولة» ويلتحق الدستور الحق في حرية الضمير والرأي، وتسمح القوانين الدستورية على غير المسلمين في ممارسة شعائرهم الدينية ضمن حدود معينة، مثل: الإباضية سكان الولاية من بني مزاب، حيث يوجد في مدينة سوق أهراس مسجد خاص بهم.

## الموقع
تقع مدينة سوق أهراس في أقصى الشرق الجزائري على الحدود التونسية، يحدها من شمال: عنابة، الطارف من الغرب: قالمة، أم البواقي، من الشرق الجمهورية التونسية، من الجنوب: تبسة، هي عاصمة الولاية رقم 41 والتي نتجت عن التقسيم الإداري لسنة 1984، تقع ضمن منخفض تحيط به الجبال المكسوة بالغابات من كل جهة أهمها جبال بني صالح، ويخترقها وادي مجردة.

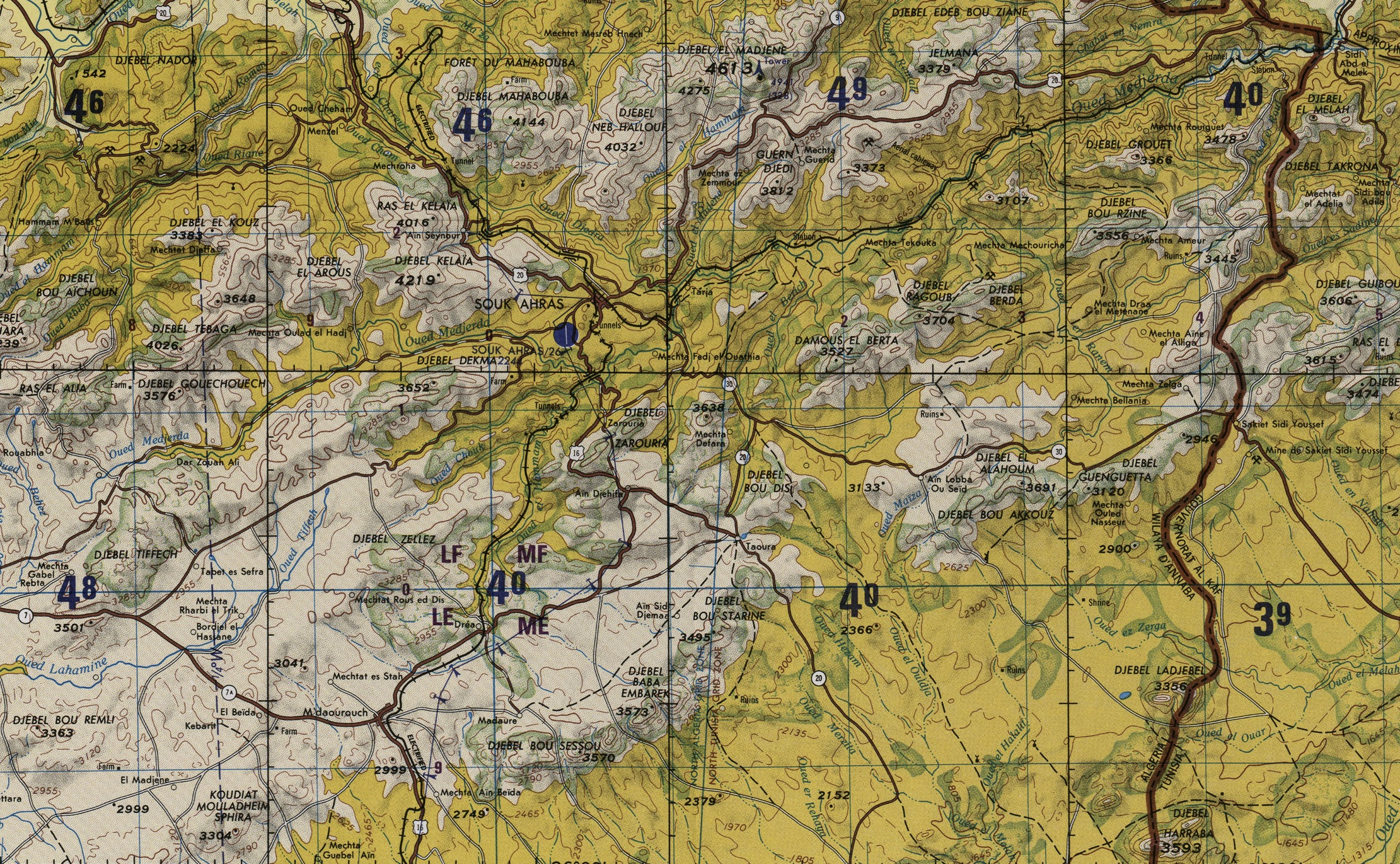
طوبوغرافيا المدينة وضواحيها

## المناخ

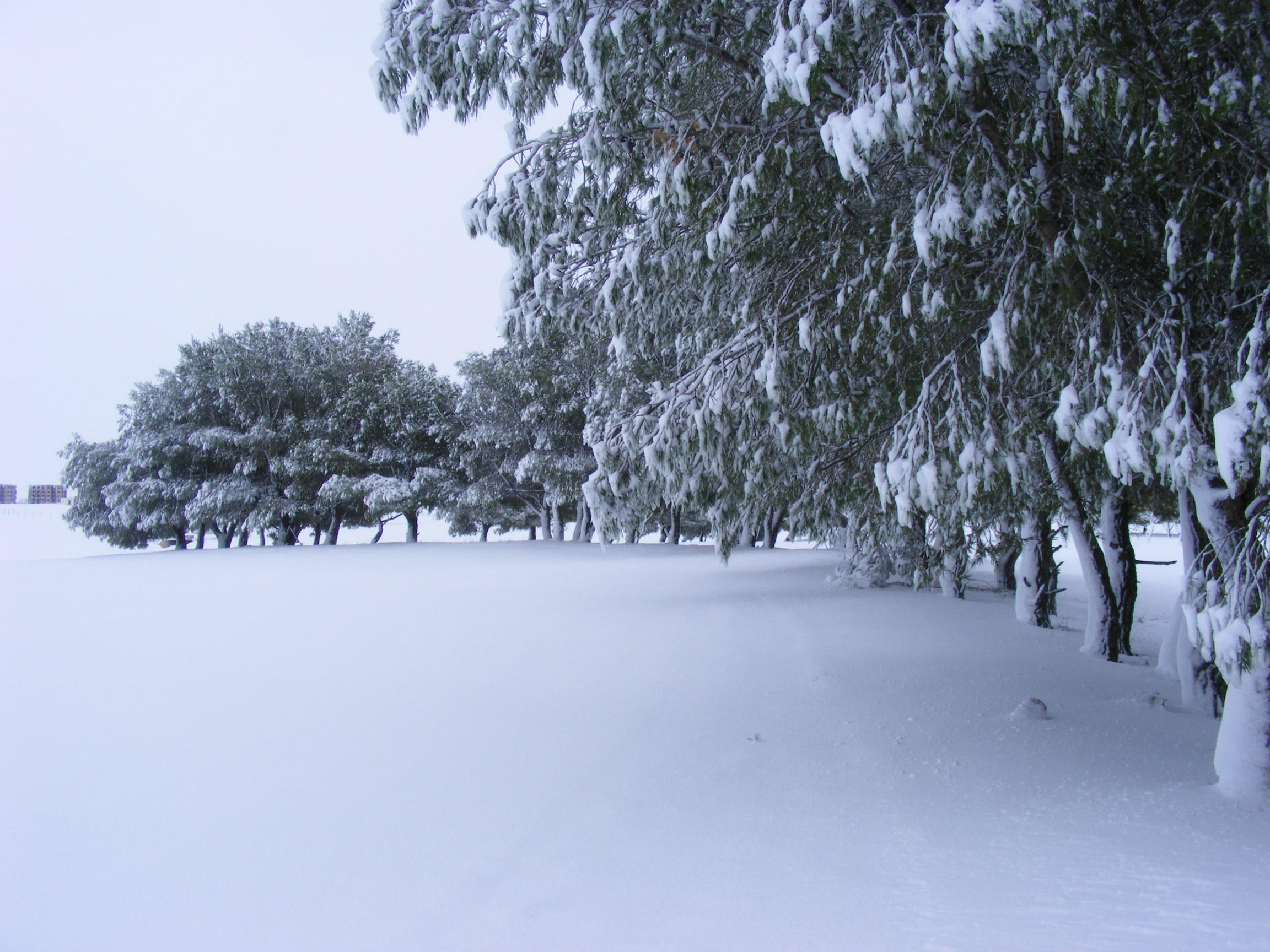
جبال أم العظائم مغطاة بالثلوج

يتأثر مناخ ولاية سوق أهراس بعوامل تجعله يتميز بخصائص منفردة، بحيث تقع على بعد 80 كم عن البحر الأبيض المتوسط وهذا ما يجعل التيارات البحرية الرطبة تتغلغل إلى المنطقة، يتميز شمالها بتضاريس جبلية تغطيها ثروة غابية معتبرة أما جنوب الولاية فتمتد به هضاب عليا تحاذي مناطق شبه صحراوي مما يعرضها لهواء ساخن نوعا ما، هذه العوامل تجعلنا نفرق بين نوعين مناخيين يسودان بولاية سوق أهراس وهما مناخ شبه رطب شمالا ومناخ شبه جاف جنوبا.
تتميز بصيف حار وجاف وشتاء بارد ورطب، تستقبل كمية أمطار معتبرة تصل 650 مم سنويا شمالا و350 مم سنويا جنوبا، وتشهد مرتفعاتها تساقطا معتبرا للثلوج في فصل الشتاء حيث يتراوح بين °1 و°15، أما صيفا فهي بين °25 و°32، وتهب على سوق أهراس الرياح الشمالية الغربية والسيروكو جنوبا.
ينقسم المجال الجوي لسوق أهراس إلى ثلاثة مناطق رئيسية حددها الطابع الجغرافي على نطاق واسع.
- المنطقة الشمالية: هي منطقة جبلية تتكون أسسا من سلسلة مرتفعات تلية غابية معتبرة تضاريسها كثيرة ويتراوح أرتفاع جبالها بين 1260م و1400م، تعرف هذه المنطقة تربية الأبقار على نطاق واسع.
- المنطقة الجنوبية الشرقية: هي منطقة متوسطة الأرتفاع تضاريسها معتدلة وتنتشر بها السهول الموجهة للنشاط الفلاحي لخصوبة تربتها وجودة منتجاتها الزراعية، يجد الرعاة بها أفضل المراعي للمواشي.
- المنطقة الجنوبية: تتميز هذه المنطقة بانبساط أراضيها وتعرف أيضا بمنطقة الهضاب العليا، تعتمد بها أراضي صالحة للزراعة، وتشتهر بتربية الأنعام وإنتاج الحبوب خاصة منها القمح والشعير ذو الجودة العالية.

### الأودية والسدود

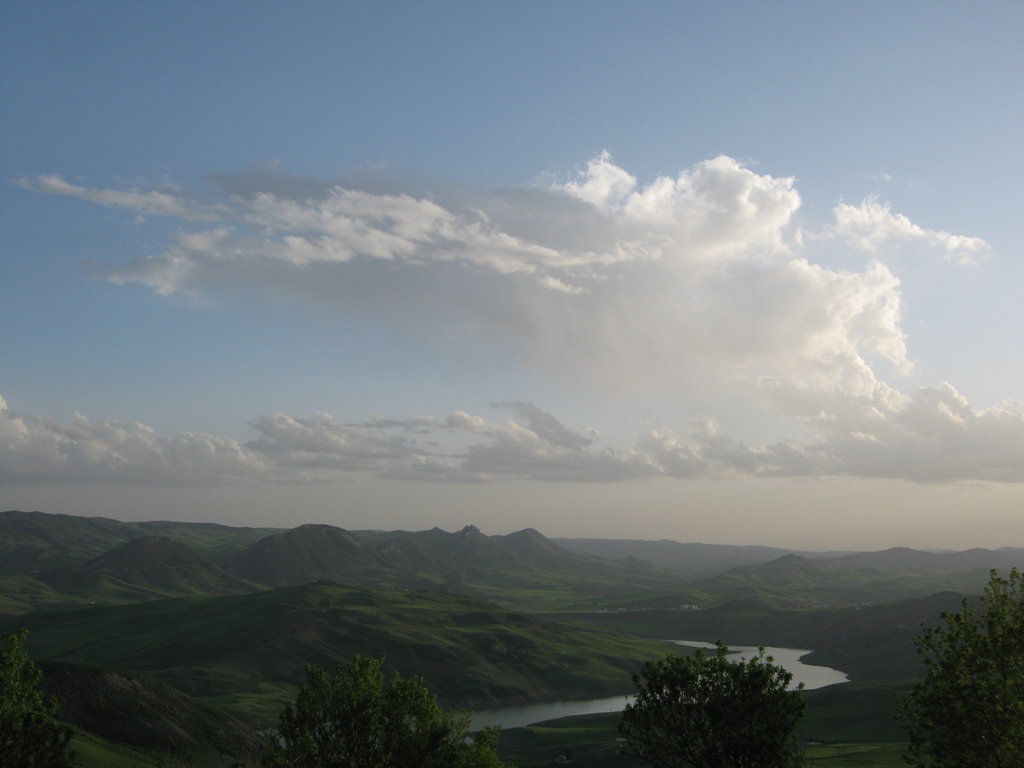
وادي مجردة
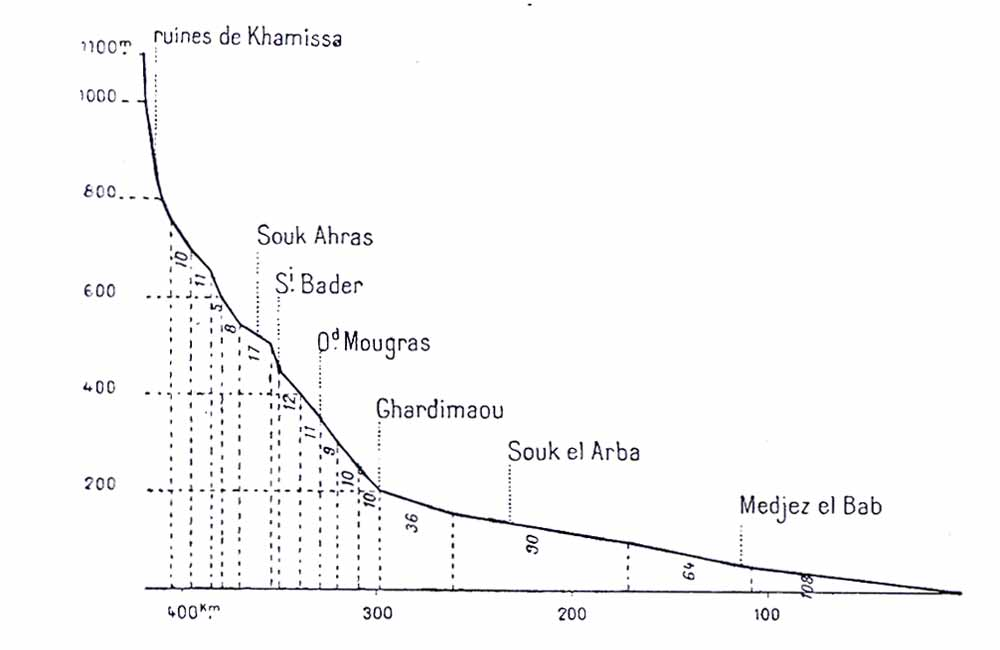
مقطع جغرافي لمسار وادي مجردة من منبعه إلى مصبه.
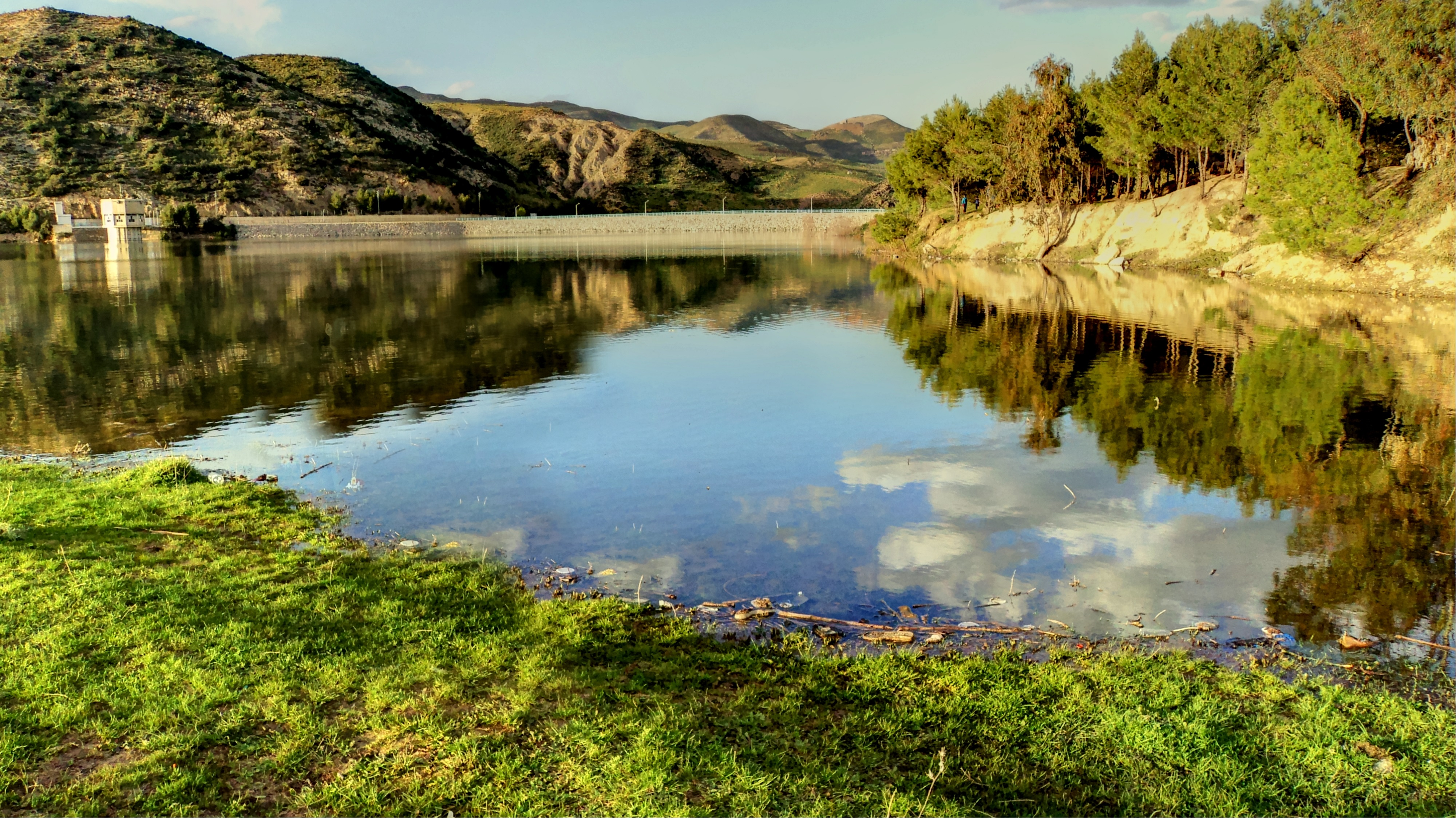
سد عين الدالية
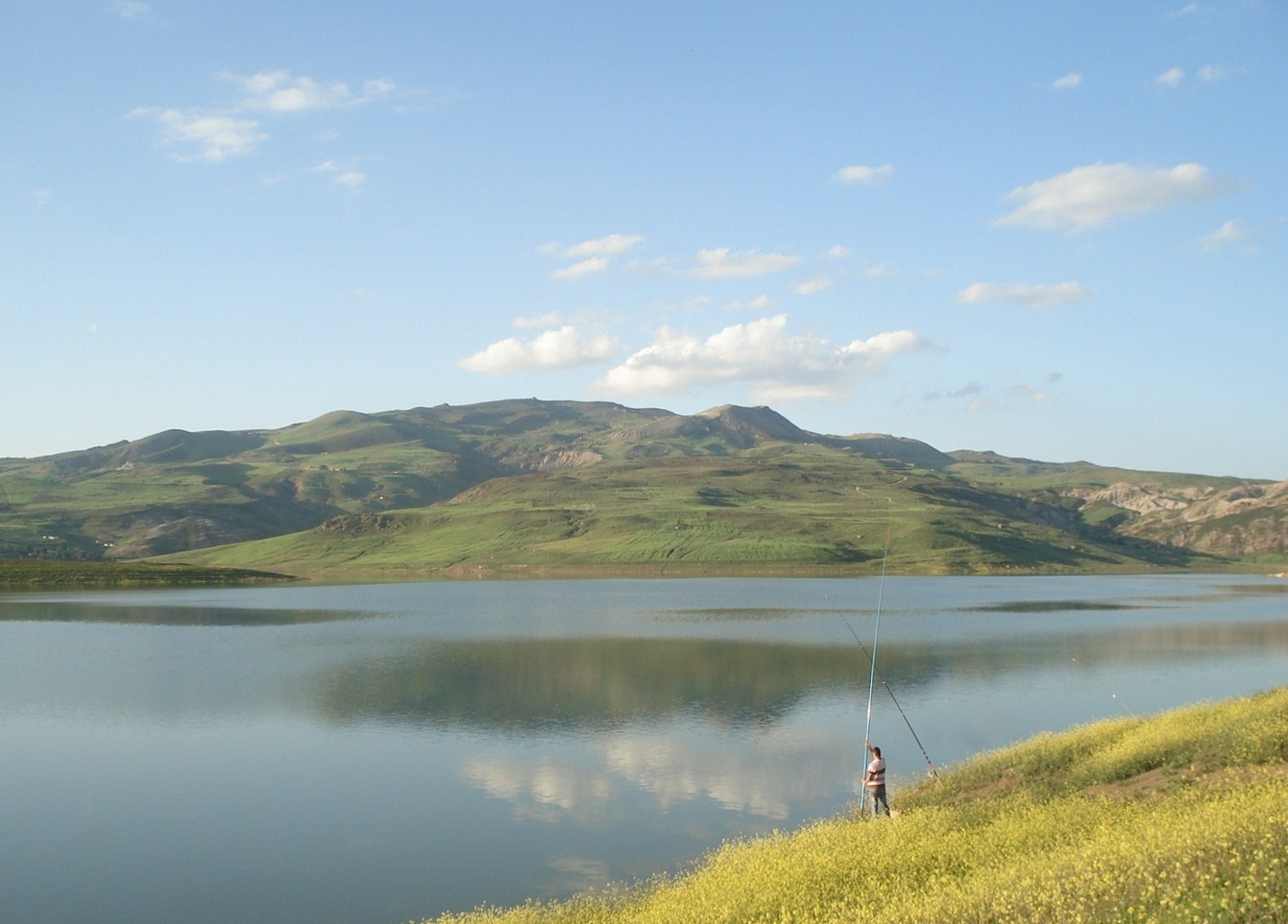
سد عين الدالية
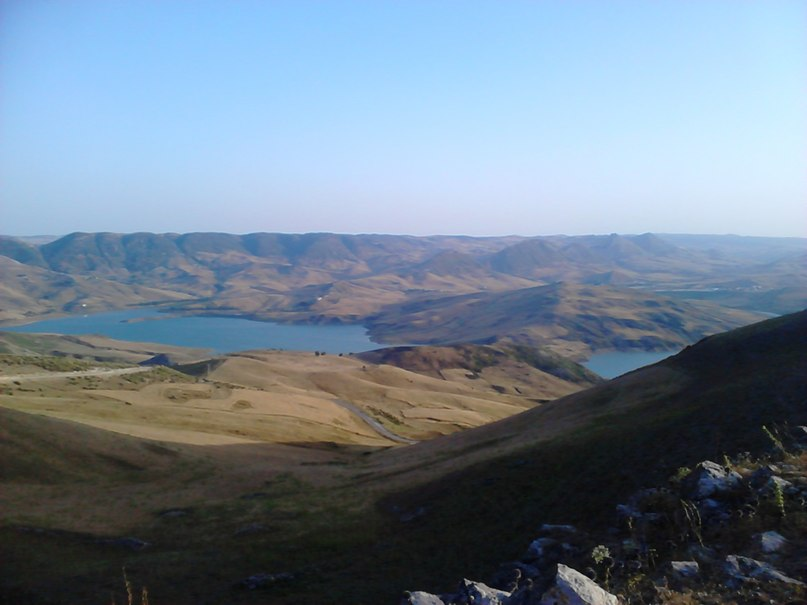
سد عين الدالية

تجري على تراب سوق أهراس أودية ذات أهمية كبيرة في التوازن الطبيعي والتنوع البيئي، تنتشر بها أودية دائمة الجريان بحكم طبيعتها الجبلية التلية وأستقبال المنطقة لكمية أمطار معتبرة علاوة عن الثلوج التي تكسو المرتفعات لتذوب في شكل مجاري مائية تنحدر نحو السفوح، من أهم أودية سوق أهراس: وادي ملاق ووادي مجردة الذي ينبع من خميسة ووادي شارف.

### السدود
أشغال إنجاز سد وادي جدرة (3 كلم شرق عاصمة الولاية) بطاقة تخزين تصل إلى 35 مليون متر مكعب تقدمت حاليا بـ 65 بالمائة فيما تصل طاقة سد وادي ملاق (سوق أهراس) (60 كلم جنوب سوق أهراس) إلى 150 مليون متر مكعب والموجه أساسا لتزويد مركب تحويل الفوسفات ببلدية وادي الكبريت بالمياه وتزويد سكان كل من الونزة ولعوينات (تبسة) بالمياه الصالحة للشرب، كما سيتم الشروع في أشغال سد وادي لغنم ببلدية الخضارة الحدودية الذي تقدر طاقته بـ 37 مليونمتر مكعب سيوجه أساسا لتزويد سكان الشريط الحدودي بالمياه الصالحة للشرب على غرار عين الزانة وأولاد مومن والخضارة والحدادة (سوق أهراس) وسيدي فرج، ومع استكمال إنجاز هذه السدود التي تضاف إلى السدين المستغلين حاليا وهما سد عين الدالية (7 كلم غرب سوق أهراس) الذي يمون كل من مدينة سوق أهراس وتبسة وأم البواقي بالمياه الصالحة للشرب وسد وادي الشارف (150 مليون متر مكعب) الموجه لسقي محيط السقي الفلاحي لسدراتة سيتم القضاء وبشكل نهائي على مشكل ندرة المياه بهذه الولاية.

### الغابات

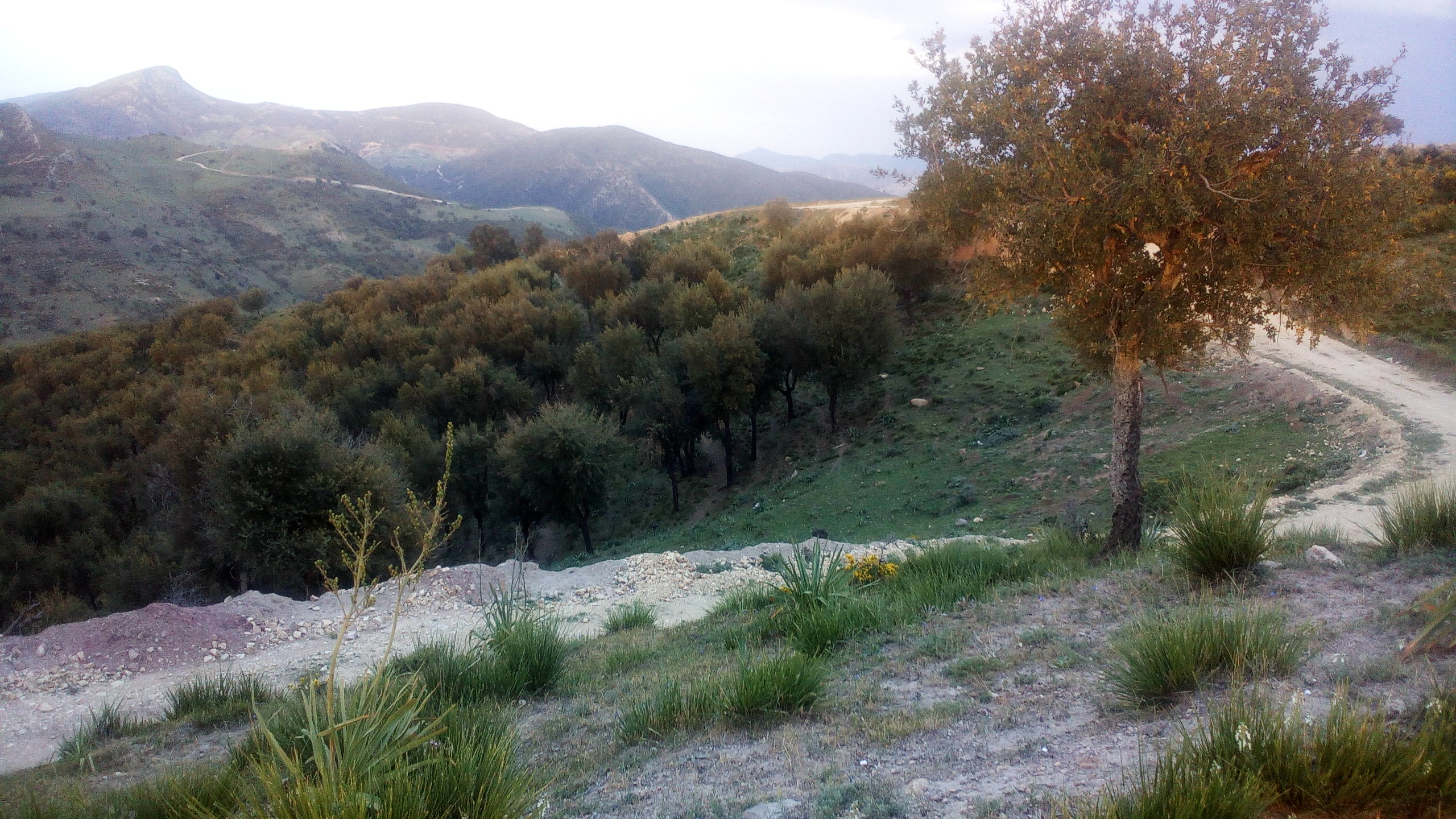
ممر جبلي سوق أهراس

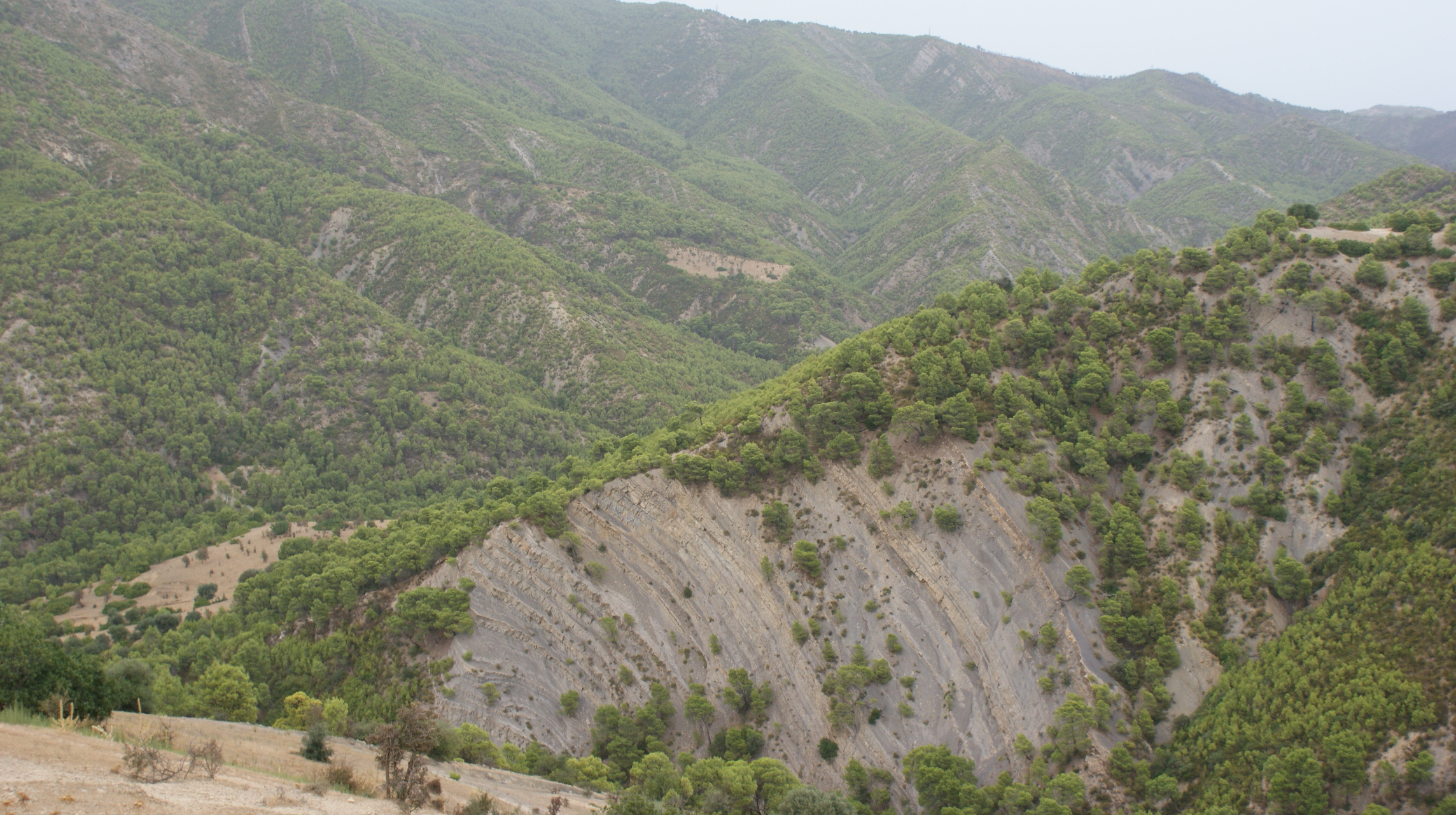
جبال أولاد مومن

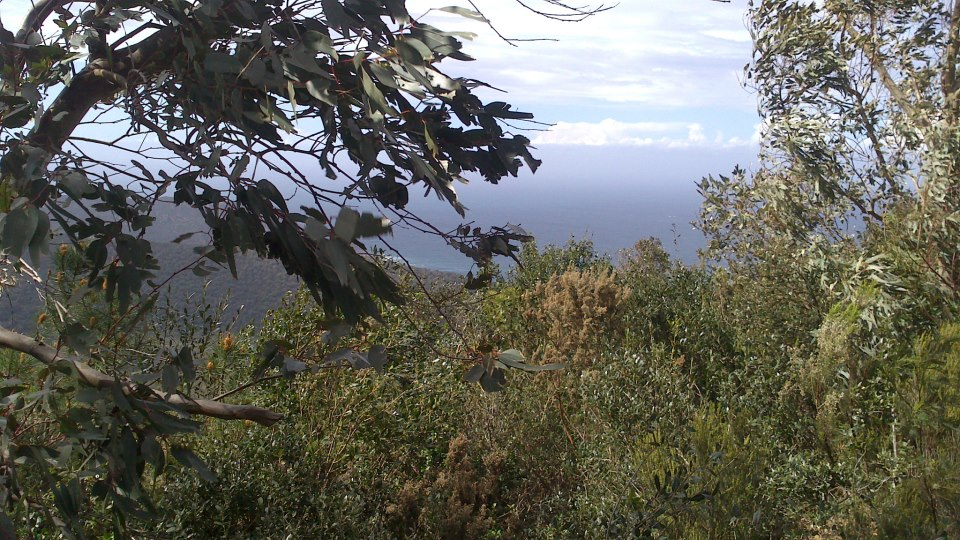
جبال على الحدود التونسية الجزائرية

تتربع أشجار صنوبر حلبي والسرو والبلوط الزان والفلين والكاليتوس
وغيرها من النباتات والأشجار الغابية على مساحة تقدر ب 96463 هكتارا من إجمالي مساحة ولاية سوق اهراس بما يعادل 22%، تنتشر بينها جداول وأحواض مائية، أهمها وادي الشارف، بمساحة 173 ألف هكتار، عين الدالية ب 20296 هكتار، واللذين يعدان الممول الرئيسي لسد عين الدالية بما يزيد عن 82 مليون متر مكعب، يضاف إلى هذا حوض وادي رامن الممتد عبر 18 ألف هكتار، ووادي مجردة 12 الف هكتار، كلها مجتمعة تساهم في نسيج غابي متكامل ومترامي عبر أكبر سبع غابات بولاية سوق أهراس (124 مشتة) وهي: غابة الحمامة بأزيد من 09 آلاف هكتار، وغابة بومرزاق بأزيد من 07 آلاف هكتار، وكذا غابة بوسوسو بأزيد من 05 آلاف هكتار، إلى جانب غابتي بوملاق وسلاوة ب حوالي 07 آلاف هكتار مجتمعتان، تتوزع هذه الغابات الكثيفة على حوالي 26 بلدية، على رأسها المشروحة ب 16750 هكتار وبلدية سدراتة ثانياً بأقل مساحة.

### الحياة البرية

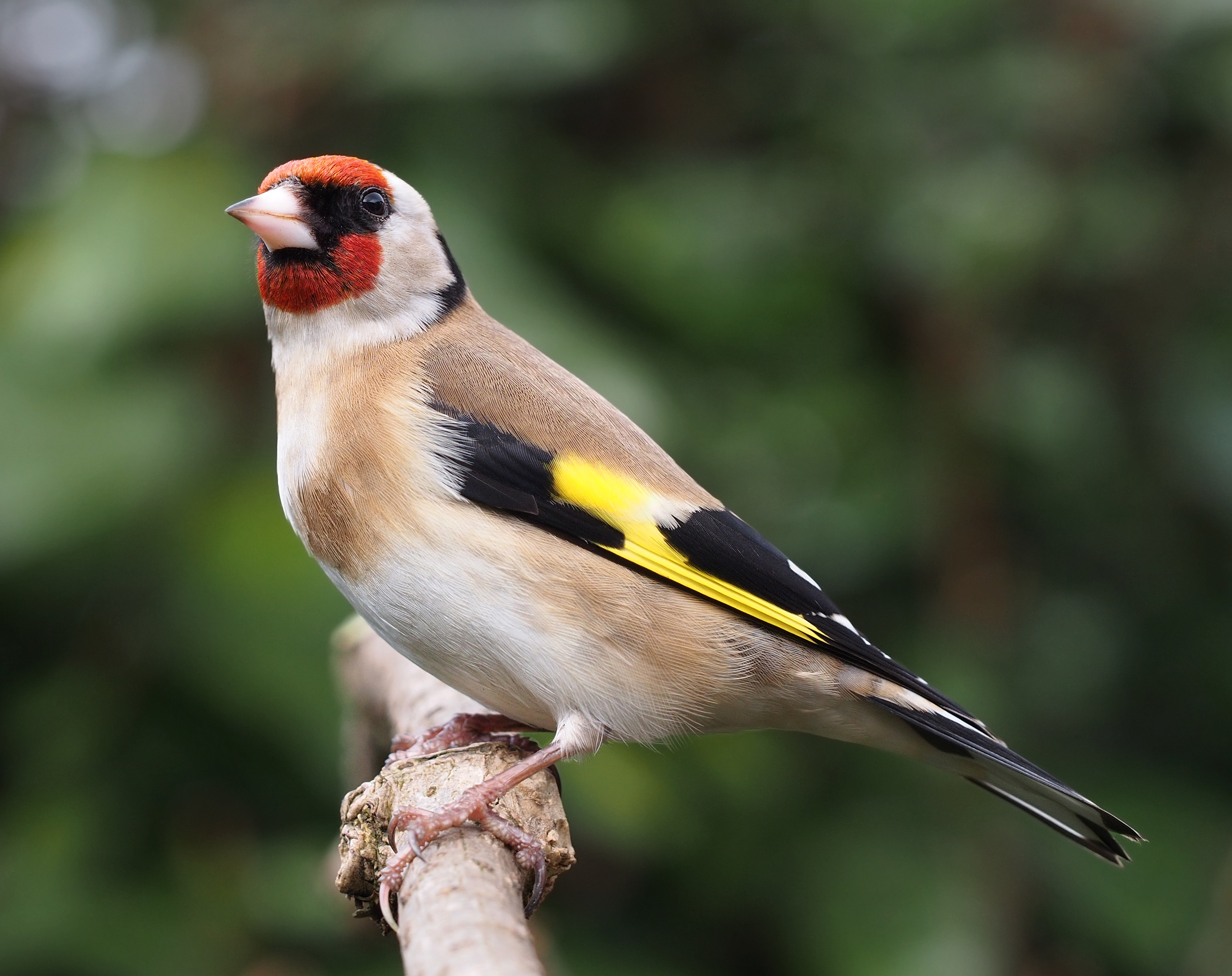
حسون أوراسي من أجمل وأقوى طيور الجزائر

تعتبر غابات سوق أهراس الأكثر تنوعا حيث تحتوي على ثروة حيوانية ونباتية هائلة كالأيل البربري والأروى أو تيس الجبال، الذئاب، الضبع المخطط، الخنزير البري وشتى أنواع الطيور البرية كالحجل والملاح، اليمام، حمام جبلي، لقلق أبيض، التدرج الأوروبي وحسون أوراسي، الطيور الجارحة، الخفاشيات إلى جانب بعض الحيوانات الصغيرة مثل القط بري، القنفذ والظربان والأرنب والثعلب والسنجاب، الضفادع، السلحفاة، الثعبان، الحشرات كما تتوفر على العديد من أنواع الأعشاب المفيدة كالعشبة الشعبية «كسارة لحجر» والتي تستعمل لعلاج داء الكلى، والزعتر، الشيح، إكليل الجبل، المريمية، العرعر، الريحان وبعض الأشجار كالصنوبر الحلبي، البلوط، السرو، الزان، الزيتون، التوت.

### بحيرة مجني دجاج
البحيرة الطبيعية ذات ماء عذب تقع في بلدية سيدي فرج على بعد 20كلم من ولاية سوق أهراس، مساحتها تقريبا 05 هكتارات وفيها بعض أشجار صنوبر حلبي وتعتبر منطقة عبور لكثير من الطيور المهاجرة في فصل الربيع والخريف حيث يوجد فيها كثير من الطيور المهددة بالانقراض ومنها طائر الأيريسماتير ذات الرأس الأبيض رغم أنها تقع جنوب سوق أهراس الجاف تقريباً مع معدل تساقط الأمطار يبلغ 300 ملم/سنة إلا أنها لم تجف وهذا السر حير الكثيرين من الخبراء والمختصين في البيئة وهي أكبر بحيرة في المنطقة وتعتبر من المناطق الرطبة والسياحية ويعمل مسؤولين الولاية على ضمها إلى اتفاقية رامسار الدولية حيث توجد تحت صيانة ومراقبة محافظة الغابات لولاية سوق أهراس.

## السكان
يعود أصل تسمية سوق أهراس إلى أمتزاج كلمتين أولهما عربية سوق وثانيهما بربرية أهراس بمعنى الأسود وهي جمع (أَهْرَس) أي الأسد، حيث أشتهرت المنطقة بكثافة غاباتها وأدغالها أين عاشت أنواع مختلفة من الحيوانات وتروي الأسطورة الثانية بأن التسمية أصلها سوق الرأس أذ وجدت بها قديما سوق تباع بها رؤوس الحيوانات المفترسة.
خلال الفترة الرومانية عرفت بطاغاست التي أشتقت من التسمية البربرية ثاقوست بمعنى الكيس، نظرا لموقع المدينة في سفح تحيط ثلاث قمم جبلية تأخذ شاكلة كيس أحتوائها، وهي موطن القديس أوغسطين فيما بعد وعندما دخل العرب المنطقة سميت سكرة و وردت في مصادر أخرى بسوق أحراس كما عرفت أيضا بقصر الإفريقي حسب الزاهري.
ينحدر سكان ولاية سوق أهراس من أصول أمازيغية حيث عمرت المدينة القبائل البربرية منذ العصور الإنسانية الأولى. وعرفت القبائل الأولى المستقرة بسوق أهراس ببابيرية نسبة إلى البربر، كما سكنتها أيضا قبائل موسولامي وكيرينا، ومن أبرز القبائل التي ينسب إليها اليوم سكانها المحليون نجد قبيلة الحنانشة الأكثر انتشارا والحراكتة وهي كلها ذات جذور بربرية.
عاشت هذه القبائل فيما سبق في الخيام وألفت الترحال ولكنها تحضرت وأستقرت مكونة مدنا ما يزال أغلب سكانها ينتمون لإحداها، إلى يومنا هذا، فتعاشرو مع الشعوب نوميدية فالفينيقية فالرومانية، فالبيزنطية والوندالين مع دخول المسلمين إلى شمال أفريقيا في القرن الثاني عشر عرفت المنطقة قدوم القبائل الهلالية على المقاطعة حتى مجيء الأتراك وبعد سقوط الأندلس أستوطن المدينة الأندلسيون كباقي مناطق شمال أفريقيا والجالية اليهودية كانت متواجدة منذ القدم بها وما يعرف تاريخيا أن هناك أسر يهودية أخرى أتت من الأندلس وهذا دليل على أن الجاليات اليهودية كانت تتعايش مع الفرق الأخرى في حدود التسامح الديني الذي بات مفروضا من المنتمين إلى الحضارة الإسلامية، إلى أن سقطة المدينة في 25 ماي 1843 في أيدي الأستدمار الفرنسي فأستوطنا فيها جالية كبير من الأوروبيين، وبعد الأستقلال أصبحت قبلة لتجار بني مزاب والتونسيين.

## التاريخ

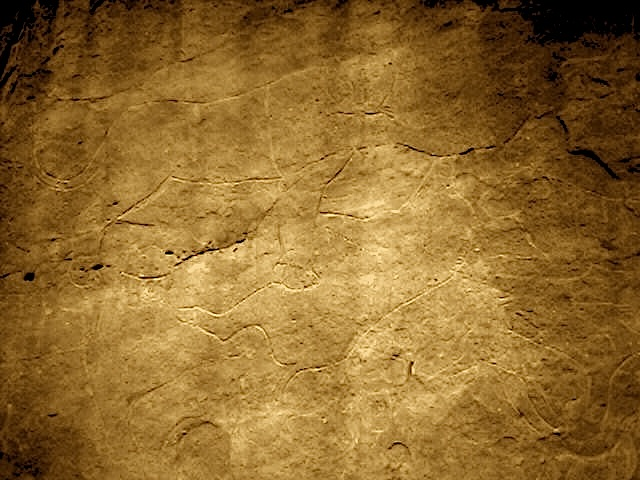
رسومات صخرية تعود للحظارتين العاترية والقفصية

### فترة ما قبل التاريخ

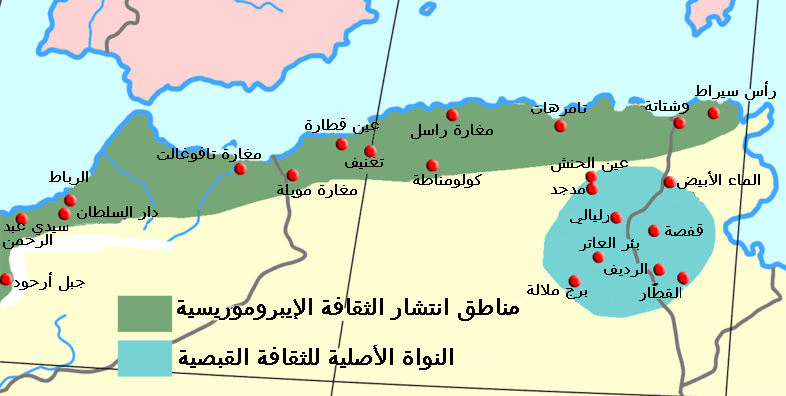
مناطق أنتشار الحضارة العاترية والحضارة القفصية

منذ القديم أرتبط تاريخ سوق أهراس أرتباط وثيقا بمنطقة الأوراس لوقوعها بشمالها الشرقي، ولعبت دورا بارزا في تاريخ الحضارات الإنسانية لكامل بلاد المغرب، عرفت سوق أهراس أولى بوادر الحياة البشرية منذ أزمنة عميقة جدا لعصور العالم الأولى، لقربها من إحدى أكبر مواطن الحضارية البدائية والتي عرفت بالحضارة العاترية ونواتها بئر العاتر بضواحي تبسة، عاشت تحت ظل العاترية في الفترة الممتدة بين العصر الحجري القديم والعصر الحجري الحديث. بين الحضارة العاترية دخلت سوق أهراس الحضارة القفصية أو القبصية نسبة إلى مدينة قفصة التونسية وقد تم العثور على العديد من الأدوات الحجرية التي ترجع إلى هذه الفترة منها رؤوس أسهم ذات عنق في كل من سوق أهراس، تيفاش وتاورة.
من أروع شواهد فترة ما قبل التاريخ بولاية سوق أهراس النقوش الصخرية المتواجدة إلى اليوم بموقع كاف المصورة، إذ تعود إلى (7000 سنة) قبل الميلاد أي فترة الإنسان العاقل وهي من نوادر اللوحات الإنسانية في شمال إفريقيا، هذا بالإضافة إلى الرسومات الليبية لموقع كاف الرجم ضواحي سدراتة، وعلى العموم فقد كانت سوق أهراس منطقة أهلة بالسكان خاصة لكونها منطقة صيد سخيفة وخصبة بها الأودية والمياه فحيث يوجد الماء توجد الماء توجد حياة الإنسان وحيث يوجد الإنسان توجد الأساطير.

### الفترتين البونيقية والنوميدية

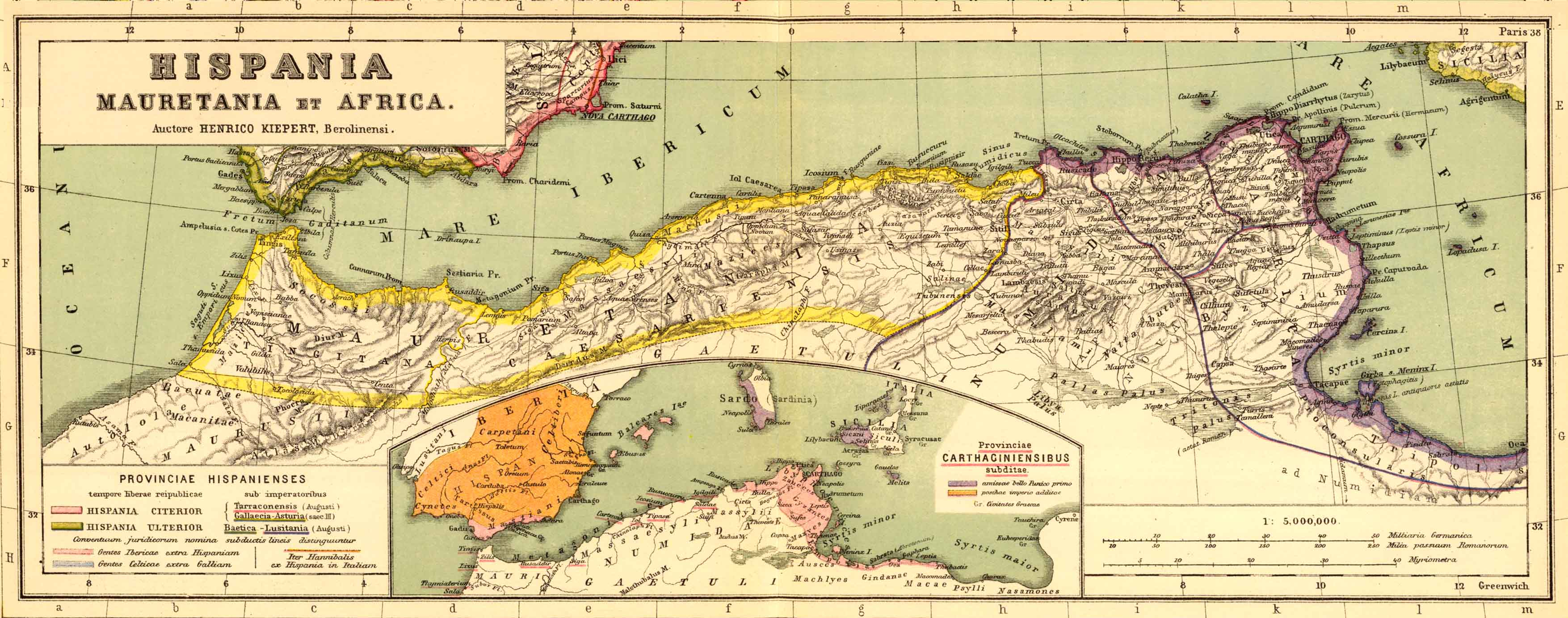
خريطة نوميدية تحدد موقع طاغاست

قبل أن تتوافد على ولاية سوق أهراس الشعوب والحضارات المختلفة، كانت منطقة آهلة بالبربر، السكان الأصليين للمنطقة، بعدما أسس الفينيقيون مدينة قرطاج سنة 814ق م، ربطوا علاقات تجارية مع سكان المدن المحلية الأمازيغ، بعد ذلك بنوا ثلاث مدن رئيسية كمراكز تجارية وهي سوق أهراس، مادور وتبسة، أرسلت قرطاج جالية بونيقية لبنائها، وتهيئة شبكة من الطرقات تسهل التعامل فيما بينهما، أخذ بربر سوق أهراس عن البونيقيين طرق الفلاحة والبناء والتخطيط العمراني، كما تأثروا بلغتهم وبعض طقوسهم ومعتقداتهم الدينية والدليل على ذلك النصب الجنائية والإهدائية التي تعود إلى هذه الفترة عبر الفترة عبر مختلف أرجاء الولاية، شكلت هذه المدينة أمتداد جغرافيا، ثقافيا وأقتصاديا لقرطاج ودخلت ضمن نفوذها السياسي، خلال هذه الفترة أنتظم البربر في شكل مملكتين عظيمتين هما ماسيسيليا بعدما كانوا مجرد قبائل متفرقة يحكمها الأغليد قايا وسيفاكس، أنتصر ماسينيسا وروما على قرطاج وهذا ما يسمح له بتوحيد المملكة النوميدية التي ضمت ماسيليا وماسيسيليا حوالي القرن الثالث قبل الميلاد وبذلك وضعت الحدود الجزائرية الحالية، وقد ضمت العديد من القبائل البربرية لسوق أهراس منها:
جيتول، قرامنت، مور، ليبيين وموسولامي.
أيقنت قرطاج أهمية منطقة سوق أهراس أستراتيجيا وكذلك بلاد البربر الممتدة غربها فعملت على كسب تحالفهم في صفوفها أثر الحروب البونيقية التي أكثر من مائة سنة بينها وبين روما لأن المنطقة كانت محل صراع بين الفينيقيين والرومان سعيا للتوسع وكسب الثروات، عرفت سوق أهراس في عهد ماسينيسا وملوك البربر مجموعة من المعتقدات والطقوس الدينية كتقديس الشمس والقمر وترجمتها الشمس الآلهة (solo deo invicto) بأعتبارها آلهة سماوية حيث عثر بالمنطقة على كتابة لاتينية تحمل عبارة العظيمة، عبد سكان المنطقة أيضا أفري آلهة تحمي سكان الكهوف والمغارات لأنها مستمدة من كلمة أفري التي تعني المغارة بالأمازيغية، في هذه الحقيقة أدرج النظام الروماني سوق أهراس ضمن إقليم أفريكا نوفا وعاصمتها هيبون (عناب)، حوالي 27م أعيد تنظيم الإمبراطورية ووحدت أفريكا نوفا وأفريكا فيتوس فيما يسمى بإفريقية البر وقنصلية وعاصمتها قرطاج لتصبح سوق أهراس إحدى أهم مدنها، أعتمد الرومان أقتصاديا على تصدير خيراتها نحو الإمبراطورية وبذلك أعتبرت كخزان للحبوب والثروات بأختلافها، إلى جانب أستغلال خيرات طاغاست الفلاحية، أستغلت أيضا ثرواتها الحيوانية إذ أصطاد الرومان الأسود والفهود من غاباتها ليستعملوها في حلبات المصارعة وألعاب السيرك، وكذلك الدببة حيث صورت العملية في فسيفساء أرضية متواجدة بهنشير القصيبة أصطادوا الفيلة أيضا من غابات باقرادا مجردة نواحي طاغاست بحجة حماية العقارية الفلاحية غير أن حافزهم هو أستعمال العاج الباهظ الثمن في تزيين القصور والمنازل الفخمة، مقابل هذا الوضع نشبت في سوق أهراس عدة ثورات منها مقاومة الجيتول في عهد يوبا الثاني لتشمل كل نوميديا، تلتها ثورة تاكفاريناس وأنظم له الثائر ميزينا، بسبب موقعها الأستراتيجي تعرضت مدينة سوق أهراس لأكثر من محتل خلال تاريخها الحافل بحضارات عديدة منذ القرون القديمة إلى يومنا هذا، بداية من الفترة النوميدية فالفينيقية فالرومانية، فالبيزنطية والوندالية مرورا بالفتح الإسلامي والإمارات التي تبعته إلى زمن البايات حتى الوصول إلى الاستعمار الفرنسي الذي دخل المدينة عام 1847 وخرج منها عام 1962.

### العصر القديم

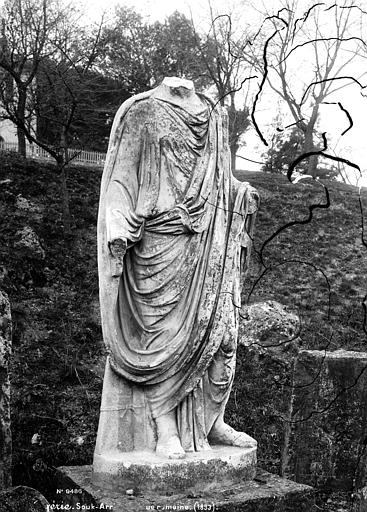
تمثال في متحف المدينة

تعتبر المدينة النوميدية طاغاست من أهم مدن نوميديا الشرقية، وهي أقدم مملكة أمازيغية تأسست شرق الجزائر الحالية على يد الملك (زالالسان) في القرن الثالث قبل الميلاد. يعود تاريخ سوق أهراس إلى تلك الحقبة. طاغاست التي قامت على أطلالها سوق أهراس، كانت تقع في المرتفعات الشمالية الشرقية لنوميديا، وقد أصبحت بعد ذلك، جزءاً من الجمهورية الرومانية. وكانت تقع على بعد 100 كم من هيبون، المسماة الآن عنابة، وعلى بعد نحو 230 كم من قرطاج (على الساحل التونسي). وكانت مسقط رأس العديد من القادة العسكريين أمثال تاكفاريناس والمفكرين أمثال القديس أوغسطينوس وأبوليوس صاحب أول رواية في التاريخ ومكسميوس العالم بقواعد اللغة اللاتينية وغيرهم.

### العصر الروماني

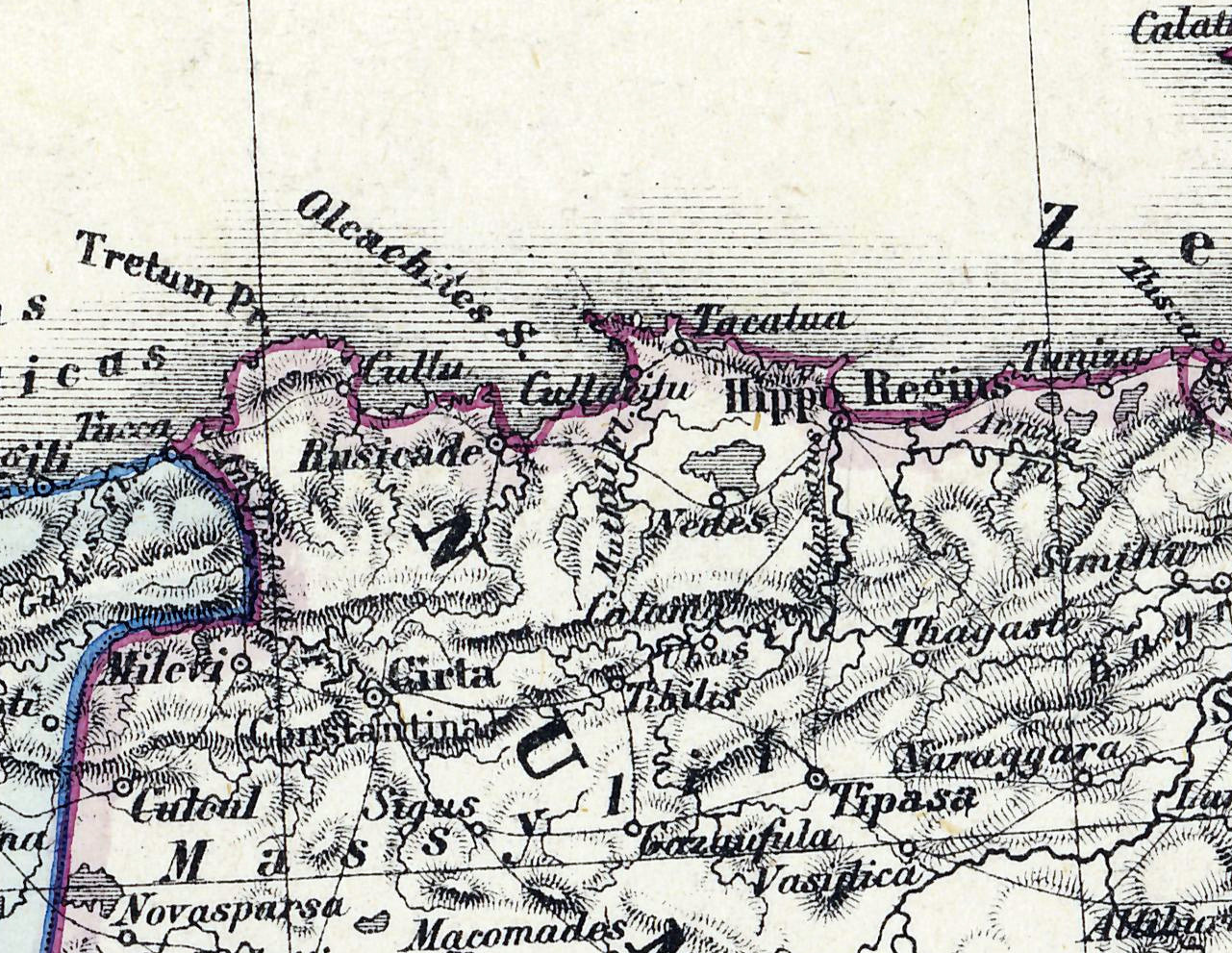
خريطة رومانية قديمة تبين موقع طاغاست

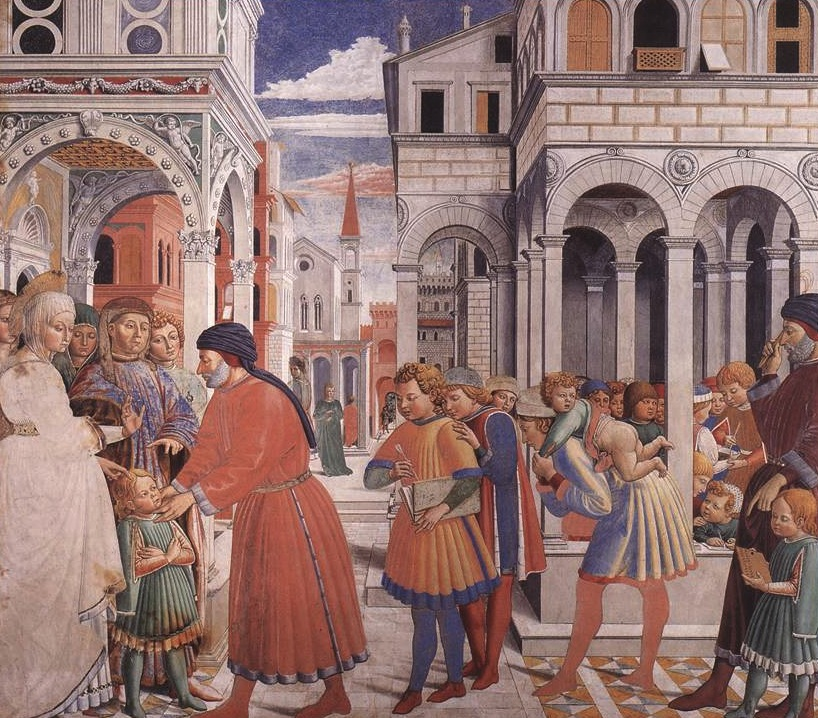
أوغسطين في المدرسة طاغاست

دلت العديد من الآثار الرومانية على وجود هذه المدينة العريقة، فقد كانت المدينة على محور هام للطرق الرومانية تصل ما بين هيبون (عنابة) شمالا، أكبر سوق في شمال أفريقيا، وتيفاست، (تبسة) جنوبا، حيث أسست سنة 72 قبل ميلاد المسيح، قبيل الفترة الرومانية كانت سوق أهراس ضمن حكم ماسينيسا وأعتبرت مدينة على قدر من الأهمية لوقوعها في الممر نحو قرطاج، لعبت سوق أهراس دورا فعالا في تاريخ الأحداث التي دارت في المنطقة بين روما وقرطاج حيث أندلعت معركة زاما الشهيرة في منطقة (نارا قارة) بضواحي الحدادة بين الرومان والقرطاجيين حوالي 202 ق.م أنتصر فيها ماسينيسا وروما على القرطاجيين بقيادة حنبعل وحليفة سيفاكس، كبر طموح ماسينيسا بعدما وحد نوميديا من الشرق إلى الغرب وخافت من أن يقضي على مصالحا في المنطقة أو أن يهاجمها فأعلنت الحرب ضده سنة 155ق م، وبعد موته سنة 147ق م أو 148ق م، أجتاحت نوميديا وأخذت تتوغل في شمال أفريقيا أبتداء من الشرق حوالي القرن الأول ميلادي، بسطت روما نفوذها على سوق أهراس وراحت تشيد المدن والمستعمرات والحصون لتستقربها جاليتها،
بعد أن أتم الرومان هيكلة المنطقة إداريا، بدأت مرحلة أخرى تجلت في السعي إلى تثبيت الوجود الروماني في المنطقة عن طريق تأسيس مستوطنات دائمة إضافة إلى مدينة طاغاست التي كانت موجودة منذ العهد النوميدي، كان لطغيان وأستبداد الرومان ضد السكان الأصليين (الأمازيغ) ومصادرة أراضيهم الخصبة، دافعا قويا لتاكفاريناس لقيادة ثورة ضد الاحتلال الروماني، فهو من أبرز قادة نوميديا بمنطقة طاغاست وينتمي إلى موسالامس أحد أكبر القبائل الأمازيغية، ترعرع في أسرة نبيلة، إلى أن جنّد مساعدا في الجيش الروماني وهو في سن ال 16 سنة ليفر بعدها ويشكل في العام 17 للميلاد جيشا لمحاربة ظلم الرومان وعين قائدا على قبائل المزاملة، خاض تاكفاريناس حربا ضروسا ضد الجيش الروماني طيلة سبعة سنوات فقد فيها عمه وأخاه وأبنه، إلى أن قتل سنة 24 للميلاد بناحية سور الغزلان بولاية البويرة حاليا، لقد كان تاكفاريناس شجاعا ومواطنا أمازيغيا غيورا على وطنه رفض ذل وقهر الرومان، وحد القبائل الأمازيغية وأستعان بكل القبائل المناوئة للمحتل الروماني بما فيها قبائل الصحراء، التي كانت هي كذلك ترفض هذا العدو المغتصب وتناهضه، وأمتدت مقاومة تاكفاريناس إلى المدن والقرى الخاضعة للرومان، وتوسعت من موريتانيا إلى خليج سرت، كما أنه من بين أسباب ثورة تاكفاريناس الأنتقام للملك الأمازيغي الأول يوغرطة الذي وحد الأمازيغ تحضيرا لمحاربة العدو الروماني الغاشم، بيد أن الجيش الروماني نكل به تنكيلا شديدا وثار لقبائل موسالامس التي وقفت كثيرا في وجه الغزو الروماني، شيد الرومان العديد من المدن بسوق أهراس وما الشواهد الأثرية العديدة التي تعود إلى الحقبة الرومانية إلا دليل على ذلك ومن أهمها طاغاست، مادور، تيفاش، نارا قارا، الحدادة تاقورا، تاورة، سيفيتاس، بوبتونسيس، توبورسيكوم نوميداروم خميسة تاقورا، تاورة، سيفيتاس، بوبتونسيس. ومادور ذات التاريخ العريق لقد كانت في غابر الأزمان عاصمة لأول جامعة رومانية في أفريقيا تحت حكم سيفاكس 220. 230 ق.م كما أنها بالإضافة لفضاءاتها التاريخية الشهيرة كانت موطن الثقافة البربرية والرومانية تعززت قوتها بدخول البزنطيين الذين وسعوا نفوذها. هي إحدى بلديات ولاية سوق أهراس تعرف قديما بمادور (بالفرنسية: Madaure) وباللغة الأمازيغية حسب المؤرخ أبو عبيد الله البكري كانت تسمى تاماديت (Tamadit) مدينة أثرية، يطلق عليها مادور أو مادوريوس وتقع في الجنوب الشرقي لولاية سوق أهراس، طاغاست قديما، هذه المدينة الرومانية تقع على بعد 45 كلم من سوق أهراس وتتربع على مساحة 25 هكتار، يعود تأسيسها Vespassien لعام 75 قبل الميلاد في عهد الإمبراطور الروماني هذه المنطقة معروفة بازدهارها الثقافي لكن أيضا الاقتصادي، من خلال حقول الحبوب والزيتون.

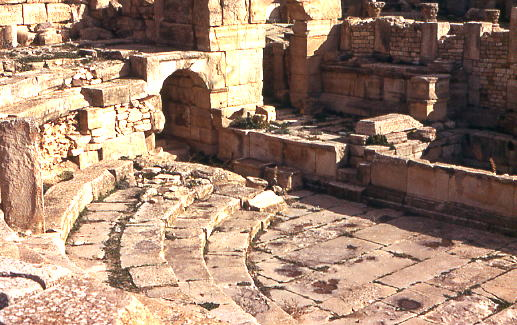
مادور
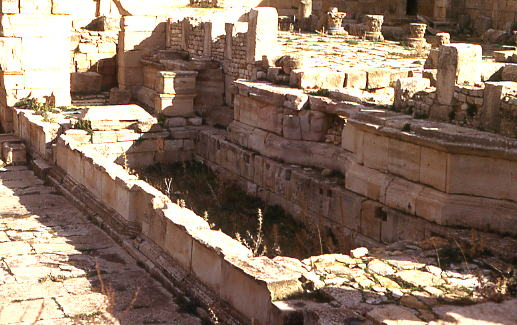
مادور
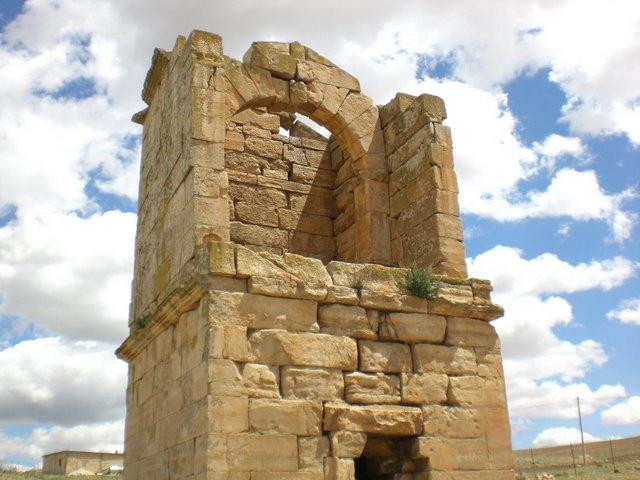
مادور
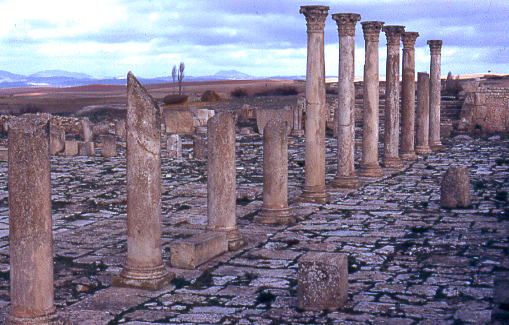
مادور
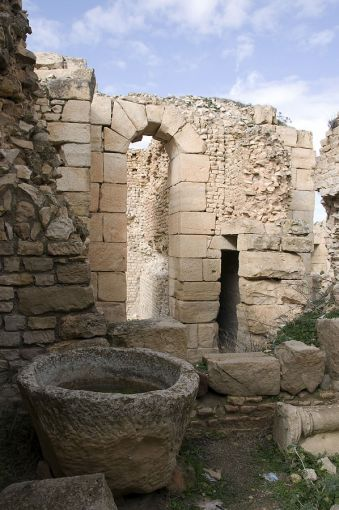
مادور
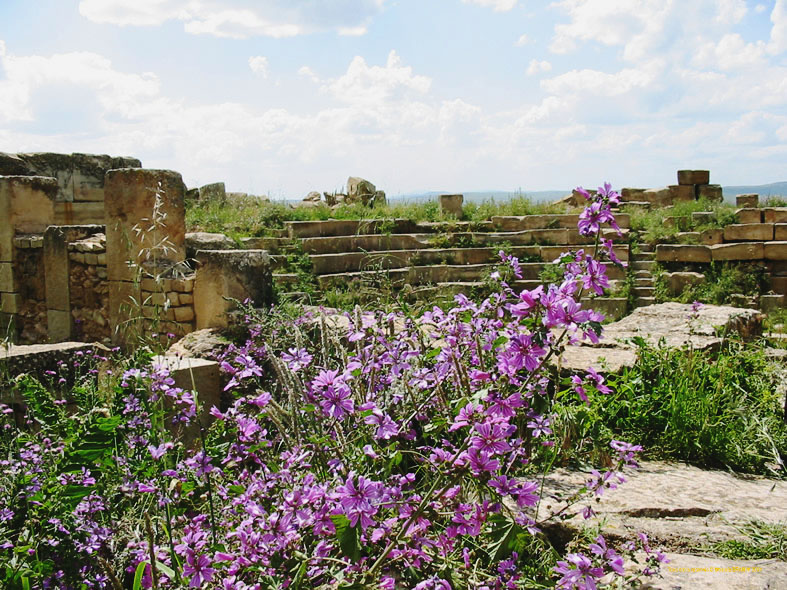
مادور
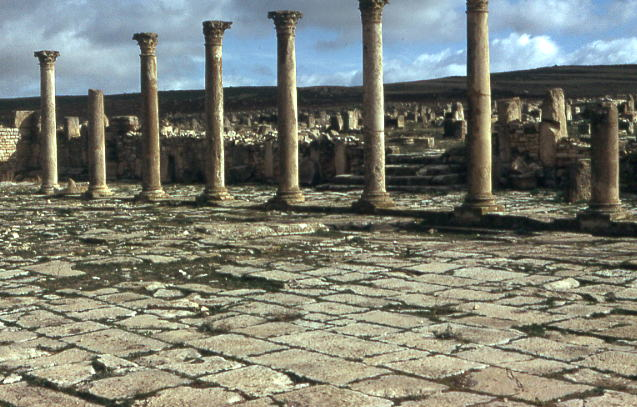
مادور

### عصر الوندال

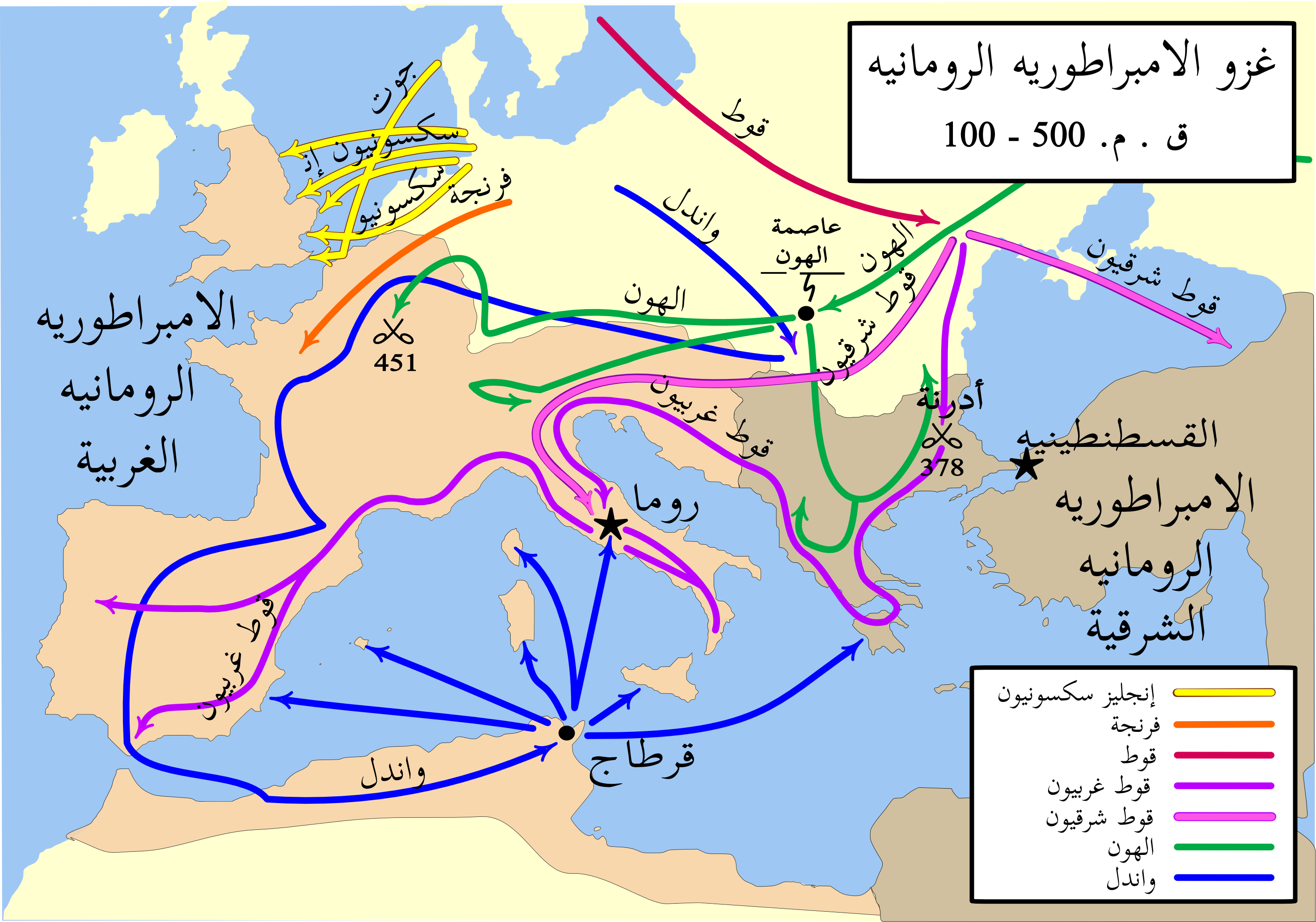
خريطة تبين سيطرة الوندال في شمال أفريقيا

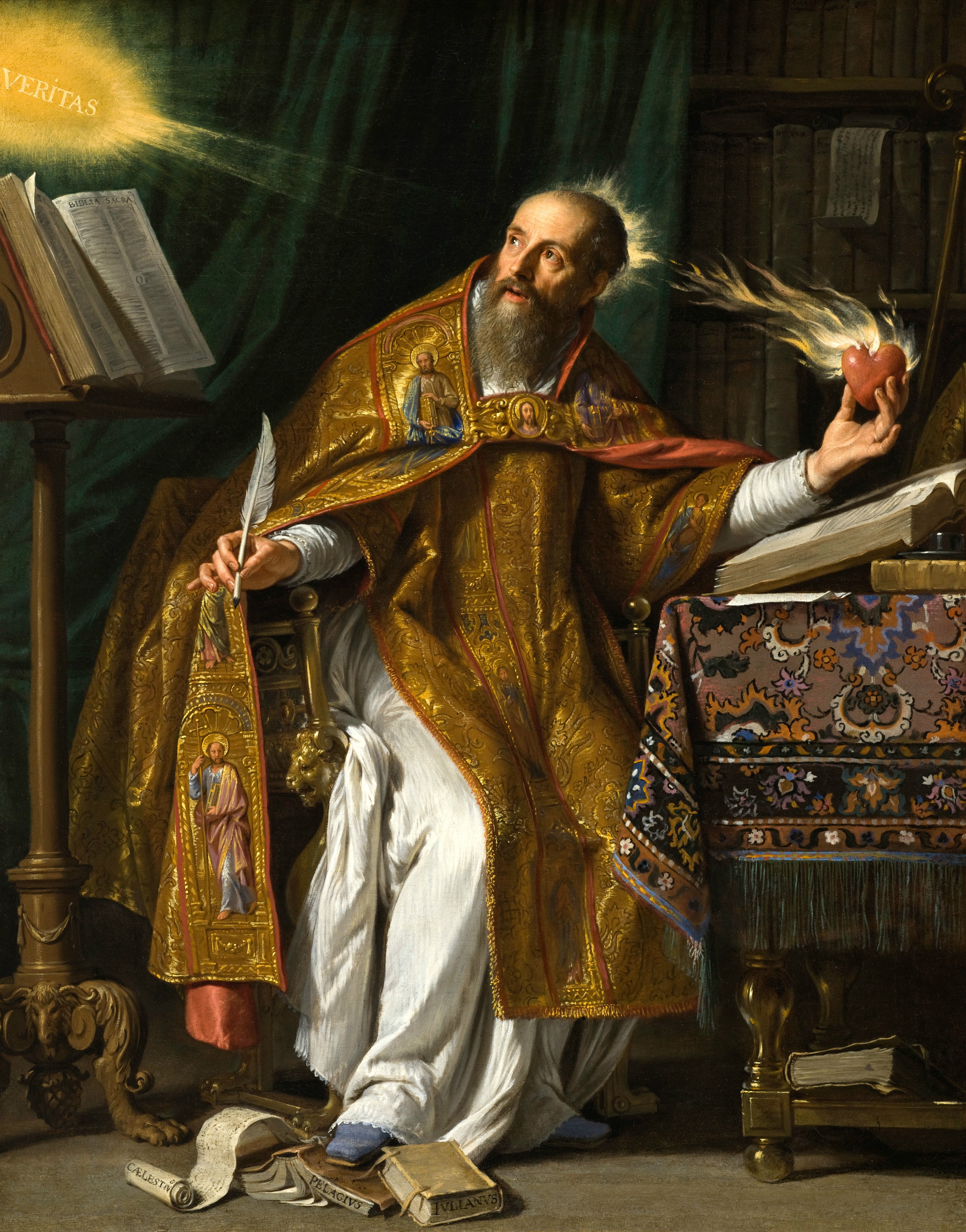
أوغسطين أبن سُوق أَهْرَاسْ

جاء الفاندال (الوندال) بقيادة جنسريق سنة 429 م وأحتلوا الجزائر بعد أن قاوم القديس أوغسطين مقاومة باسلة دفاعا عن مدينة هيبون (عنابة) التي كانت آخر معقل روماني يسقط في يد قبائل الفاندال ثم سقطت قرطاج حيث أصبحت عاصمة لهم وأستمرت دولة الفاندال من 431 م - 534 م، وهم منحدرون من السلالة السلافية، قدموا من جنوب ألمانيا، ومن أسمهم جاءت تسمية الأندلس (فاندولوسيا)، وقد سيطر الفاندال على أفريقيا (تونس) ونوميديا والمغرب الأقصى، وقد تعاطف حتى الذين أعتنقوا الأريوسية من هؤلاء الوندال مع ضحايا هيبون (عنابة) التي أحتلوها وخربوها وبعد هذا دخل الوندال مع أحلافهم الأمازيغ في حرب ضد ما تبقى من الرومان في شمال أفريقية لغاية تصفيتهم جميعا وأحتلال قرطاج آخر معقل للرومان بأفريقيا سنة 439 م، ولم يتوقفوا عندها بل واصلوا تقدمهم بحرا لأحتلال روما نفسها والتي خربوها وأحرقوها مع أخذ كل كنوزها سنة 455 م وبذلك أنتهت مدينة روما الأسطورة التي دامة 1229 سنة من المجد والقوة تحت أقدام الهمجية الوندالية، وأستنكروا وحشية التنكيل والقهر والبطش اللاإنساني ضد ساكنة الجزائر، بعدما أنقلب الوندال على الأمازيغ مثل ما فعل الرومان والفينيقيين من قبل مما أدخل الأمازيغ في حروب دامية جديدة مع الوندال أكثر الشعوب دموية وهمجية، علما بأن المدن الجزائرية القديمة مثل طاغاست خربة في عهد الوندالي، هناك أمر مهم جدا يجب أن يعرفه الجميع : ديانة الوندال هي المسيحية الأريوسية نسبتا للأمازيغي القديس آريوس صاحب هذا المذهب وهو من قورينا (ليبيا الحالية) علما أنه يشبه مذهب دوناتية نسبتا للأمازيغي دونات الكبير (جنوب تبسة) والمذهبان لا يعترفان بالثالوث المقدس وأن عيسى بن مريم (عليه السلام) رسول الله وليس إله والله عز وجل واحد لاشريك له، لكن الوندال أعتنقوا هذا المذهب (الأريوسية) بعدما خالطوا وتأثروا بالأمازيغ وهذا أكبر دليل على أن الوندال هم من تأثر بالأمازيغ وليس العكس، نهاية الوندال في شمال أفريقيا وبداية العهد البيزنطي تكسر الوندال بعد ثورات الأمازيغ ضدهم، خصتا ثورة القائد الأمازيغي أنطالاس سنة 530 م التي أدت إلى تنحية الملك هلدريك وتنصيب جليمار نفسه مكان هلدريك مما خلق شقاق بين الوندال الذين تحولوا تحت ضربات الأمازيغ العنيفة من وحوش ضارية لا تغلب إلى فريسة سهلة أنقض عليها البيزنطيون المتربصين بأرض شمال أفريقية منذ القديم لأعتبار أنفسهم الوريث الشرعي لمستعمرات روما القديمة والحماة للمسيحية الكاثوليكية المضطهدة من طرف الوندال في شمال أفريقية.

### العصر البيزنطي

يظهر التوسع البيزنطي في عهد جستنيان باللون البنفسجي.

يمثل وصول المسيحية كديانة سماوية رسمية معادية لعبادة الأوثان الرومانية والبربرية، عاشت المدينة أبان العصر البيزنطي الكثير من الأحداث والحروب الدينية خاصة بين الدوناتيين والارتدكس، تعتبر كتب أوغسطين من أهم المراجع في تلك الحقبة، ومدينة تيفاش بالإضافة إلى القديس أغوسطينس، كان هناك العديد من الأساقفة الذين عملوا في طاغاست، ومنهم :
- القديس فرمين
- القديس جانواريوس
- القديس أليبيوس الطاغاسطي، صديق أغوسطينس
- القديسة مونيكا أم أوغسطينوس

### الفتوحات الإسلاميه

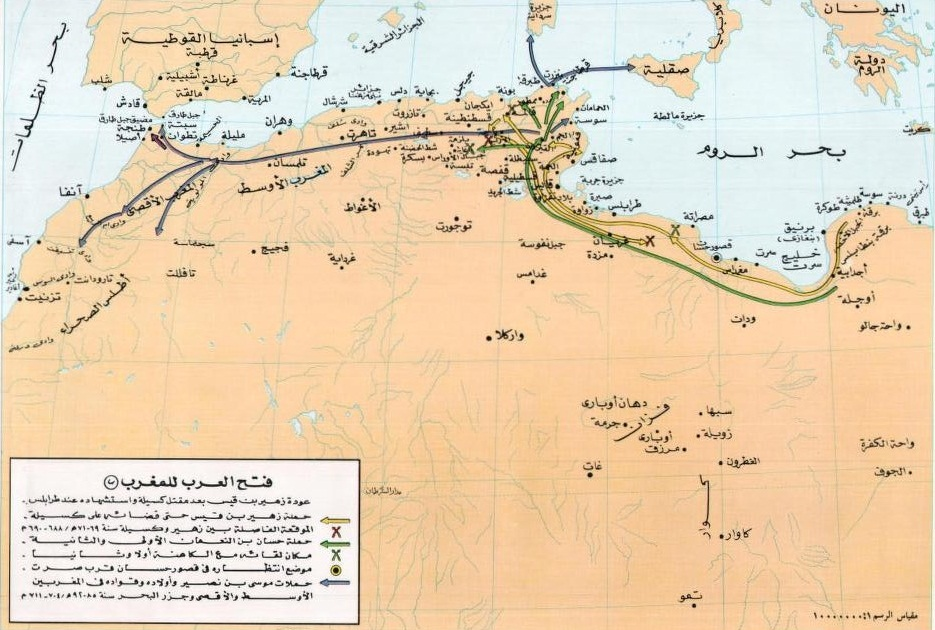
خارطة تُبيِّنُ المراحل الأخيرة من فتح المغرب في ولاية مُوسى بن نُصير.

بدأ الحكم الإسلامي بالخلافة الأموية ثم العباسية إلى أن عين هارون الرشيد: إبراهيم بن الأغلب حاكم على بلاد إفريقية لتخضع بعد ذلك إلى حكم المماليك بداية بدولة بني زيري ثم الرستمية ثم الصنهاجية لتقع تحت حكم الدولة الفاطمية الشيعية من سنة 398 ه‍ إلى 442 ه‍ لتنتقل بعد ذلك إلى حكم الحماديين ثم المرابطين ثم الموحدين ثم الحفصيون إلى حين قدوم الأتراك العثمانيين سنة 1572 م، ولقد أشتهر ثلاثة من أبناء المدينة في هذا العصر وهما :
- طارق بن زياد، قائد عسكري فاتح الأندلس
- الطاهر بن عبد السلام: شاعر
- أحمد التيفاشي: عالم وكاتب وشاعر، اشتهر بكتبه حول علوم الموسيقى والأحجار وكذا الشبقية

### الحُكم العثماني
أشتهرت في هذه الفترة قبيلة الحنانشة

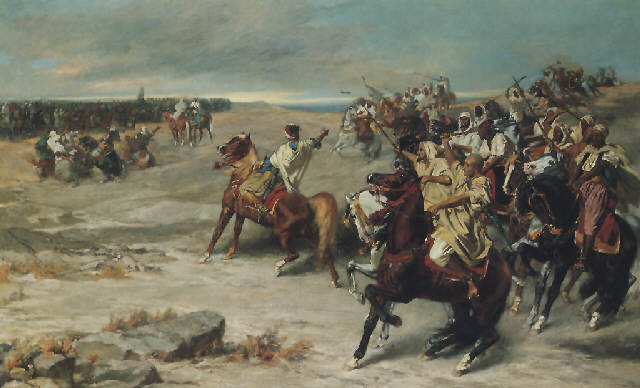
فرسان القبيلة (صورة أفتراضية)

هُم قبيلة شاويّة كبيرة، كانت زعامتها في نهاية العهد الدولة العثمانية وبداية الجزائر (المستعمرة الفرنسية)، كانت ذات نفوذ كبير على القبائل الأخرى، يذكر التاريخ إنهم قاوموا الأحتلال العثماني بشراسة بقيادة الشيخ الوزناجي الذي رفض تقديم إلى داي قسنطينة المحاصيل الزراعية والحيوانية مما أدت إلى اندلاع العديد من الحروب ضد الجيوش إنكشارية التركية، عائلة لعائلة الحرار لعائلة الحرار، وهم بلا شكّ، بنو بعرة بن حنّاش بن ونّيفن الهوارة، الذين ذكرهم ابن خلدون، وهُو القَولُ الذي أخذَ بهِ الكاتب العسكري الفرنسي Feraud، والذي ذهب إليه De Slane أيضاً، في ترجمته لجزء تاريخ البربر، من تاريخ ابن خلدون.
وقد أخطأ الرّحالةُ الإسپاني Marmol فعدّهُم في بُطونِ العربِ الدّاخلين أفريقيَة في (القرن 11 م)، والتَبَسَ عليهِ الأمرُ، فظنّهُم أولاد حنّاش، من بُطونُ عَيّاض، من قبائلِ الأثبِجِ الهلاليّة، الموطّنة بجبل القلعة. وأخذَ Carette برِوايَة Marmol، هُو الآخرُ، وتبعهُ في ذلك كثيرٍ مِمَّن كتب عن الحنانشة. وكانَ جدّهُم أبو الطّيّب بعرة بن حنّاش بن ونّيفَن، شَيخَ قبائلِ هَوّارة، قد أبلى بلاءً حسناً في معركَة وادي شبرو العنيفة، التي وَقَعَت في نواحي سوق أهراس، بين جيوش الموحّدين وحلفائهم من عرب بني عوف بن سُليم من جهة، وجيوش ابن غانية المايوركي المرابطي، وحلفائه من عرب الذواودة المرداسيين، من قبيلة رياح الهلاليّة، ومن معهم من بربر هوّارة، من جهة أخرى. وانهزمت إذاكَ جيوش بن غانية، وفرّ هُوَ إلى جهة طرابلس، وأصبح يردد الغارات على جيوش الموحّدين، وهزمهم في كثير من المعارك، إلى أن هلكَ، وانمحَت فتنتُهُ بهلاكِهِ.
وقال ابن خلدون: بأرض التلول من أفريقية، ما بين تبسة إلى مرماجنة إلى باجة، ظواعن صاروا في عداد الناجعة عرب بني سليم في اللغة والزي وسكنى الخيام وركوب الخيل، وكَسبِ الإبل وممارسة الحروب، وإيلاف الرحلتين في الشتاء والصيف كل تلولهم. قد نسوا رطانة البربر، واستبدلوا منها بفصاحة العرب فلا يكاد يفرق بينهم. فأولهم مما يلي تبسة: قبيلة ونيفن، ورئاستهم لهذا العهد في ولد بعرة بن حناش، لأولاد سليم بن عبد الواحد بن عسكر بن محمد بن بعرة، ثم لأولاد زيتون بن محمد بن بعرة، ولأولاد دحمان بن فلان بعده. وكانت الرياسة قبلهم لسارية من بطون ونيفن، ومواطنهم ببسائط مرماجنة سوق أهراس وتبسة وما إليهما.

### الاستعمار الفرنسي
.

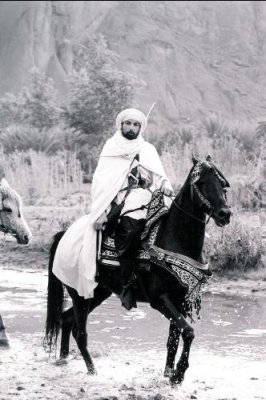
صورة للشيخ الكبلوتي قائد مقاومة الحنانشة التي أندلعت في جانفي 1871

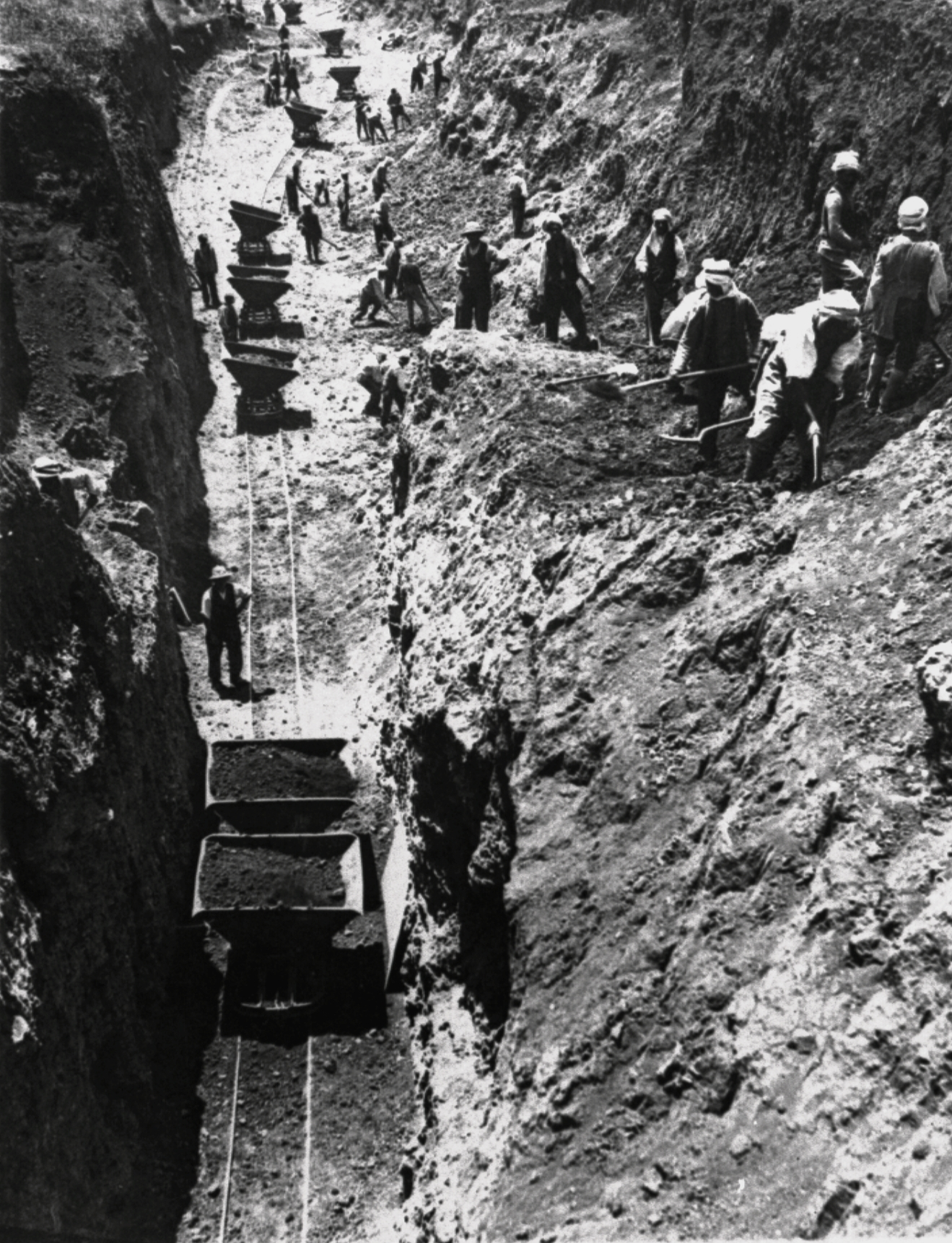
موقع للأشغال السكة الحديدية بين الجزائر وتونس

25 ماي 1843 دخلت القوات الفرنسية سوق أهراس بقيادة الجنرال (باراقي دهيليي) وذكر أن مقاومة الصبياحية ومحمد الكبلوتي (1871) قامت بمقاومة هذا الأحتلال خلال أكثر من 15 سنة، بتوجيه من الزاوية القادرية.
في سنة 1851 قامت مصالح الجيش الفرنسي ببناء حامية لإخماد قوات القبائل المتاخمة، وبعدها في سنة 1853 تم بناء ملحقة دائمة تابعة لقسمة عنابة. وأضطلع بمهمة التخطيط للمركز المستقبلي العقيد تورفيل (Tourville) وبني فوق آثار المدينة التاريخية طاغاست حيث تطور هذا المركز العمراني إلى تكتل بشري كبير وذلك مع وفود عائلات من الفلاحين والتجار المعمرين الأوروبيين، وفي 15 سبتمبر 1858 بقرار من نابليون الثالث أصبح مركز لمواطنين أوروبين يحمل أسم (سوق أهراس)، أعتماد هذا المركز رسميا سنة 1861 وأصبح تابعا لـدائرة عنابة، مقاطعة قسنطينة، عين القائد فوفال (Fauvelle) أول ضابط سام للمدينة ولكنه توفي بعد تعرضه لحادث سقوط من حصان في 3 سبتمبر سنة 1856، وفي نفس السنة عين أول ضابط، وهو النقيب بومال (Baumelle)، ومن أوائل عائلات المعمرين الفرنسيين الذين سكنوا المنطقة، وأستفادوا من أراضي الجزائريين بعد أستيلاء جيش لأحتلال الفرنسي عليها بالقوة : توسان كلادا (Toussaint Clada)، فونتنال (Fontenelle)، قالبا (Guelpa)، مارتال (Martel)، روكات (Rouquette)، بورقات (Burgat)، آروي (Arroué)، فلامونكور (Flamencourt)، قاسكو (Guasco)، بوري (Borie)، جيبيلي (Gibelli)، بوتوس (Poutous)... وآخرون، كان التجمع السكاني يضم 2142 ساكن فيهم 1120 أوروبيا، 884 جزائريا، و138 ياهودي، وفي 16 أكتوبر 1858 عين السيد فورنيي (Fournier) ضابطا للحالة المدنية، وعوض في 5 نوفمبر سنة 1859 بالسيد سيـقاي فيلافاكس (Seguy Villavaleix) والذي أشتغل في منصب سكرتير لمحافظة قالمة والذي بدوره ترك منصبه في نهاية نوفمبر من نفس السنة للسيد كاكولت (Cacault)، وفي 22 أغسطس 1867 وبمرسوم حكومي أنتقلت (سوق هراس) إلى رتبة بلدية بكامل صلاحياتها، وأول رئيس بلدية السيد : ميشال ديرون (Michel DEYRON)، تم أكتشاف منبعين للمياه في المدينة، في عين الزرقا و عين ملاب صيود، ولكن تم ردم هذه المنابع نتيجة للتوسع العمراني، في سنة 1880 تم الأنتهاء من المستشفى العسكري بعد أربع سنوات من التشييد (مدرسة أين خلدون حالياً)، وكذلك شُيد سوق للخضر والحبوب، حيث قدرت كمية الحبوب التي كان يستقبلها ب 200 ألف قنطار، شُيد قاعة للحفلات سنة 1928، وفي سنة 1931 شُيد المسرح، سنة 1887 تم الأنتهاء من بناء متحف المدينة وهو أجمل بناء في المنطقة بأجمعها، وكذلك بنيت كنيسة جديدة سنة 1870 وأهدت أجراسها من طرف وزارة الدفاع الفرنسية، في 12 و 13 نوفمبر 1930 دشن أسقف الجزائر العاصمة المونسنيور ليونو (Monseigneur Leynaud) كنيسة القديس أوغسطينوس وكان هناك تمثالين لأسدين من البرونز في مدخل الكنيسة وتم نقل الأسدين إلى الساحة العمومية وسط المدينة في الأستقلال، بناء مسجد العتيق سنة 1857، سنة 1877 أنشاء مضمار لسباق الخيل، وفي سنة 1921 شُيد نصب تذكاري لضحايا الحرب (14-18) يلقب (السردوك) تخليد لأرواح الضحايا من أبناء المدينة وكان أرتفاعه 12م ووضعوا ديك من البرونز، وفي سنة 1939 تم أنشاء خزان للماء، ومدرسة سنة 1934، وفي نفس السنة تأسس نادي للطيران، حيث كان في المدينة مطار صغير، وتم بناء ملعب لكرة القدم سنة 1940 (Mr Jean Millet)، وتم تأسيس نادين لكرة القدم وهما : نادي الرياضي للسكة الحديدية ونادي سبورتنغ ونادي الكرة الحديدية والذي فاز ببطولة الجزائر العديد من المرات، ونادي الصيد، دون أن ننسى الحديقة العمومية (جنان بالك)، وساحة طاغاست (ساحة الأستقلال) في قلب المدينة، دخلت الكهرباء للمدينة، فلقبها سكانها بباريس الصغيرة،

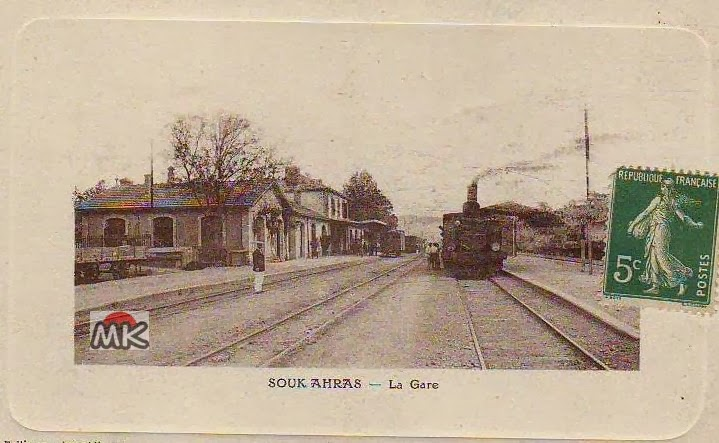
محطة قطار سوق أهراس 1910

أسست الإدارة الاستعمارية سكة الحديد لتتمكن من استغلال الثروات المنجمية التي تتميز بها الولاية والمنطقة بشكل عام، سنة 1887 أوكلت مهمة بناء خط دوفيفي (Duvivier) لشركة عنابة قالمة، وفي 30 جوان 1881 وصل أول قطار بخاري إلى محطة قطار سوق أهراس، وأسس مخزن للقاطرات البخارية حيث وصل في 1920 عدد القاطرات إلى 20 من نوع شنايدر (Schneider 150 C)، وأضيف لها 10 وحدات سنة 1921 وذلك خصيصا لنقل البضائع والمعادن، في 1923 تم إضافة 15 وحدة لنقل المسافرين، وبلغت سرعة القطارات 80 كلم/س مع حمل 300 طن (أي مثل قطارات فرنسا) مع التواء بلغ 14 ملم في المتر. وتتميز السكة الحديدية بوجود خمسة أنفاق ويبلغ طول أطولها 756 متر ويرتفع 760 متر. ومع كثرة الجبال ووعورة التضاريس تجاوزت حمولة القطار سنة 1928، 776 ألف من المعادن، و676 ألف طن من الفوسفات وذلك في خط سير واحد.

### بعض الصور للمدينة ابان الاستعمار الفرنسي

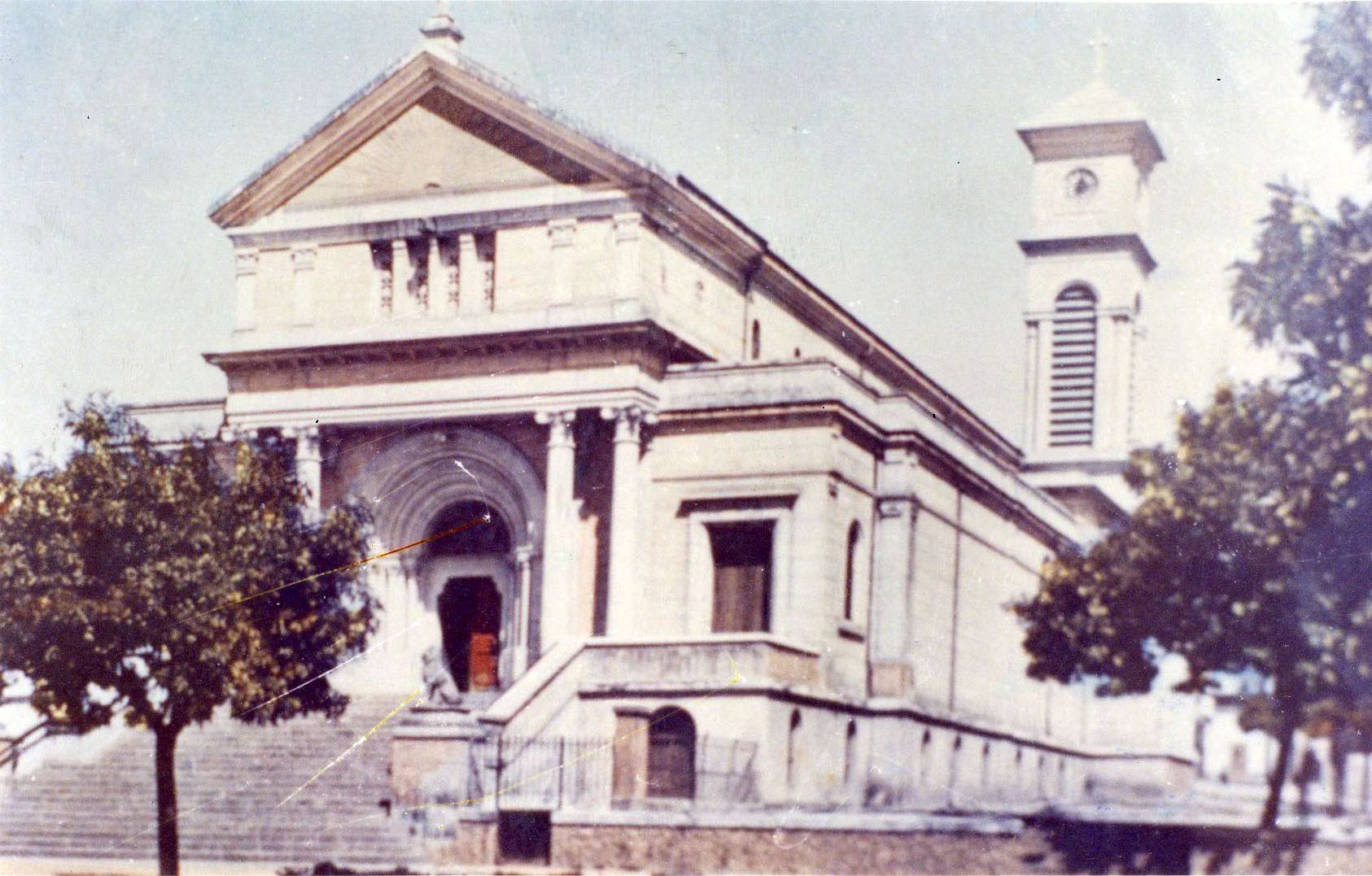
كنسية القديس أوغسطينوس سنة 1927.
نظرة عامة للمدينة سنة 1952. باريس الصغيرة.
نصب تذكاري لحرب 14-18 (السردوك)
متحف المدينة أثناء تشييده 1886.
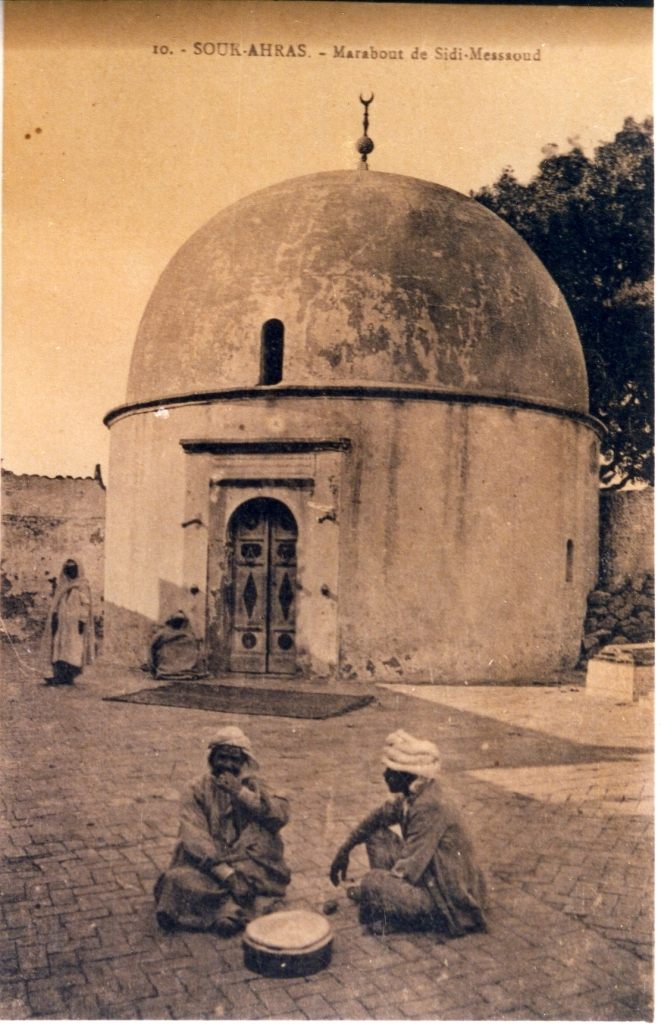
زاوية سيدي مسعود.
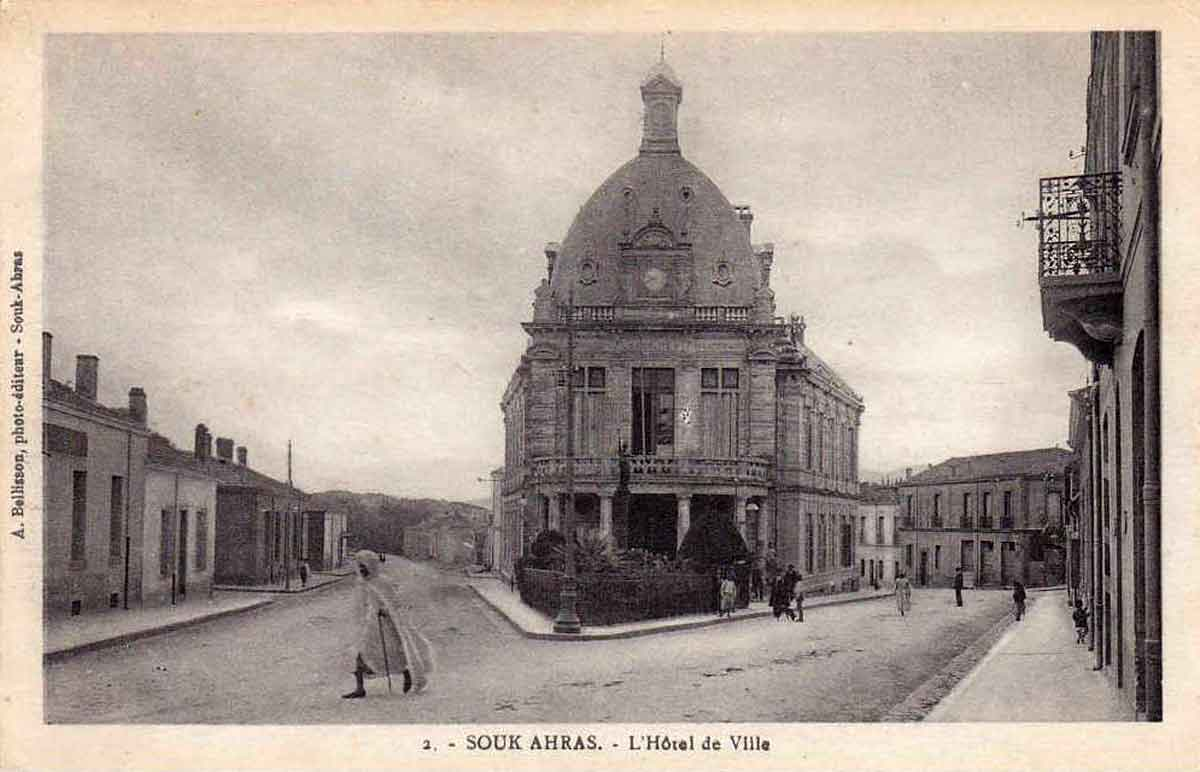
متحف المدينة على بطاقة بريدية
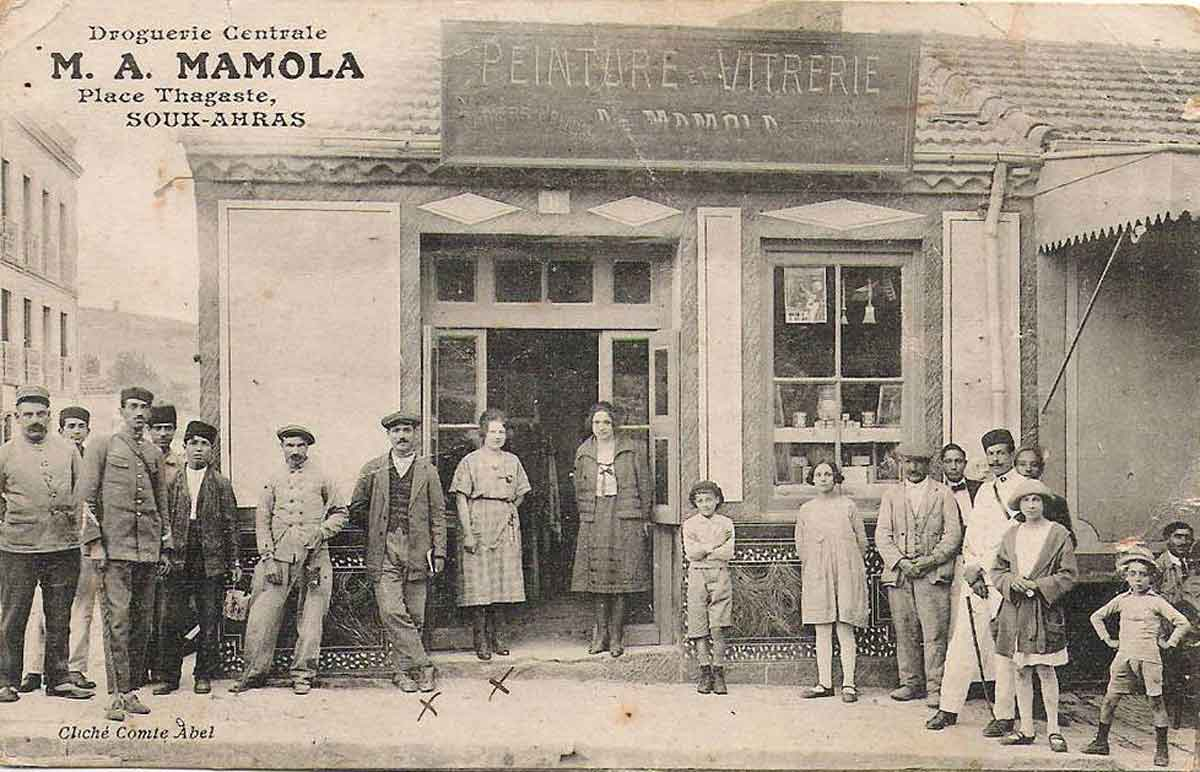
مجموعة معمرين أمام محل إبان الاحتلال
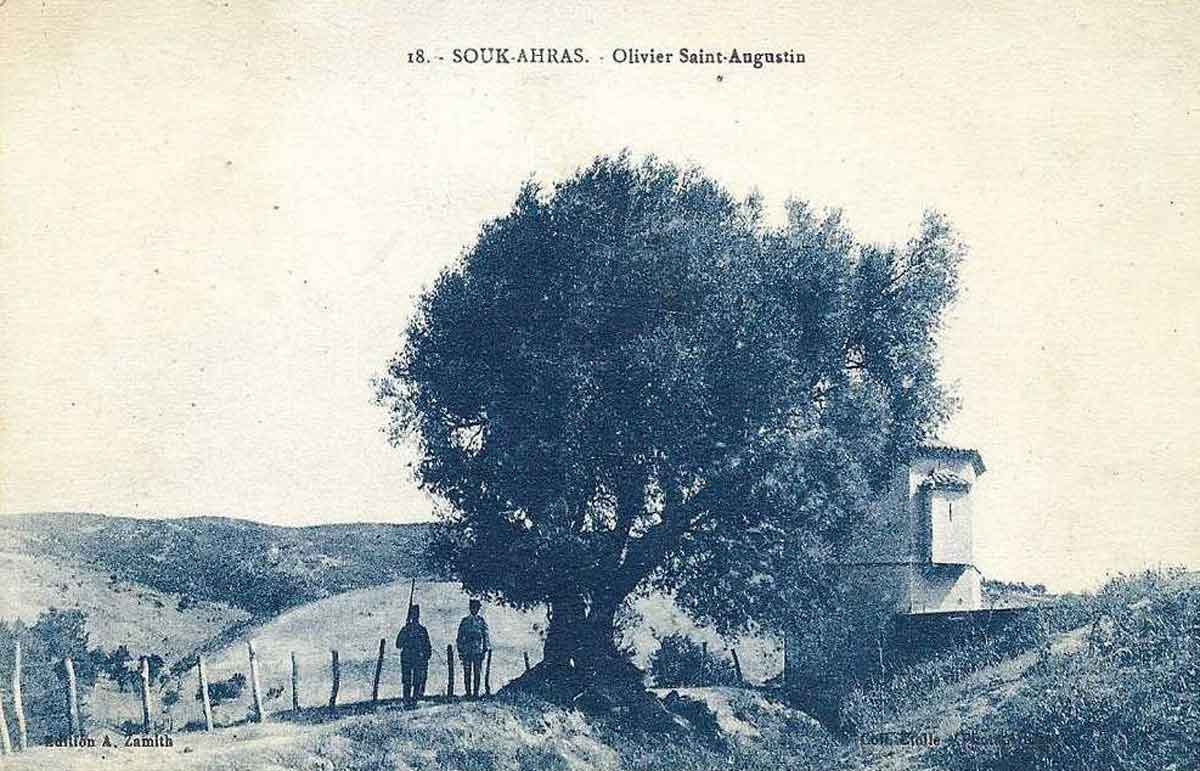
صورة قديمة لزيتونة القديس أوغسطين
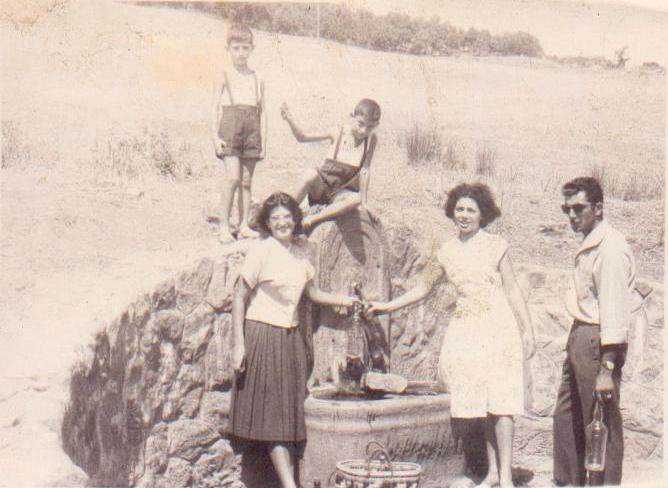
مجموعة من المعمرين في عين السنور
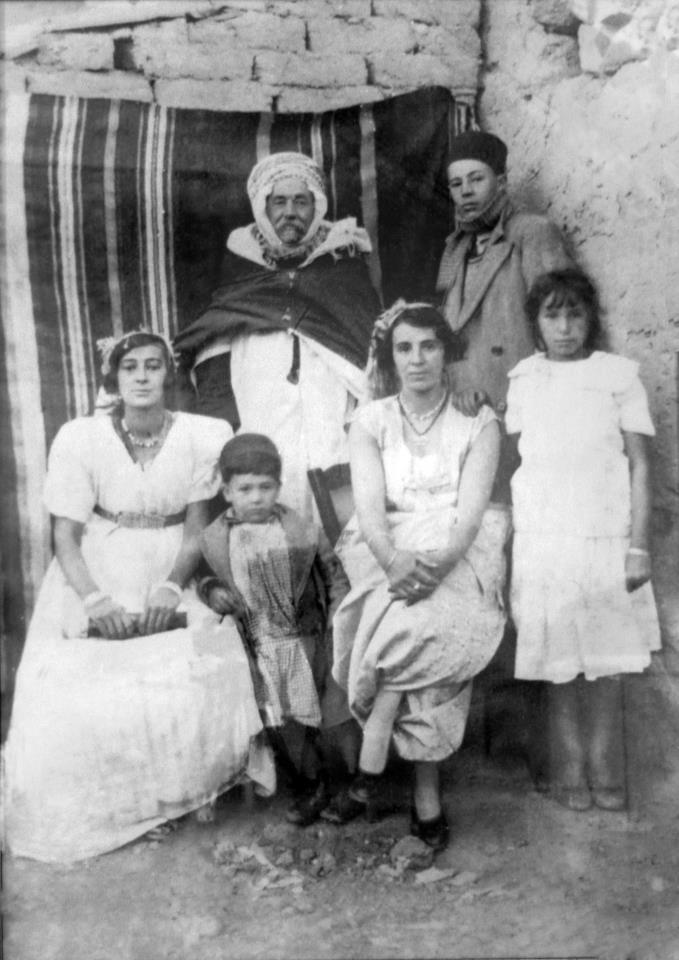
كاتب ياسين مع العائلة في سوق أهراس سنة 1940

### ثورة الصبايحية والكبلوتي في منطقة سوق أهراس والحدود الشرقية سنة 1871م

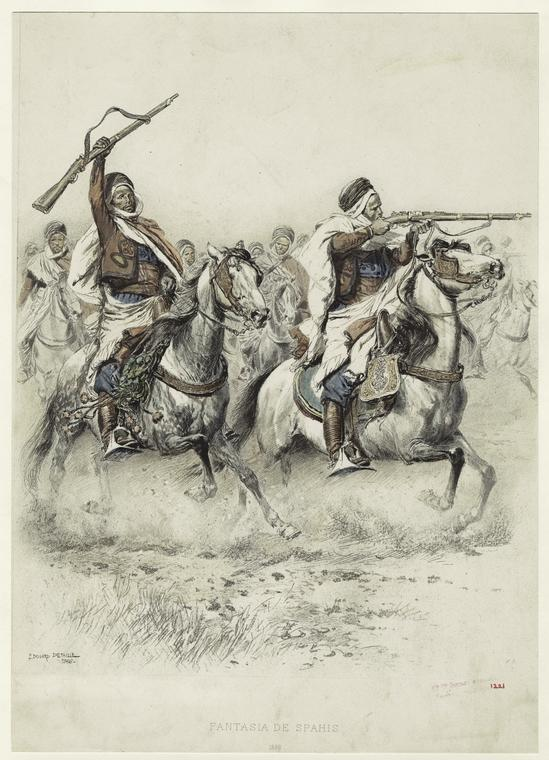
فرسان صبايحية

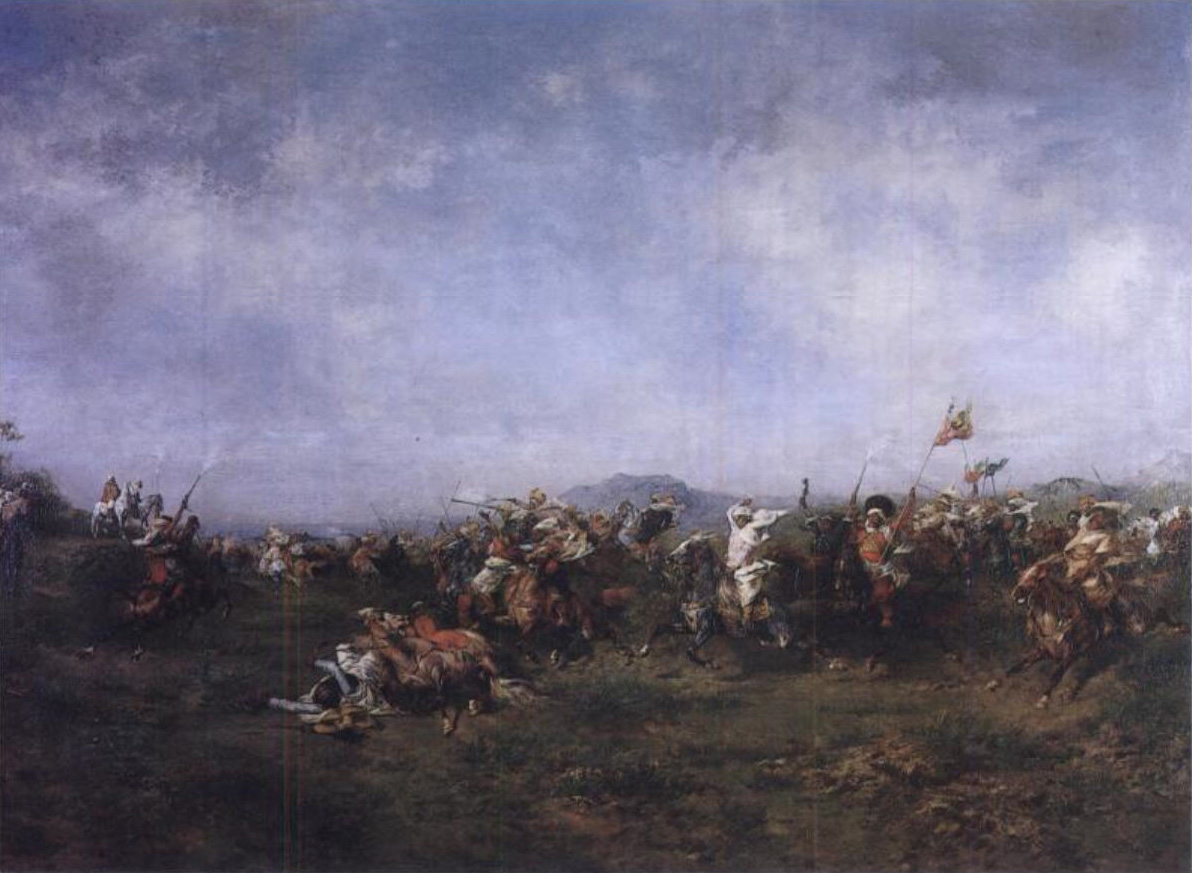
معركة الصبايحية(صورة أفتراضية)

ينتسب محمد الكبلوتي بن الطاهر إلى عائلة الحنانشة التي تقطن في شرق جبال الأوراس، تمرد في أواخر الستينات من القرن الثامن عشر على الفرنسيين، وقام بقيادة مقاومة بالأوراس لم تدم طويلا نظرا لعدم تناسب قواته مع القوات الإستدمارية، فلجأ إلى تونس أين اتصل بالعائلات اللاجئة هناك، وقام بحملة تحريضية في أوساطهم لتجنيدهم في الجهاد ضد الفرنسيين، وفعلا استطاع أن يكون قوة لا يستهان بها، فقام بشن غارات وهجمات على فلول الجيوش الفرنسية وحامياتها بالجزائر من القالة شمالا إلى تبسة جنوبا حتى مشارف الصحراء، بعد ثورة الصبايحية ومشاركته فيها، وانسحابهم إلى تونس طلبت السلطات الفرنسية من حاكم تونس تسليمهم لها فرفض الكبلوتي وصبايحية الأمتثال لأوامر السلطات التونسية، وواصل الكبلوتي جهاده ضد الفرنسيين جاعلا من الحدود التونسية مقرا لانطلاق هجوماتها حتى سنة 1872 م حيث ضيقت عليه السلطات التونسية الخناق فأخذت تبحث عنه وتلاحقه وكلفت عددا من أعوانها بتتبع أخباره والتفتيش عنه لاعتقاله، فسافر بصفة سرية بحرا من ميناء حلق الوادي سنة 1872 م، وبعد وصوله إلى مالطة أستقر هناك لفترة قصيرة، لكنه عاد متخفيا إلى تونس ليواصل مسيرة الجهاد لكن العيون التي كانت تترصده وتبحث عنه أعلمت السلطات التونسية بنشاطه الثوري، فأنطلقت حملات التفتيش عليه من جديد حتى سنة 1875 حيث تم طرده بصفة نهائية من تونس رفقة المجاهد بن ناصر بن شهرة، ليسافر إلى دمشق للألتحاق بالجزائريين المقيمين بها وخاصة أصدقاؤه المقرانيين هناك، الصبايحية من المتطوعين الجزائريين في زمالات شرق البلاد بالطارف والقالة وبوحجار، يعود أندلاع هذه الأنتفاضة في بدايتها إلى القرار الذي أصدره وزير الحربية الفرنسي بتاريخ 18 جانفي 1871 القاضي بنقل عدد كبير من قوات الصبايحية إلى أوروبا للمشاركة إلى جانب فرنسا في حربها ضد بروسيا مع بداية عام 1871. وهو القرار الذي لم يقبل به صبايحية فثاروا ضده وكانت البداية من مناطق تواجدهم ابتداء من منطقة مجبر بعمالة التيطري إلى الطارف بالشرق الجزائري لتعم كل مناطق الحدود الشرقية، حيث هرب في يوم 22 جانفي 1871 م 135 صبايحيا مزودين بأسلحتهم وأمتعتهم، وتبعهم في اليوم الموالي 102 صبايحيا، وتوالى تجمعهم ولحق بهم بعض الثائرين حتى قارب عددهم الألف (1000 فرد)، لتنتشر عدوى الهروب إلى جماعة الزواوة هم كذلك حيث فرّ منهم 75 مجندا بعتادهم من بوغار إلى المدية وقصر البوخاري، ثم تجمع حولهم أهاليهم والغاضبين من السلطات الفرنسية، وأنضم اليهم عدد من أهالي الحنانشة بزعامة أحمد بن صالح بن زروقي والفضيل بن زروقي، والتحق بهم محمد الكبلوتي بن الطاهر بن رزقي من تونس، وهو شقيق الفضيل بن زروقي، وقام الثوار بحرق المزارع الفرنسية، وقتلوا ضابطا برتبة جاويش (رائد)، ثم هاجموا ضيع المستدمرين الفرنسيين وخربوها وقتلوا تسعة من غلاة المستدمرين انتقاما من تصرفاتهم ضد الأهالي، ثم قاموا يوم 23 جانفي بمهاجمة مدينة سوق أهراس وحاصروها لمدة ثلاثة أيام، وقطعوا أسلاك الهاتف عنها، وخاضوا معركة قرب مدينة عين سنور (حوالي 20 كلم غرب سوق أهراس) لما سمعوا بوصول العساكر الفرنسيين إليها بغرض الهجوم عليهم وفك الحصار عن سوق أهراس، وقد دامت المعركة يومين متتالين قتل فيها من الفرنسيين 15 عسكريا حسب المصادر الفرنسية (والعدد كان أكثر من ذلك كعادة الفرنسيين في التقليل من خسائرهم البشرية)، وبعد هذه الخسارة التي مني بها المستدمرين الفرنسيين عاد الثوار إلى مدينة سوق أهراس، إلا أن فرنسا وحتى لا تفقد هيبتها جندت جيشا جرارا بقيادة أحد جنرالاتها وأمدته بقوات من مدينة عنابة وقسنطينة، فلما وصل الخبر إلى الثوار، أنسحبوا من مدينة سوق أهراس إلى داخل الحدود التونسية حيث أستقبلهم الشيخ الميزوني شيخ عروش دريد بحفاوة كبيرة في تونس، وكعادة فرنسا الخبيثة، ولكي تغطي على هزيمتها قامت بتطبيق إجراءات قاسية ضد الأهالي وعائلات الثائرين، فحاكمت 134 شخصا أمام محكمة عسكرية أستثنائية بعنابة، وأصدرت أحكاما بالإعدام على خمسة (05)، وبالأشغال الشاقة المؤبدة على عشرين (20)، وبالنفي إلى كاليدونيا الجديدة وفرنسا وتم إبعاد البعض الآخر إلى منطقة تاغيظونت (عين الكبيرة حاليا)، والإقامة الجبرية على أربعين منهم (40)، وغرمت أهالي الثوار بمبلغ 376 فرنك فرنسي، كما قام العساكر الفرنسيين بإعدام عددا من المواطنين بدون أحكام في الساحة العامة بسوق أهراس بعد فك الحصار عنها مباشرة، وصادروا أملاك وأراضي سبعة قرى (دواوير) بالجملة، وأخذوا رهائن من المواطنين حتى يتم دفع الغرامات المفروضة عليهم.

#### ثورة نوفمبر

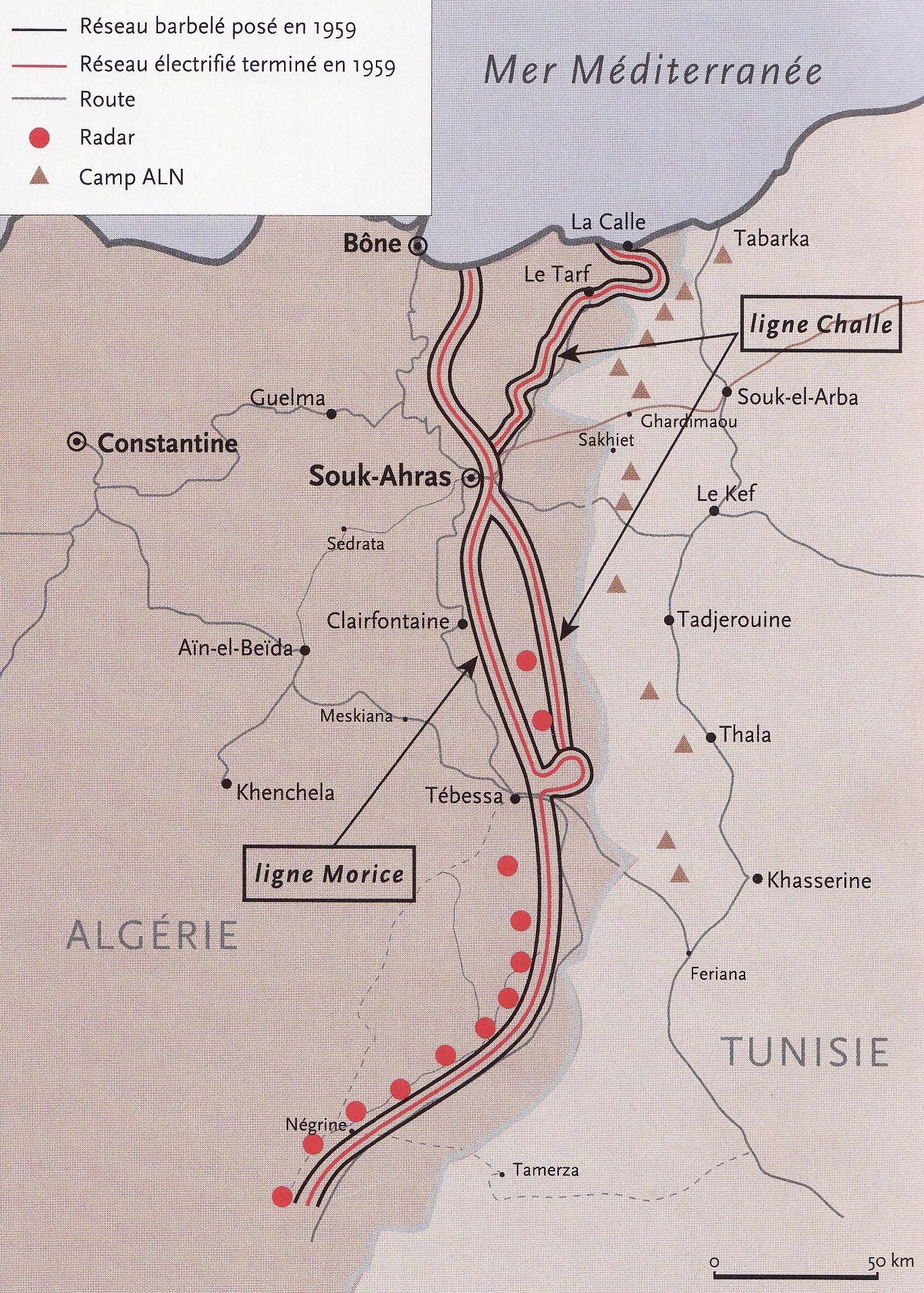
خط موريس المكهرب

اندلعت الثورة في نوفمبر 1954، كان باجي مختار عضوا مجموعة الـ 22 التاريخية، قائد الكتيبة التي خاضت أولى المعارك ضد الجيش الفرنسي، أستشهد سنة 1955 كانت ولاية سوق أهراس ومنطقتها، حينها تابعتين للولاية العسكرية الثانية (الشرق القسنطيني)، ثم انسحبت لتشكل ما صار يعرف بالقاعدة الشرقية، من أشهر المعارك التي خاضها جيش التحرير الوطني في المنطقة، كانت معركة سوق أهراس الكبرى (واد الشوك) التي دامت عدة أسابيع وقتل خلالها أكثر من 500 مناضل، بالإضافة إلى مئات العسكر الفرنسيين وعتادهم الثقيل، القوات الفرنسية التي أشتركت فيها تعادل قوات أستخدمت في أكبر معارك الحرب العالمية الثانية متمثلة في الفيلقان 9 و 14 للمظليين والفيلقان 8 و 28 للمدفعية بعيدة المدى والفيالق 26 و 151 و 152 مشاة ميكانيكية وفرق اللفيف الأجنبي وهي القوات التي تعد من أشرس الوحدات القتالية الفرنسية التي شاركت بضراوة في الحروب الاستعمارية إضافة إلى سلاح الجو الفرنسي من طائرات هيليكوبتر وطائرات قاذفات،
وكانت وحدات جيش التحرير الوطني في تلك المعركة مؤلفة من الفيلق الرابع بقيادة المجاهد الراحل محمد لخضر سيرين ونائبيه أحمد درايعية ويوسف لطرش وكتائب أخرى كانت متجهة إلى الداخل لإمداد الولايات الداخلية بالسلاح.
من أشهر المعارك في المنطقة :
- معركة الحمـــــــــــــــــــــــــراء : 28 أكتوبر 1956
- معركة البلوط، كاف الهواري، حمام سيدي طراد أفريل 1957
- هجـوم المشـــــــــــــــــري : 20 أكتــــوبـــــــر 1957
- معركة الكـــــــــــــــاف لعكس : 15 فيفـــــري 1958
- عملية الهجوم على ثكنة البطيحة : 8 مــارس 1958
- معركة سوق أهراس الكبرى: 26 أبريل 1958
- معركة يوخندق : 10 أكتوبر 1958
- معركة عين الزانة: 14 جويلية 1959
- الهجوم على مركز برج مراو : 28 فيفــــــري 1960.

### أحداث قرية ساقية سيدي يوسف
شكّل انتصار جيش التحرير الوطني في معركة جبل واسط بقيادة الطاهر زبيري ضربة قوية للجيش الفرنسي الذي حاول تبرير هذه الهزيمة المذّلة التي قتل له فيها 17 عسكريا ووقع 5 آخرين في الأسر، بأتهام الحرس الوطني التونسي بمساندة جيش التحرير الوطني الجزائري في هذه المعركة وهو ما أستُغل كذريعة لقصف قرية ساقية سيدي يوسف التونسية معتبرا بأنّها مركز لجيش التحرير في الأراضي التونسية، غير أنّ زيارة العديد من الوفود الدبلوماسية والإعلامية لمكان الجريمة فضح كذب الادعاءات الفرنسية ومدى وحشية هذه القوات التي استهدفت المدنيين العزل، كسبت القضية الجزائرية تعاطف الرأي العام الدولي، في الوقت الذي توالت الهزائم الدبلوماسية الفرنسية على عدة مستويات، وتدخلت كل من بريطانيا والولايات المتحدة الأمريكية لتخفيف حدة الأزمة بين تونس وفرنسا، كما سعى الصليب الأحمر الدولي إلى التوسط لإطلاق سراح الأسرى الفرنسيين لدى جيش التحرير، ذكر الشعبان الجزائري والتونسي بألم وحسرة أحداث قرية ساقية سيدي يوسف 8 فبراير 1958 الدامية التي تحل ذكراها كل سنة لتروي للأجيال حلقة من حلقات البطولة التي أمتزجت خلالها دماء الشعبين الجزائري والتونسي اللذين تكالب عليهما عدو كان يظن وقتها أنه بفعلته سينال من تضامن الشعبين، وقد أظهرت وكالة الأنباء الدولية حقيقة الأهداف التي أستهدفها القصف الفرنسي في ضربه للمدنين العزل، مع أن المنطقة خالية من أي موقع عسكري تابع لجيش التحرير الوطني، حيث عمدت 25 طائرة فرنسية من طراز، ب27 وكروسار محملة بوزن 250 كلغ، من القنابل، والقذائف الصاروخية بقصف، سوق بهذه القرية، وقد أسفرت الغارة عن قتل 79 شخصا من بينهم 20 طفلا و11 امرأة وقد خلف هذا الاعتداء 130 جريحا، إلى جانب التدمير الكلي للمرافق الحيوية، للقرية في الحين كانت كل المؤشرات الموجودة في الميدان تدل بصراحة، على الموقف الحقيقي للغارة وبيان الهدف الرئيسي منها، وهو ضرب التضامن التونيسي مع الثورة الجزائرية، ولفك الارتباطات التاريخية والنضالية بين الشعبين، وللتأثير عليها سياسيا وعسكريا، غير أن المحاولة جاءت معاكسة لما يرمي إليه العدو الفرنسي، فكان للمجزرة صدى كبير، محليا ومغربيا، وعربيا ودوليا.

### مرحلة الأستقلال

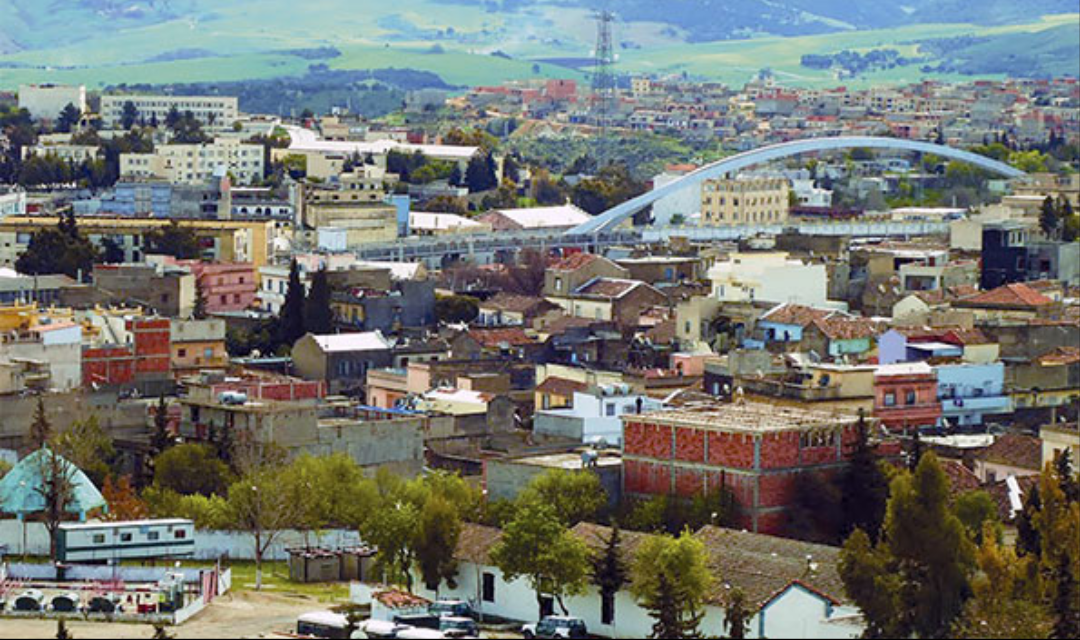
مدينة سوق أهراس

عرفت ولاية سوق أهراس توسعا عمرانيا كبيرا خلال فترة الاستقلال مع نمو اقتصادي واجتماعي كبير، حيث تمت ترقيتها إلى مقر ولاية سنة 1984، حققت إنجازات هائلة في ظرف وجيز والعديد من المنشآت الصحية والتربوية، وكذا إنجاز بنية تحتية هامة في جميع القطاعات، واحتضانها للعديد من التظاهرات الثقافية والرياضية على المستوى الجهوي والوطني، علما أن المدينة تدرس مشاريع كبرى أخرى لإنجازها مثل مركب سياحي ضخم، ترامواي، تلفريك، ملعب كرة قدم جديد، مركز رياضي بمقاييس عالمية.

## السكان
| ذكور   | فئة عمرية     | إناث   |
| ------ | ------------- | ------ |
| 891    | 85 سنة وأكثر  | 922    |
| 1٬534  | 80 إلى 84 سنة | 1٬422  |
| 2٬676  | 75 إلى 79 سنة | 2٬649  |
| 3٬237  | 70 إلى 74 سنة | 3٬450  |
| 4٬256  | 65 إلى 69 سنة | 4٬240  |
| 4٬700  | 60 إلى 64 سنة | 4٬904  |
| 7٬601  | 55 إلى 59 سنة | 7٬160  |
| 9٬027  | 50 إلى 54سنة  | 9٬048  |
| 11٬473 | 45 إلى 49 سنة | 11٬414 |
| 13٬061 | 40 إلى 44 سنة | 13٬292 |
| 14٬854 | 35 إلى 39 سنة | 15٬511 |
| 17٬022 | 30 إلى 34 سنة | 18٬064 |
| 22٬630 | 25 إلى 29 سنة | 23٬488 |
| 23٬909 | 20 إلى 24 سنة | 24٬732 |
| 22٬427 | 15 إلى 19 سنة | 21٬867 |
| 20٬788 | 10 إلى 14 سنة | 19٬745 |
| 18٬044 | 5 إلى 9 سنوات | 17٬236 |
| 20٬746 | 0 إلى 4 سنوات | 20٬008 |
| 34     | غير معروف     | 62     |

## الولاة
تعاقب العديد من الولاة على ولاية سوق أهراس منذ إنشائها في 04 فيفري 1984م من خلال المرسوم التنفيذي رقم 84-09
قائمة الولاة للولاية بالترتيب :
- عبد القادر عيساوي
- رابح بوبرتاخ
- صالح براهيمي
- عبد رحمان تاورات
- رابح بوبرتاخ
- موراد حيدوك
- براهيم بن قايو
- براهيم بوخروبا
- مولود طاهري
- راشيد فاطمي
- سعد أڨودجيل
- عبد الغاني فيلالي
- بداوي عباس
- فريد محمدي
- الوناس بوزقزة (حالياً).

## التقسيم الإداري

1. دائرة بئربوحوش•
2. دائرة الحدادة•
3. سدراتة•
4. المشروحة•
5. دائرة المراهنة•
6. أولاد إدريس•
7. دائرة أم العظايم•
8. سدراتة•
9. سوق أهراس•
10. دائرة تاورة

تتكون من عشر دوائر وست وعشرين بلدية. والدوائر هي:
- سوق أهراس وهي أصغر بلديات الولاية
- بئربوحوش
- المشروحة
- أم العظايم
- المراهنة
- الحدادة
- أولاد إدريس
- سدراتة
- مداوروش
- تاورة

## التعليم
يوجد مراكز تعليمية على كافة المستويات من التعليم الابتدائي إلى غاية التعليم العالي أيضاً العديد من المدارس الخاصة.
- قطاع التربية الوطنية الذي يضم مجموعة من المؤسسات المدرسية منها 258 مدرسة ابتدائية، و57 إكمالية، و21 ثانوية.
- مركز التعليم عن بعد لولاية سوق أهراس والذي يتبع لديوان الوطني للتعليم والتكوين عن بعد.
- قطب جامعي معتبر يتكفل بتعليم أكثر من 25.000 طالب :
- جامعة محمد الشريف مساعدية.
- تظم 06 كليات ومعهدين :
- كلية العلوم والتكنولوجيا.
- كلية علوم الطبيعة والحياة.
- كلية الأداب واللغات الأجنبية.
- كلية العلوم الأنسانية والأجتماعية.
- كلية العلوم الأقتصادية والتسير والعلوم التجارية.
- كلية الحقوق والعلوم السياسيه.
- معهد علوم وتقنيات النشاطات الرياضية.
- معهد العلوم الفلاحية البيطرية. تاورة
- جامعة التكوين المتواصل (UFC)

### التكوين المهني
يذكر بأن قطاع التكوين والتعليم المهنيين بهذه الولاية الحدودية، يحصي 18 مؤسسة تكوينية تتمثل في 03 معاهد وطنية مختصين بكل سوق أهراس، سدراتة ومداوروش، فضلا عن 16 مركزا للتكوين المهني وملحقتين ببلديتي الخضارة ووادي الكبريت و3 مؤسسات تكوينية خاصة معتمدة.

## أعلام
إذاعة سوق أهراس الجهوية
- البث الحي على النت :Souk-Ahras fm

كل أخبار الولاية على مدار الساعة

## صحافة جهوية
- مجلة طاغست، مجلة شهرية سياحية لمديرية السياحة والصناعات التقليدية لولاية سوق أهراس.
- جريدة طاغست، جريدة رياضية أسبوعية.

## قالوا عن سوق أهراس
- ألبرت هابرد، كاتب وفليسوف أمريكي

« طاغاست هي مدينة ثقافية، كانت الكتب وفيرة، حيث كانت البلدية توزع الكتب مجانا للأطفال، وأنه إذا أشترى شخص فرشاة أسنان، كان البائع يهديه كتابا»
- نصيرة بن صديق، مؤرخة جزائرية وعالم آثار

«طاغاست، هي مسقط رأس القديس أوغسطين»

## كتب ومطبوعات عن المدينة
- كتاب بالفرنسية (Souk Ahras)، ليون ديرون (Léon Deyron).
- كتاب بالأنجليزية (THE CITY OF THAGASTE)، الكاتب الأمريكي (Elbert Hubbard - ألبرت هابرد).
- كتاب بالفرنسية طاغاست (Thagast)، مصطفى كبير.
- كتاب بالفرنسية (Les Sept Lumières de Thagaste)، طاهر جفافلية.
- القاعدة الشرقية قلب الثورة النابض، مذاكرات المجاهد الطاهر سعيداني.
- القاعدة الشرقية نشأتها ودورها في حرب الاستنزاف، تابليت عمر.

## سينما
- فيلم القديس أوغسطين أبن دموعها، أشتراك جزائري تونسي، إخرجه السينمائي المصري سمير سيف.
- فيلم جديد بعنوان “'قديس من عندنا'” وهو فيلم من سيناريو الأستاذ جلال خشاب من جامعة سوق أهراس والمخرج جوامع والذي يستعرض من خلاله مسار وحياة القديس أوغستين، تم تصويره بكل من سوق أهراس، عنابة، تونس وإيطاليا.
- الفيلم التاريخي (الحناشية)،[7] ويروي الفيلم أبرز المحطات التي عاشتها الحناشية بنت قابيلة الحنانشة زوجة أحمد باي في الفترة العثمانية بالجزائر (1515-1830) وعلاقة الأخير بها إلى غاية دخول الاستعمار الفرنسي للبلاد عام 1830.

## ثقافة

### المراكز الثقافية والمتاحف
- متحف أوغسطين. (بجانب زيتونة القديس أوغسطين)
- متحف محمد بوضياف.
- متحف المجاهدين.
- المركز الثقافي الأسلامي.
- يوجد في مدينة سوق أهراس مركز ثقافي[8] ضخم يحتوي على مدرسة للموسيقى، مكتبة، متحف.

### قاعة المحاضرات
قاعة المحاضرات (ميلود طاهري) تقع بوسط مدينة سوق أهراس التي تتسع ل 310 مقاعد.

### المكتبات
يوجد بالولاية 27 مكتبة بلدية و3 قاعات للمطالعة، كما توجد مكتبة المطالعة العمومية بعاصمة الولاية تضم قاعة للمطالعة للكبار ب250 مقعدا وأخرى للصغار ب100 مقعد وقاعة للأنترنت وأخرى للأرشيف وجناحا إداريا.

### مهرجانات

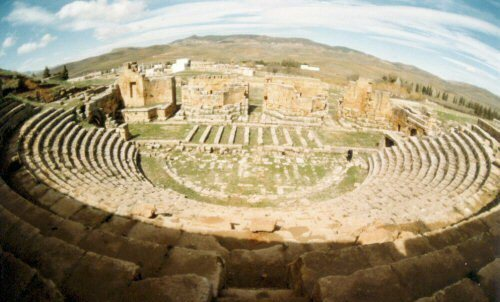
مسرح خميسة

تشهد سوق أهراس العديد من المهرجانات، أشهرها من دون شك مهرجان ليالي خميسة الثقافية الوطني الذي ينظم سنوياً في فصل الصيف، بحضور العديد من الفنانين المشهورين من الجزائر.

### المعارض والملتقيات
- ربيع طاغست للصناعة التقليدية والفنية الذي تجري فعالياته بدار الصناعة التقليدية لسوق أهراس.
- شهر التراث كل سنة. (معارض ومهرجانات)
- معرض الكتاب.
- معرض الفنون التشكيلي[9][10]
- الملتقى الوطني للطفل المبدع.[11]

.

### الحرف التقليدية
النسيج وتطريز يبدع حرفيو وحرفيات المنطقة في صناعتهم كنسج قطع مختلفة لتزيين الأفرشة والمناديل ويحولون الفلين إلى قطع فنية بالقصب الذي يمنحها طلة مميزة، كما تتفنن في صناعة الزرابي الذي تكتسيها الوان زاهية وحلة رائعة وجميلة وصناعة النحاس وتقديم أشكال جميلة ورائعة، تكتسب الحرفيات مهارات رائعة وما تعلمنه من الأمهات والجدات وكل منهن لها طريقتها وذوقها الخاص ويتفنن في ما بينهن في أن تقدم كل واحدة الأجمل وبهذا تعلمن الحرفة بطريقة مميزة وأبدعن فيها كما أنهن يبدعن بصناعة الفخار الذي يعدون عليه الأكل فانهن يصنعونه بأنفسهم ورغم ان هناك العديد من الصناعات والحرف باتت غير معروفة للجيل الجديد لنقص حرفييها وهذه بعض من الحرف التي تشتهر بها ولاية سوق اهراس
- القشابية
- الملاية السوداء
- الفخار

## الفن

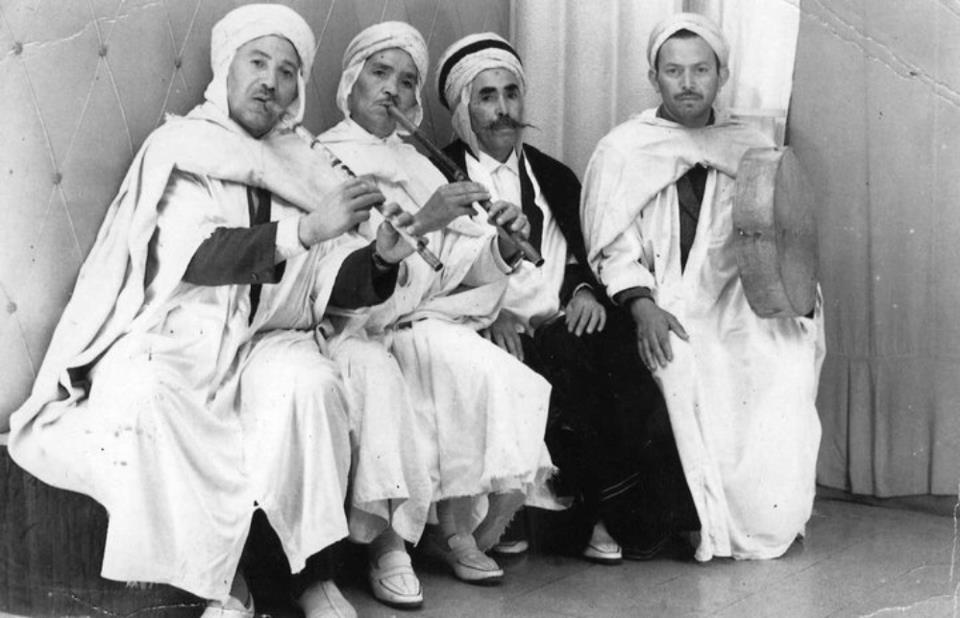
الشيخ بورقعة
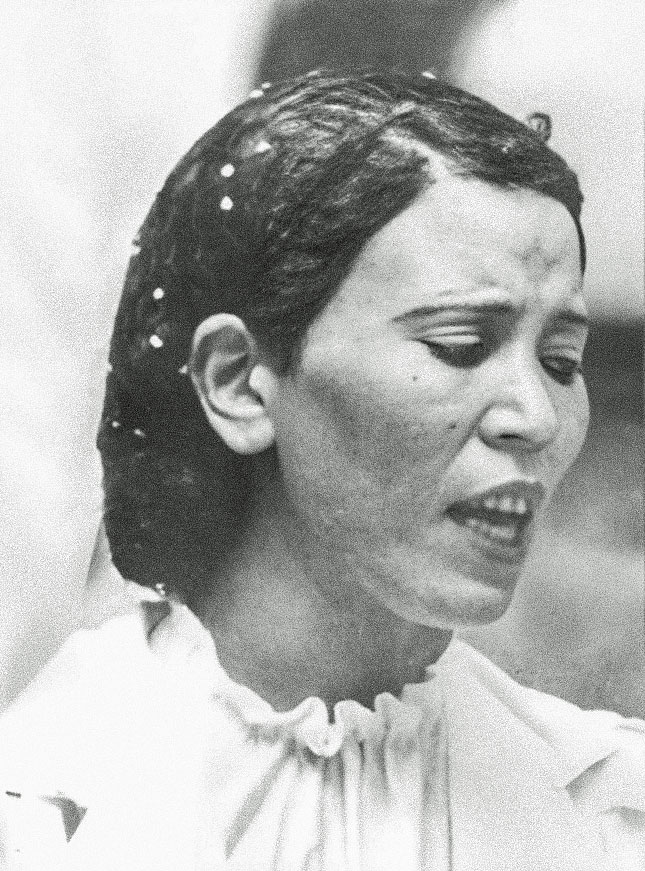
صليحة مطربة
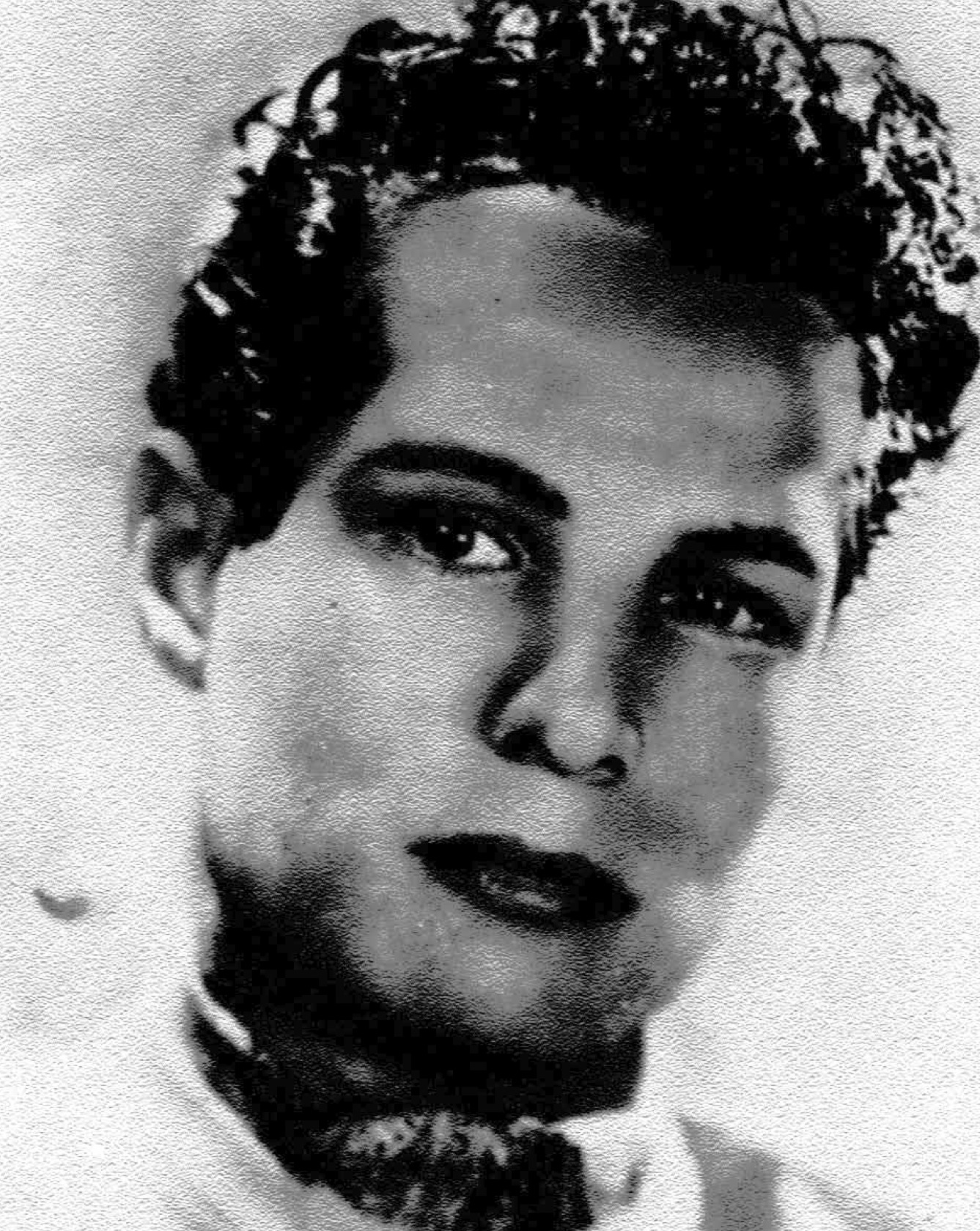
ساليم الهلالي فنان ياهودي

تحتفي سوق أهراس بمحافظتها على العديد من الطّبوع الموسيقية المستمدّة من تراث المنطقة العريق، نذكر منها بالتحديد المالوف، والعيساوة، كأحد طبوع الموسيقى الصوفية، وما يحمله من نظم للكلمات الممزوجة بين الشعبي والفصيح، تتحول في حناجر مؤدّيها بتناغم جماعي ونسق موسيقي يرحل بمحبّيه إلى فضاء أكثر روحانية، وبطابع من التراث الشّعبي العريق، من أبرز فرق العيساوة بسوق أهراس في مجال الفنون، نجد جمعية الحاج مصطفى ريفي نسبة إلى مقدم وشيخ الطريقة العيساوية، والتي أنشئت سنة 2007، تعمل على ترسيخ هذا الفن وترقية أدائه والحفاظ عليه من الاندثار والضياع، إلى جانب مساهمتها الفعّآلة في إحياء المناسبات الدينية والأفراح الشعبية، وهي السمة التي مازال سكان سوق أهراس يولونها اهتماما كبيرا، وتتفاضل المناسبات بحضور هذه الفرق الشعبية كرمز عن أصالة العائلات وعراقتها.
نشّطت فرقة العيساوة لولاية سوق أهراس العديد من الحفلات، وشاركت في مهرجانات متعددة وتظاهرات محلية ووطنية، فكان إسمها ألمع من باقي الفرق الأخرى، كما أن فرقة العيساوة لولاية سوق أهراس تعتبر علامة فارقة في الشرق الجزائري، وكذا خارج الوطن خاصة الامتداد الذي تعرفه في الأراضي التونسية والعاصمة تونس بالتحديد، أين يكثر الطلب على حضور الحفلات والأفراح زمن الصيف، هذا بالإضافة إلى مشاركتها في العديد من المهرجانات بولاية عنابة، وقد تفوّقت هذه الفرقة بفعل التميز والديناميكة المستمرة لها خارج تراب الولاية سوق أهراس تعريفا باسمها ونشاطاتها الدورية، المالوف، الفقيرات، الشعبي، عطاء متواصل، تشتهر سوق أهراس بتنوع طبوعها الموسيقية ومنها المالوف، الذي يعد أحد روافد الواقع الثقافي للولاية، فحضوره لا ينقطع في المناسبات الوطنية والدينية وكذا الأفراح، من خلال الأعمال التي تقدمها الجمعية الناشطة «أشبيلية» للموسيقى الأندلسية التي تعمل منذ نشأتها في 2002 على البحث في التاريخ وأمجاد الموسيقى الأندلسية، والحفاظ على تراثها.
شاركت هذه الفرقة العريقة في العديد من التظاهرات والمهرجانات الوطنية والدولية،
إلى جانب المالوف تتميز أيضا سوق أهراس بطابع غنائي تؤديه مجموعة من النسوة لا يتجاوز عددهن الـعشرة، تعود نشأة هذا الطابع الغنائي إلى ما يقارب الـ 60 سنة، ويعرف بالفقيرات في الشرق الجزائري، والمسامع في الوسط، أما في الغرب الجزائري هذا النوع مشهور بالمداحات يجمع بين المالوف والمديح، خصوصا في الأعراس، ولا قيمة للتصديرة الخاصة بالعروسة دون مدائح وأغاني الفقيرات المستمدة من عمق التراث، ومازال هذا النوع من الطبوع الغنائية يفرض حضوره من خلال فرقة الفقيرات النسوية بآلات موسيقية بدائية تقوم على أساس الطبلة والغناء الجماعي.
كما تشتهر الساحة الفنية بسوق أهراس بالغناء الشعبي، تمثّله الجمعية الثقافية للفن الشعبي «المجداوية» التي تأسّست في عام 1986، ولا يزال تميّزها إلى حد اليوم في تطوير الأغنية الشعبية، وتكوين أجيال تحافظ على هذا الطابع الفني الأصيل. وقد شاركت في العديد من المهرجانات المحلية والطنية والدولية، منها إحياء حفلات بمدينة الكاف التونسية والمهرجان الوطني الأول للفن الشعبي بقسنطينة عام 1989 أين تحصلت على الجائزة الأولى، إلى جانب العديد من التظاهرات الوطنية والمحلية والمهرجان الوطني والدولي للفنون التشكيلية بولاية سوق أهراس طيلة عقدين من الزمن في هذا الفن العريق.

### سيمون تمار
فنانة مالوف مشهورة من أصول يهودية بزغ نجمها في سنوات الثمانينات ولدت في 15 جانفي 1932 بسوق أهراس وتوفيت في 15 جانفي 1982 بباريس.

### فن الطبخ

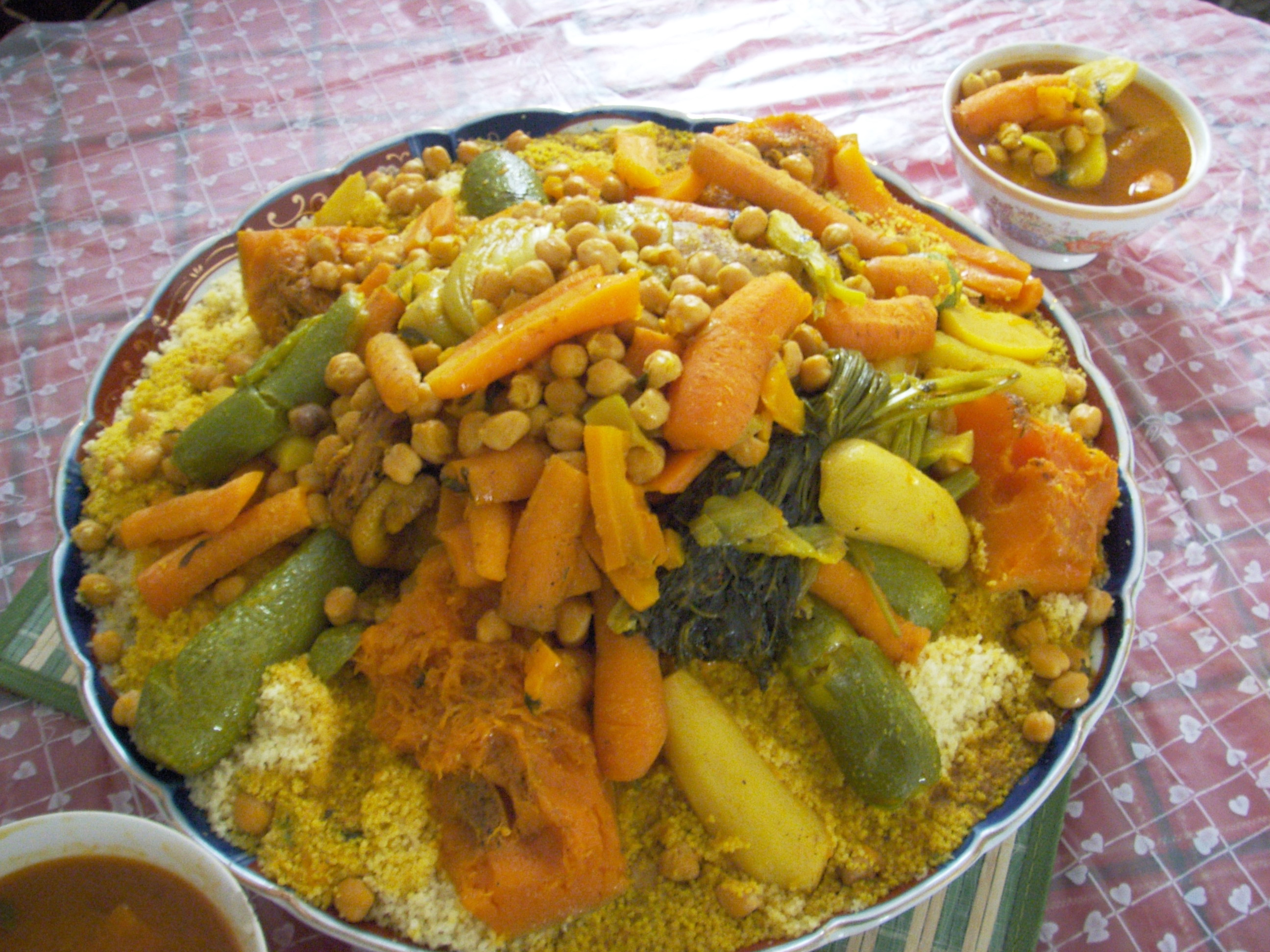
طبق الكسكس
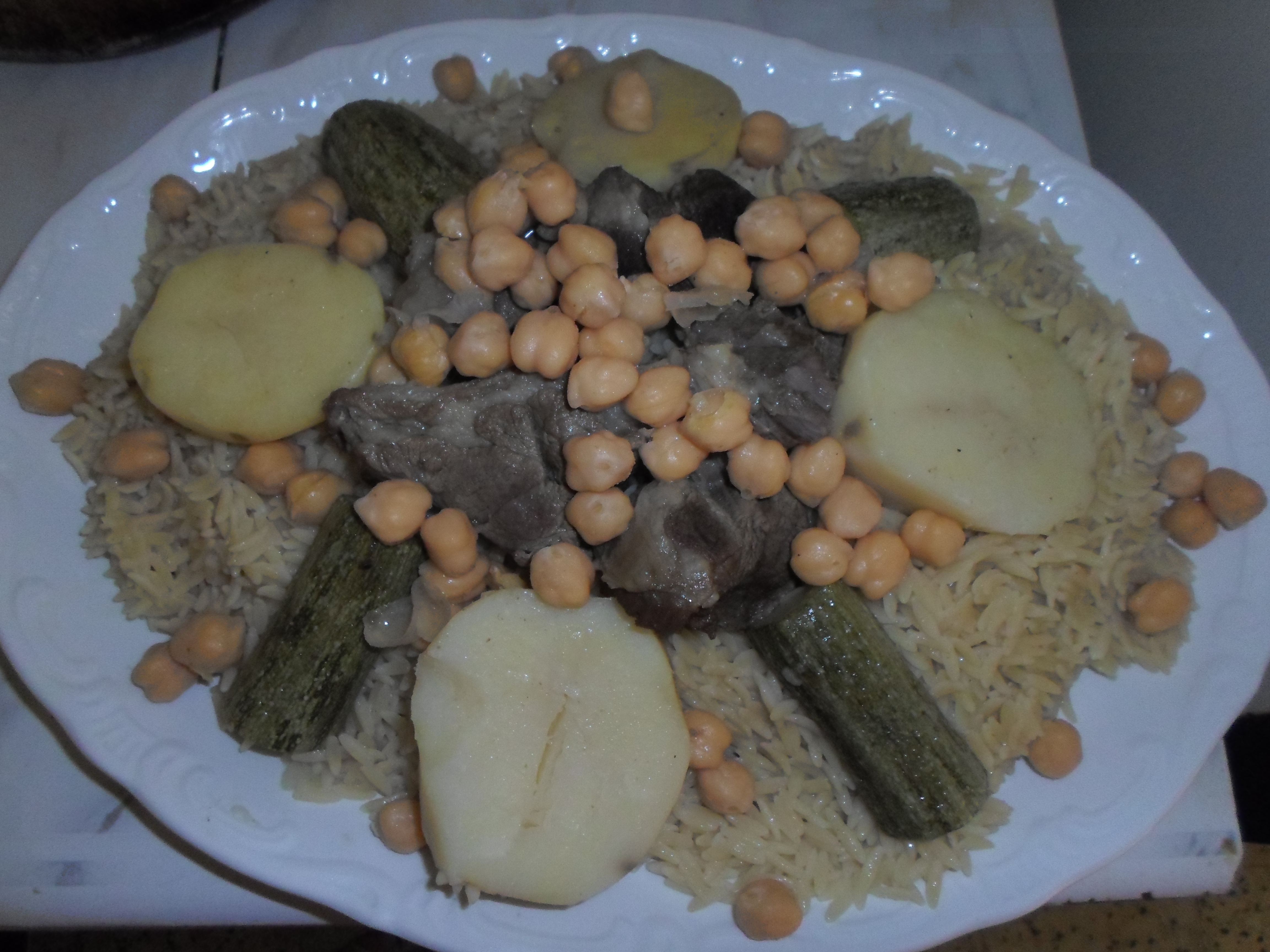
تليتلي
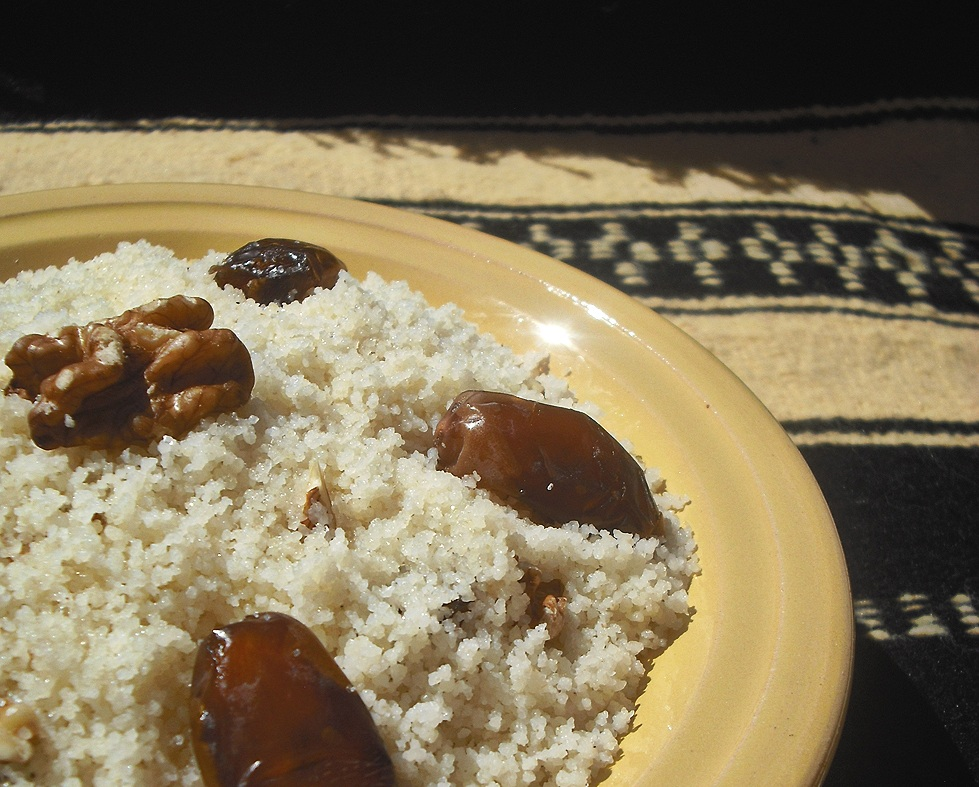
مسفوف

المطبخ السوڨهراسي هو أسلوب الطّبخ المستمد من التقاليد العريقة للمطبخ جزائري، يعتبر جزء من المطبخ المتوسطي. وهو خلاصة ثقافات عديدة بربرية، عربية، ومن أشهر الأطباق الكسكسي: يعتبر الطبق الوطني التقليدي في المنطقة ومن الممكن تحضيره بأشكال مختلفة بلحم الضّأن والخضار أو بالسّمك أو بالدّجاج أو بالقدّيد أو بالعصبان.
- بعض الأطباق :
- ملوخية
- مرقة بطاطا
- مرقة لوبياء
- مرقة جلبانة
- كمونية
- كباب
- مرقة حلوة
- الحلويات :
- البقلاوة
- المقروض
- الزلابية

## السياحة

الزيتونة بعد ترميم مدخلها
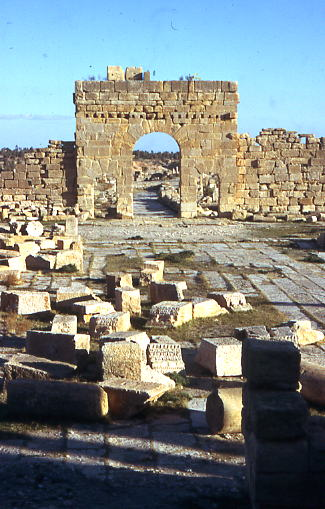
مادور
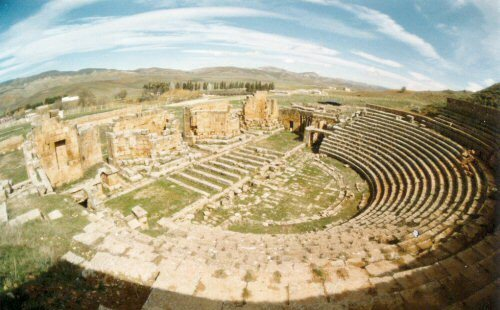
مسرح خميسة الروماني
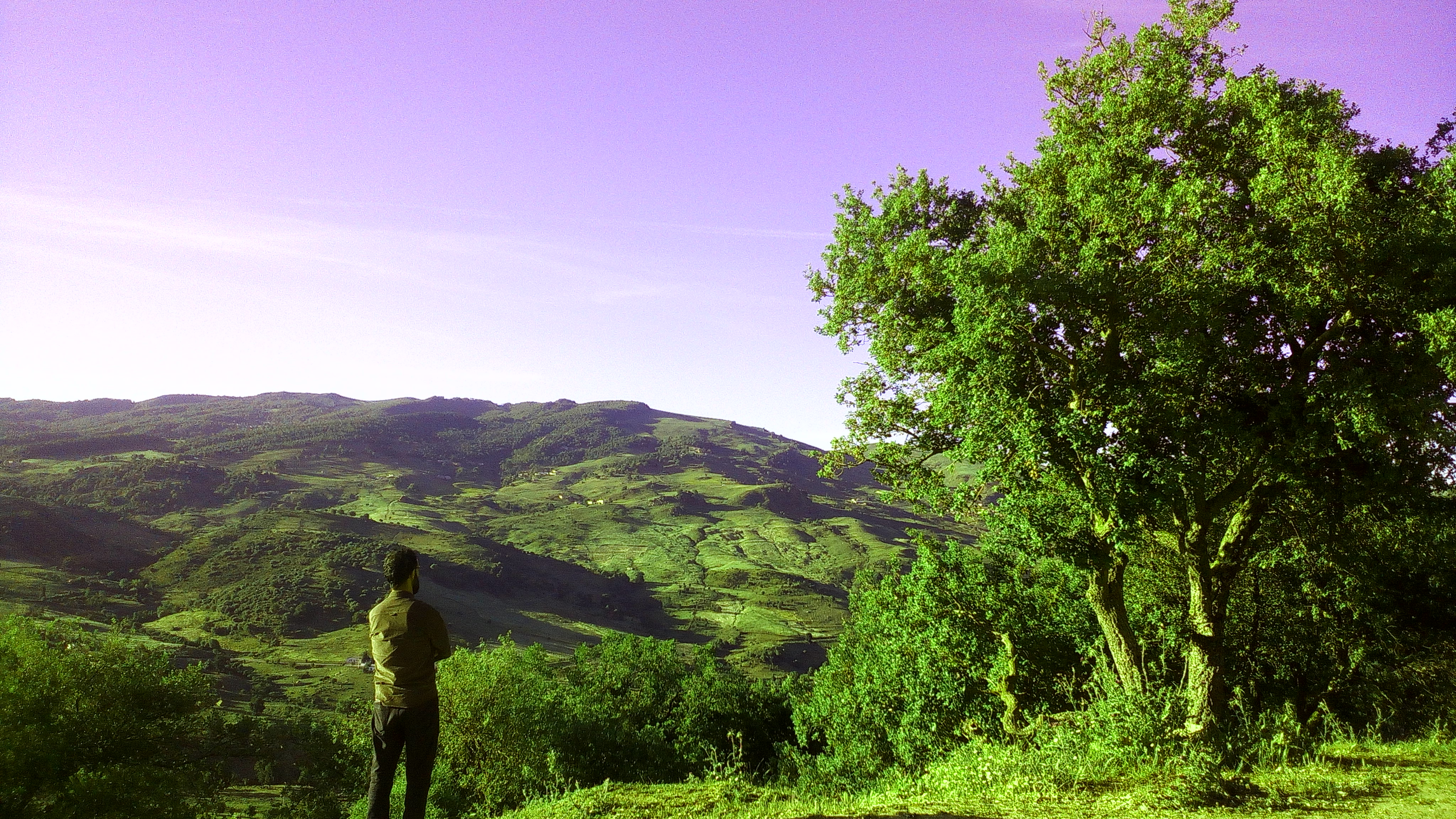
السياحة الجبلية

مدينة سوق أهراس أو طاغاست هي ياقوتة الشرق وهي من أكبر المدن الجزائرية التي تزخر بمناطق سياحية جد رائعة مثل مادور وخميسة وتيفاش وزيتونة القديس أوغسطين، زاوية سيدي مسعود، هنشير القصيبة، كاف المصورة، سد عين الدالية.
وتبقى شجرة زيتون سانت أوغستينالمطلة
(ويعود تاريخها إلى حوالي 2900 سنة ميلادي) مثل «منارة» على زاوية سيدي مسعود دليلا على أن هذه المدينة تعايشت فيها الأديان لحقبة طويلة.
دون أن ننسى السياحة الدينية حيث يوجد بها أكبر وأجمل مسجد في الشرق الجزائر مسجد الأمان، وأقدم مسجد جامع العتيق وزاوية سيدي مسعود، ويوجد بسوق أهراس العديد من المتاحف مثل : متحف المجاهدين، متحف محمد بوضياف، متحف المركز الثقافي، متحف القديس أوغسطين، متحف مادور، والعديد من المرافق الترفيهيه كمتحف السينما، المسرح الجهوي، مسرح الهوى الطلق، المركب التعدد الرياضات، نادي كرة المضرب والكرة الحديدية.
وتشتهر سوق أهراس بغاباتها التي تسحر الناظرين، بطبيعتها الخلابة، والأشجار المعمرة بأغصانها المتشابكة التي تُسهم في إيجاد مساحات كبيرة من الظلال، إضافة إلى الحيوانات النادرة، التي تأسر قلوب وعقول زوارها من المحليين والأجانب، كما انه يعتبر من أحسن المناطق للأستجمام لللعائلات التي تتمتع بنسيم هوائي خاصة في فصل الصيف، من أشهر المتنزهات غابات المحمية الطبيعية عين الزانة والمشروحة والتي يبلغ أرتفاعها حوالي (1.300 و1.400 متر) عن سطح البحر، الذي يتميز بمناظره الخلابة التي تكاد تنطق بجمالها الساحر كما انه يتميز بغاباتها الكثيفة وحيواناتها المتنوعة، بالإضافة إلى ينابيع المياه الساخنة التي تزخر بها الولاية المستخدمة لعلاج عدة أمراض مثل الروماتزم وأمراض جلدية مختلفة نذكر منها :
- حمام أولاد زايد ببلدية أولاد إدريس
- منبع بئر السب ببلدية بئر بوحوش
- منبع حمامين ببلدية مشروحة
- منبع عين الصنوبر ببلدية مشروحة
- منبع عين تحلال ببلدية ويلان
- منبع عين بن داود ببلدية ويلان
- حمام تاسة ببلدية ويلان
- منبع الخنقة الزعرورية
- منبع كبالتية الحنانشة
- منبعي الكرومة والتوايتية سيدي فرج
- منبع البطوم تاورة، الذي لديه بعدا وطنيا والمتربع على 6 هكتارات من شأنه أن يسهم في تطوير هذا النشاط كونه يتضمن 270 سريرا.

### الفروسية
تكتسب الفروسية جذورا عميقة بولاية سوق أهراس وما تزال إلى اليوم محافظة على هذا الفن النبيل بل أكثر من ذلك هي تعتبر جزءا لا يتجزأ من العادات والتقاليد الأصيلة، من أبرز أنواع الخيول البربرية التي تنتشر تربيتها بلولاية هس الخيل البربري الذي يحظى بحلة متميزة وهي تتمثل في السرج المطرز بالمجبود اللجام والجلال أما الفارس فيرتدي القنور اللحافة الزمالة الصفراء التي يشدها بالخيط وتثبت على الرأس القاط والجليكة هما عبارة عن قميص وسترة مطرز بالمجبود السروال العروبي والمست أو الجزمة الجلدية كما يلبس الفرسان المحزمو والحولي تصنع الفروسية عروضا متنوعة أثناء الأعراس والاحتفالات وترسم فنتازيا تثير الفرجة.

### السياحة الجبلية

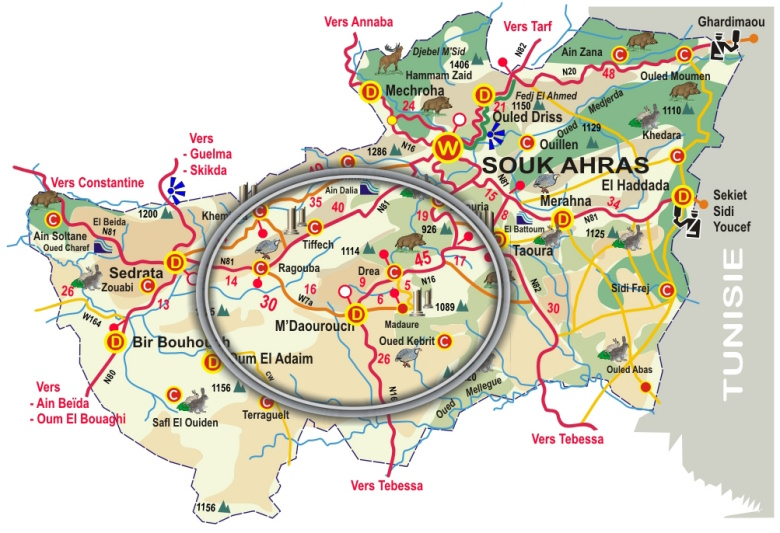
الخريطة السياحية لولاية سوق أهراس

سوق أهراس، التي تتعتبر رمز السياحة الجبلية بالجزائر، تقع جبالها على أرتفاع 1400 مترا عن سطح البحر، تمتاز ببرد قارس وثلوج تغطي سفوح جبالها في الخريف والشتاء وباعتدال الجو في الصيف والربيع، تجذب المدينة الزوار بشلالاتها المائية وطبيعتها التي لا تفقد أخضرارها، وبالمناظر الطبيعية المحيطة بها، التي يسهل بلوغها، فخورة بطابعها المتميز الذي يضفي رونقا خاصا على المدينة ويمنحها شكلا أنيقا، زائر المدينة، لا يجد صعوبات في بلوغ أماكن الترفيه، فالمدينة محاطة بالغابات، التي يقصدها الزوار للأستمتاع بالجو اللطيف والمعتدل، وأصبحت منتزها للعديد من الأسر السوڨهراسية وحتى سائحون يأتون إليها من خارج البلاد لقضاء العطلة وتمتع بالطبيعة الخلابة وركوب الدراجات الجبلية، تسلق الجبال، سياحة ثقافية، سياحة بيئية، سياحة المغامرات، السياحة الترفيهية،
وصيد السياحي الخ.

### شجرة زيتون أوغسطين مقصد سياحي عالمي

زيتونة القديس أوغسطين

تم أكتشافها من طرف بعثات فرنسية العام 1843،  فإن هذه الشجرة التي تعتبر رمزا للسلام والوئام ولطول العمر والأمل والوفاء تمثل فعلا رمز لمدينة سوق أهراس وروح هذه المدينة التاريخية التي أعطت الكثير للحضارة البشرية وحسب بعض الروايات فإن أوغسطين (354-430) أبن سوق أهراس كان يجلس تحت هذه الشجرة لأوقات طويلة للتعبد وللتأمل وكتابة مذكراته ومؤلفاته حيث بقيت هذه زيتونة القديس أوغسطين رمزا لهذا الفيلسوف وهو ما تؤكده وفود باحثين ومؤرخين ومهتمين بحياة هذه الشخصية ما فتئوا يتوافدون على هذا الموقع، فإن هذه الزيتونة تمثل معلما سياحيا تحج إليه سنويا عديد الوفود الأجنبية من مختلف الجنسيات الإيطالية والفرنسية، الولايات المتحدة الأمريكية، البرتغال، الصينين وحتى الأقدام السوداء، ومنذ أنعقاد الملتقى الدولي حول حياة القديس أوغسطين العام 2001 الذي تناول وعرف القديس أوغسطين كجزائري الجنسية وبربري الأصل والمنحدر من مدينة طاغاست شرعت عديد الوكالات السياحية المختصة في السياحة الثقافية في جلب وأستقدام السياح من خلال أستغلال المنتوج السياحي الثقافي الخاص بهذه الشخصية.

### الأضرحة والزواية
الولي الصالح سيدي مسعود الشافعي بن بوبكر الفاروقي (1503-1620) فأقيم على قبره زاوية 1770 رممت في سنة 1840 من طرف أحد أحفاده فأصبحت على شكلها الحالي، ويعد من أتباع المحافظين على المذهب المالكي والمنهج الأشعري لذا فبعد وفاته أصبح ضريحه أول زاوية للعيساوية في سوق أهراس، تقع على بعد أمتار من زيتونة القديس أوغسطين، دور زاوية سيدي مسعود يكمن في مناحي شتى دينية وتهذيبية ونشر التعاليم الإسلامية الصحيحة أنطلاقا من توجهات الزاوية الشاذلية فضلا عن دور الزوايا في «فض النزاعات والحفاظ على وحدة المجتمع».

### فندق أم الخير
فندق أم الخير (سيدي مسعود) سابقاً، بوسط مدينة سوق أهراس الذي يتسع لـ100 سرير، يتضمن سويت وهو الأستثمار الذي تبلغ قيمته 20 مليون دج، يحتوي على مسبحين ومطعم، مقهى، قاعة للحفلات والأجتمعات، أنترنات مجاني، موقف السيارات للنزلاء.

### المسرح الجهوي
المسرح الجهوي لمدينة سوق اهراس، والذي يعود تاريخ بنائه للعام 1931، تم ترقيته عام 2008 إلى مصاف المسارح الجهوية والذي بتسع لنحو 650 مقعد وسط ديكور وهندسة معمارية جذابة.

### جسر طاغست
الجسر يمتد على مسافة 240 متر طولي بكلفة مالية قدرت بأزيد من مليار دينار ويعتبر جسر سوق أهراس تحفة معمارية
هو جسر معلق مدعوم بالكوابل، يربط الجسر بين ضفتي شارع الفيبور وذلك انطلاقا من طريق مقبرة الياهود، إلى غاية حي عيسات أيدير (السردوك) الواقعة بقلب مدينة سوق أهراس، يمر فوق محطة السكة الحديدية، بدأ بنائه سنة 2005 تحت إشراف المجمع شركة سابتا الجزائرية بتمويل جزائري واستغرق المشروع مدة 4 سنوات، بحيث انتهت أعمال الإنشاء في عام 2009.

### مسجد الأمان

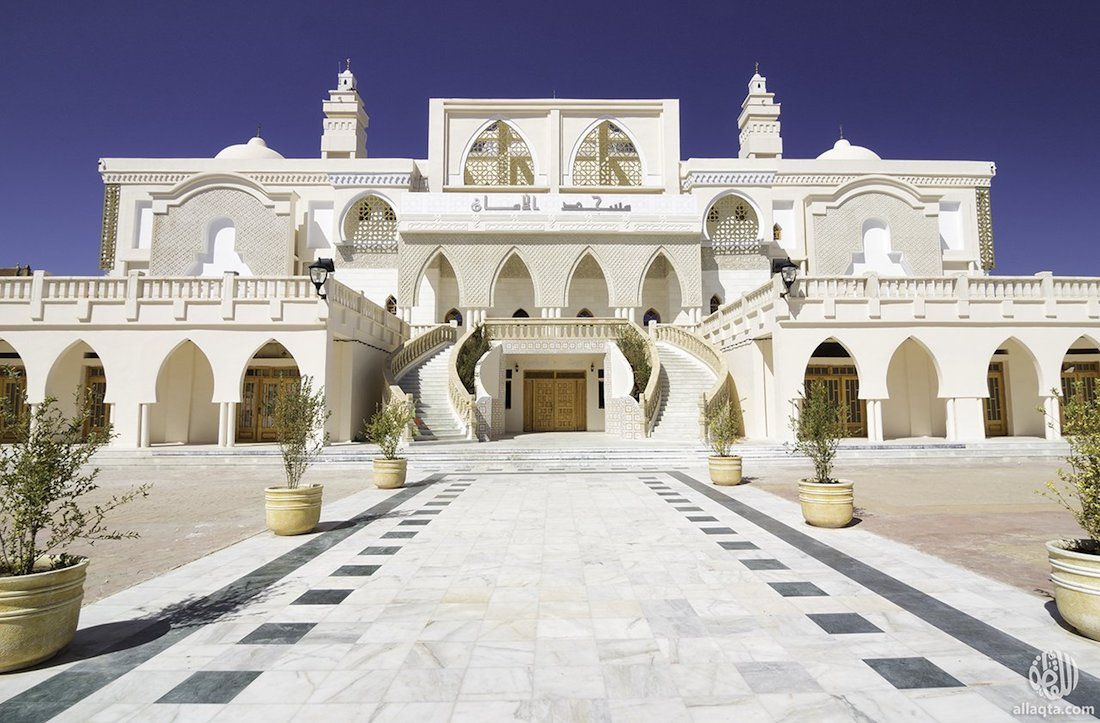
مسجد الأمان

مسجد الأمان يقع بوسط المدينة المتربع على 5688 متر مربع ويتسع ل4400 مصلي ويضم مكتبة ب200 مقعد وموقف للسيارات ومدرسة قرآنية هذا الصرح الديني ذو الهندسة الجمالية الأخاذة قد انطلقت أشغال بنائه مطلع فبراير 2011 ب885 مليون دينار جزائري، وسلم سنة 2016.

### مقام الشهيد
معلم تذكاري بأسماء 639 شهيد سقطوا في معركة سوق أهراس الكبرى التي وقعت في 26 أفريل 1958 ويقع هذا المعلم المخلد لهذه المعركة على هضبة بجوار مقبرة الشهداء للمدينة وصمم على أرتفاع 26 مترا بصورة جمالية أخاذة تجسد مختلف الأحداث التاريخية التي مرت بها الجزائر من العام 1830 إلى غاية 1962 يتقدمها 4 تماثيل لمجاهدين بقامات نحاسية عالية وهم يقومون بتمرير السلاح عبر الحدود الشرقية.

## النقل والمواصلات
تضم مدينة سوق أهراس حاليا محطة برية للنقل للحافلات والسيارات الأجرة بين الولايات، وتوجد محطة للنقل بالسكك الحديدية في وسط المدينة حيث تضمن رحلة يومية إلى عنابة وتبسة.

### النقل الحضري
مؤسسة للنقل الحضري تدعمت بها مؤخرا المدينة، وتعمل هذه المؤسسة في مرحلة أولى ب10 حافلات عبر 8 خطوط حضرية تضمن النقل بالخصوص على مستوى القطب الجامعي وعديد الأحياء ذات الكثافة السكانية على غرار دالاس وحي لمريس وحي 400 سكن، وستتعزز قريبا ب20 حافلة إضافية.

### سيارات الأجرة
سيارات الأجرة أو تاكسي مواصلات عامة في المدينة مسجلة وذات لون أصفر موحد، تضمن النقل إلى أجميع مناطق المدينة.

### محطة السكة الحديدية
محطة قطار سوق أهراس وهي محطة دولية تديرها SNTF، وتقدم خدمات نقل البضائع والمسافرين إلى ضواحي الولاية، وعنابة، تبسة، تونس.

### مطار تاكسي
مشروع مطار تاكسي الذي أستفادت منه الولاية واختيرت له الأرضية على مساحة 20 هكتارا ببلدية تاورة وانطلقت الدراسة الخاصة به، حيث يساهم هذا المشروع حال أنجازه في أخماد الحرائق وتمويل المواطنين في المناطق المعزولة عند حدوث الكوارث الطبيعية بالإضافة إلى أستغلاله في محاربة الجراد والمحافظة على المحاصيل الزراعية.

### شبكة الطرق بالولاية
- 10 فروع للأشغال العمومية
- 10 دور صيانة
- حضيرة جهوية

- الهياكل الأساسية للطرق :
- الطرق الوطنية : 452 كلم
- الطرق الولائية : 202 كلم
- الطرق البلدية : 1.709 كلم
- 63 منشأة فنية على الطرق الوطنية
- 16 منشأة فنية على الطرق الولائية
- منشأة فنية على الطرق البلدية 33

## أقتصاد
3 مناطق للنشاطات بمساحة إجمالية تصل إلى 92 هكتارا تتوزع على بلديات سيدي فرجو وادي الكبريت وبئر بوحوش، فضلا عن المنطقتين الصناعيتين لكل من سوق أهراس ومداوروش.
أهم الشراكات والمؤسسات الصناعية المكونة للنسيج الصناعي والاقتصادي لولاية سوق أهراس :
- الشركة الوطنية لسكة الحديدية SNTF
- المحطة البرية لنقل المسافرين (صوقرال) سوق أهراس.
- المؤسسة لصناعة العسكرية (سدراتة)
- محطة للطاقة الشمسية (وادي الكبريت)
- محطة للغاز الطبيعي في عين بوقفة منبع ماء لاسيتي بلانش (سدراتة)
- محطة للبترول في (واد الكراب) (سدراتة).
- مركب تحويل الفوسفات (ببلدية وادي الكباريت)
- ملبنة حمادة (حليب ومشتقاتو)
- مركب لتحويل الحليب (بئر بوحوش) (حليب ومشتقاتو)
- مؤسسة القلم (أدوات مدرسية)
- شركة تضامن الآمال (أنتاج البلاط)
- مطاحن الهلال (إنتاج الفرينة والسميد)
- مؤسسة زجاج الشرق
- المؤسسة الوطنية للدهن
- مؤسسة لازا (إنتاج القماش)
- ش. ذ .م. م. الجزائرية السورية لإنتاج مواد التجميل
- المركب الصناعي للورق
- مطاحن مروى السنابل (إنتاج الفرينة)
- مؤسسة ماسيل للبناء (إنتاج الهياكل المعدنية)
- مطاحن بلغيث (إنتاج الفرينة والسميد)
- وحدة تعبئة غاز البوتان (تعبئة قارورات غاز البوتان)
- ش .ذ. م. م. الفنجال (إنتاج المشروبات الغازية)
- ش .ذ. م. م. أم الخلاخل (إنتاج المشروبات الغازية)
- معصرة زيتون نصري (إنتاج الزيت)
- مؤسسة إنتاج الآجر الأحمر (إنتاج مواد البناء)
- ملبنة بهيجي (إنتاج الحليب ومشتقاته)
- مصنع لتصبير الطماطم (بلدية بئر بوحوش).
- مصنع التين الشوكي (سيدي فرج).
- مزارع نبتة الزعفران والكرز (حب الملوك) (أولاد أدريس).
- مصنع لصناعة المواد الصيدلانية وشبه الصيدلانية والتجميلية بمنطقة النشاطات ببلدية (بئر بوحوش)
- مصنع لصناعة أنابيب المياه والغاز (ببئر بوحوش)
- مصنع لصناعة الكوابل الكهربائية والهاتفية (ببئر بوحوش)

### المناجم
وجود مقدّرات كبيرة من الزنك والرصاص والحديد والكلس والصلصال والجبس والرمال والحصى (37 محجرة قيد الأستغلال).

## محطة الطاقة الشمسية
أن إنجاز هذه المحطة يندرج في إطار البرنامج الوطني الرامي إلى تنويع مصادر الطاقة، لاسيما تلك غير الملوثة للبيئة، مشيرا أن ثمة عمليات جارية لأستخدام الطاقة الشمسية على غرار أستعمالها في إنارة الحديقة العمومية بالمدينة وبعض المرافق الأخرى، يذكر أن هذه المحطة هي الأولى من نوعها على مستوى ولاية سوق أهراس، ومتخصصة في إنتاج الكهرباء انطلاقا من الطاقة الشمسية خلايا شمسية بطاقة 15 ميغاواط، وذلك على مساحة 30 هكتار، تقع بوادي الكبريت 70 كم عن عاصمة الولاية.

## الزراعة
تسمح المساحة الواسعة لولاية سوق اهراس التي تبلغ 436 ألف هكتار منها حوالي 254 ألف هكتار صالحة للزراعة بتنوع النشاطات الفلاحية تبعا لخصوبة التربة ووفرة مياه السقي، لهذا فالولاية ذات طابع فلاحي غابي رعوي برزت فيها شعبتان فلاحيتان أساسيتان هما شعبتي الحبوب والحليب تعتبر سوق أهراس الثانية وطنيا في أنتاج الحليب ومن الخمس الأوائل في إنتاج القمح، كما ساهمت المساحات المسقية المضافة بتطور واضح لإنتاج الخضر، إذ بلغت مجمل المساحة المسقية 7500 هكتار، وتعد دائرة أولاد إدريس الأولى وطنيا في زراعة الكرز والزعفران، والمشروحة الثانية في أنتاج الحليب وأيضا الزيتون، التين الشوكي، والعسل.

### إنتاج الفلين
يصل إنتاج الفلين بولاية سوق أهراس إلى 2300 قنطار عديد غابات الولاية سوق أهراس، وتتمركز حملة الجني أساسا بغابات «بومزران» ببلدية عين الزانة و«فج لعمد» ببلدية أولاد إدريس وغابة بلدية أولاد مومن، ويعرف فلين غابات ولاية سوق أهراس بجودته العالمية حيث يتم بيعه بالمزاد العلني لمحولي الفلين المتواجدين عبر التراث الوطني لاسيما بمنطقة شرق البلاد على غرار ولايات سكيكدة وجيجل وعنابة وبجاية قبل تصديره إلى أوروبا وخاصة إلى كل من البرتغال وإسبانيا وفرنسا وإيطاليا وحتى الصين مشكلا بذلك مصدرا للعملة الصعبة،
ويشرع في استغلال أول منتوج من الفلين بعد أن تبلغ الشجرة حوالي 35 سنة من العمر وذلك بمعدل 12 دورة وكل دورة تتراوح مدتها ما بين 10 إلى 12 سنة وهي الشجرة التي عادة ما تعمر 165 سنة، وتستحوذ الغابات بسوق أهراس على 21 بالمائة (أي 88932 هكتارا) من المساحة الإجمالية للولاية المقدرة ب436 ألف هكتار أستنادا لإحصاء المكتب الوطني للدراسات والتنمية الريفية للعام 2008، ومن ضمن المساحة الغابية بهذه الولاية تستحوذ أشجار الفلين على 14331 هكتار بكل من أولاد بشيح وفج مقطع ووادي لغنم ببلدية المشروحة وغابة بومزران (عين الزانة) وغابة فج لعمد (أولاد إدريس) والتي تتميز بمناخ شبه رطب وتفوق كميات الأمطار المتساقطة عليها 600 ملم سنويا.

### صبير التين الهندي

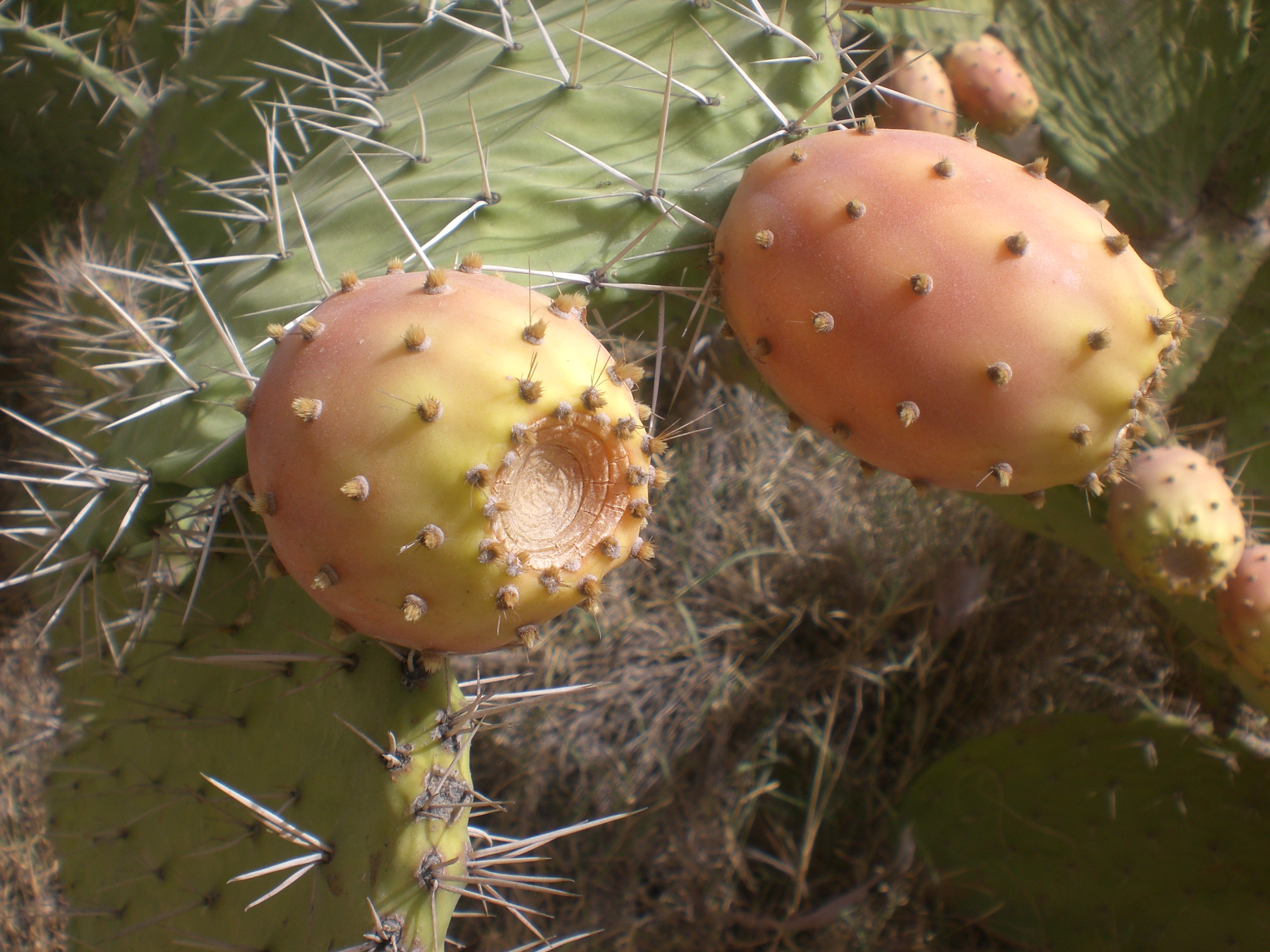
التين الشوكي

تشتهر سوق أهراس بزراعة التين الشوكي والتي تستعمله في الصناعات التحويلية واستخراج زيوتها التي تتراوح أسعارها بين 350 و500 أورو للتر الواحد في الأسواق الفرنسية أي ما يعادل 35 ألف د.ج

### عيد الكرز

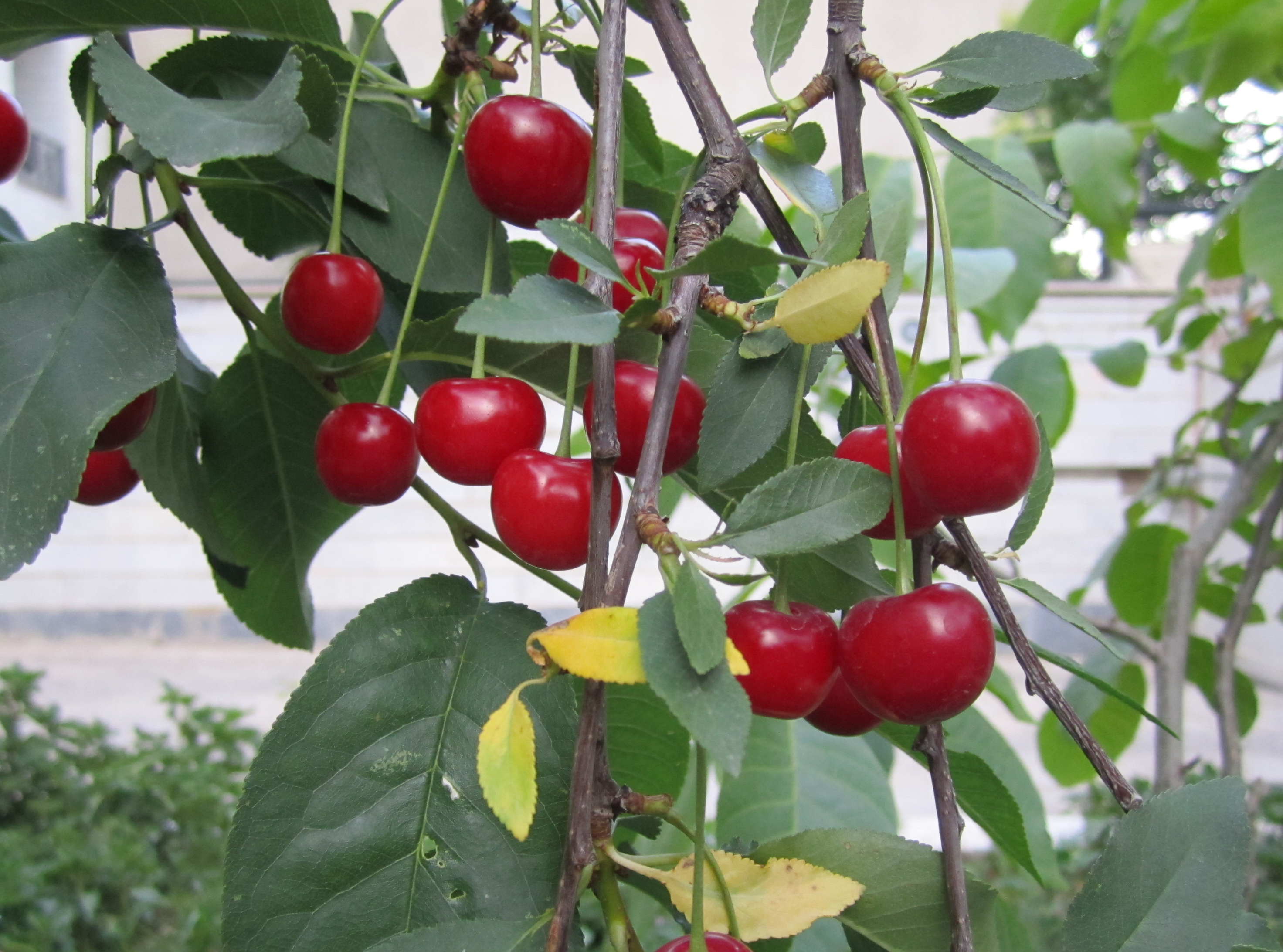
كرز أولاد إدريس

كل سنة تحتضن أولاد إدريس بولاية سوق أهراس عيد الكرز بمشاركة وطنية وفي جو بهيج وبحضور كبار المسؤولين.

## قطاع الصحة
هناك ثلاثة مؤسسات أستشفائية كبرى، أثنان على مستوى عاصمة الولاية :
- مستشفى بن رشد الطبي،
- المستشفى «القديم» الجراحي،
- مستشفى «هواري بومدين» بسدراتة،
- مصلحة معالجة الأورام السرطانية.
- مصلحة التوليد.
- وكذلك 04 مؤسسات للصحة الجوارية بكل من مقر الولاية ووحدة الصحة الجوارية لتاورة، وكذا سدراتة ومداوروش.

كما نحصي عدة هياكل أخرى على مستوى إقليم الولاية، منها 74 قاعة علاج و 26 عيادة متعددة الخدمات، إلى جانب الخواص كشريك في القطاع الصحي، بحوالي مصحتين طبيتين مخصصتين للجراحة، و03 مراكز لتصفية الدم، و 03 مراكز للتشخيص والعلاج، نحصي أيضا عدد الأخصائيين الخواص حوالي 57 أخصائيا، وعيادات الطب العام حوالي 77 عيادة وعيادات جراحة الأسنان حوالي 45، عدد الصيادلة الخواص حوالي 117 صيدليا، والوكالات الصيدلانية العامة 18 من بينها واحدة تابعة لصندوق الضمان الأجتماعي، عيادات القابلات نحصي 02، وقاعات العلاج للشبه الطبي الخواص 05 قاعات، وعيادات الأخصائيين النفسانيين 07 قاعات، وقاعات العلاج الفيزيائي 02، ووحدات النقل الصحي 06 وحدات.

## الرياضة

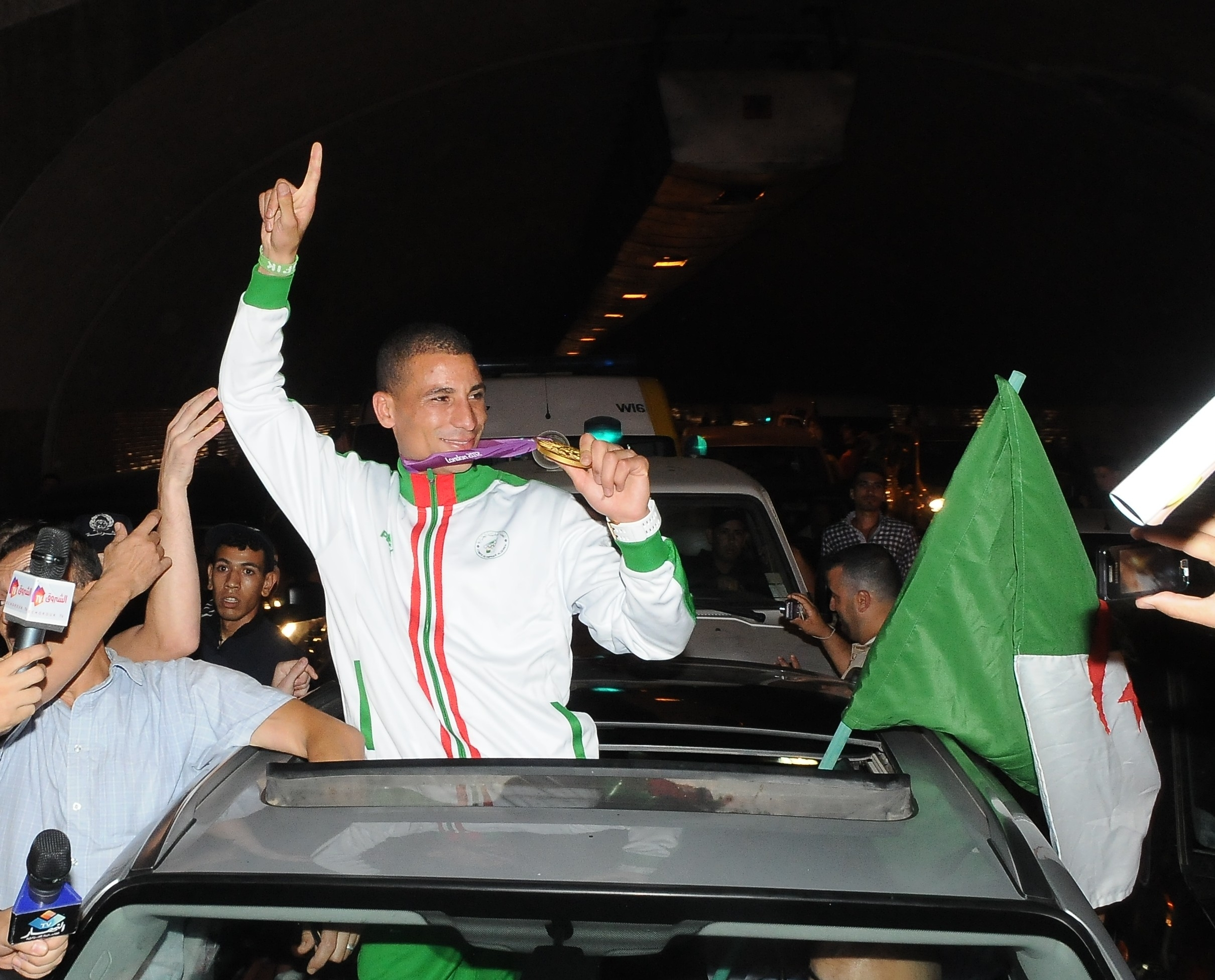
توفيق مخلوفي صاحب ذهبية أولمبياد لندن 2012 1500متر، فضية أولمبياد ريو دي جانيرو 2016 800متر، فضية أولمبياد ريو دي جانيرو 2016 1500متر

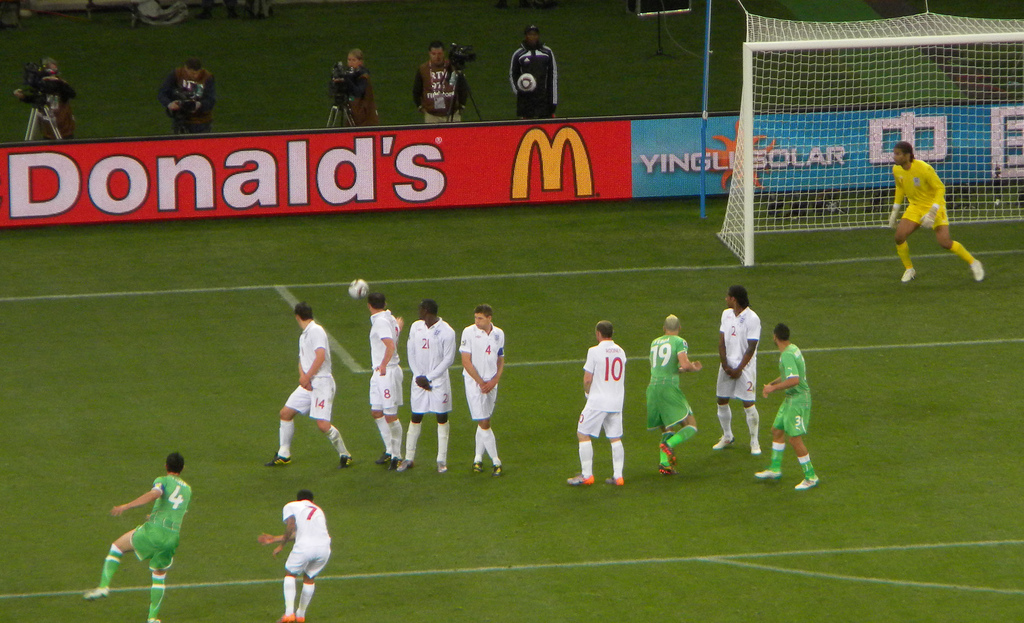
لقطة لمخالفة لعنتر يحي في كأس العالم 2010

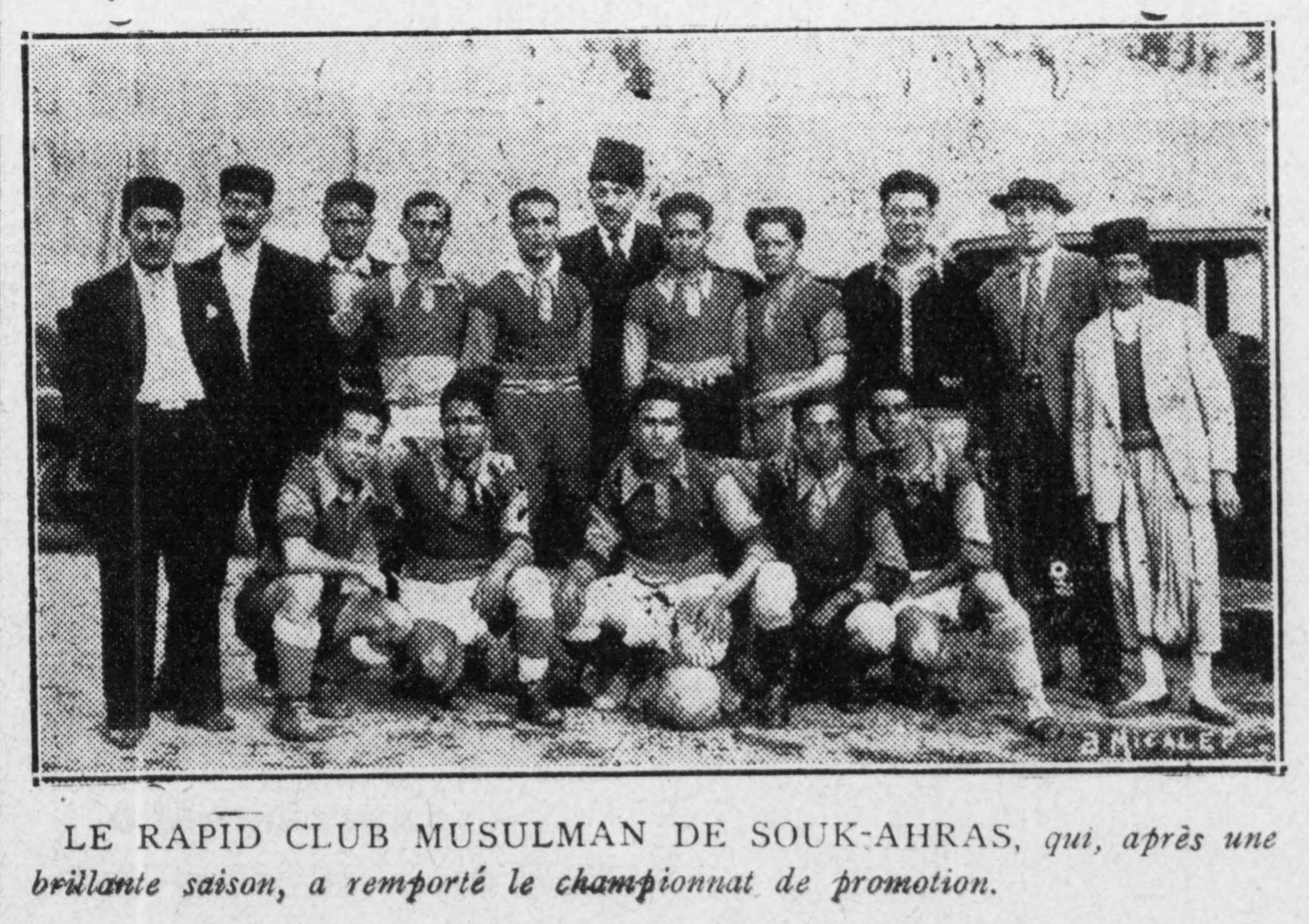
نادي سريع مسلمي سوق أهراس تحصل على البطولة في موسم 1932/1933 وأنحل في سنوات استقلال الجزائر

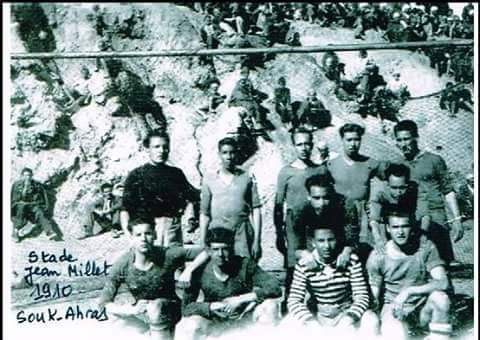
نادي سبورتنغ سوق أهراس 1910

شعار نادي الوفاق الرياضي سوق أهراس
الشباب الرياضي حمى لولو

أنجبت ولاية سوق أهراس العديد من الابطال العالمين : تابات صالح الملقب بصالح البوڨسار ولد سنة 1922، تحصل على أول لقب له سنة 1948 جهوي قسنطينة في الملاكمة وبطل الجزائر سنة 1951 توفي سنة 2000 في مرسيليا فرنسا، محمد بن يحي بطل في رياضة هوكي الجليد، عنتر يحي، توفيق مخلوفي، إلياس بوعلام بطل العالم لرفع أثقال.
يوجد في المدينة مركب رياضي ملعب باجي مختار، يلعب فيه العديد من الأندية منها :
- الوفاق الرياضي سوق أهراس، (لونتونت) هو نادي كرة قدم جزائري هاوي متعدد الفروع، تأسس في 2 نوفمبر 1957؛  منذ 67 سنة في مدينة سوق أهراس رمز الفربق (ESSA)، الاسم باللغة الفرنسية (Entente Sportive de Souk Ahras) يلعب في الرابطة الجهوية الأولى لكرة القدم عنابة. ويعتبر من أقدم وأشهر النوادي في المدينة، له قاعدة شعبية كبيرة، عرف الفريق فترته الذهبية في السنوات السبعينات، لعب في بطولة الجزائر الأولى (1957-1962) والتي تعادل (البطولة الوطنية الجزائرية للدرجة الأولى سابقا)، أستطاع أن يصل إلى دور ثمن النهائي كأس الجزائر، مرتين سنة 1966 و2008، كان يسمى سريع بلدية سوق أهراس في فترة ما بين 1980/1979، يضم الفريق أيضا فروعا تنشط في كرة القدم داخل الصالات، كرة اليد والكرة الطائرة، كرة المضرب، الكرة الحديدية، الشطرنج، الجيدو، يعتبر ملعب باجي مختار ملعبه الرئيسي، معروف باللونين الأحمر والأسود ويُكنّى بنادي الأسود.
- مولودية مدينة سوق أهراس
- الشباب الرياضي حمى لولو.
- الإتحاد الرياضي لبلدية سدراتة
- إتحاد المراهنة
- نوادي تاريخية أنحلت :
- نادي سريع مسلمي سوق اهراس
- سبورتينغ السكة الحديدية سوق أهراس
- نادي سبورتينغ سوق أهراس

كما يوجد العديد من الأندية الرياضية في مختلف الرياضات :
الكاراتيه والجيدو، ألعاب قوى، الشطرنج، كرة السلة وكرة اليد....الخ.

### طواف سوق أهراس
سباق طواف سوق أهراس أو دورة سوق أهراس الوطنية للدراجات الهوائية، (بالفرنسية: Tour de Souk Ahras) هي منافسة رياضية للدراجات أو سباق دراجات مكون من عدة مرحل يعد أشهر وأصعب طواف في الجزائر في أختصاص رياضة الدراجات الهوائية يجرى كل سنة بمناسبة أحداث ساقية سيدي يوسف، تحت رعاية ولاية ومديرية الشباب ووالرياضة لولاية سوق أهراس.

### نادي رياضة الكرة الحديدية
تعرف رياضة الكرة الحديدية أنتشارا واسعا في أوساط سكان أحياء مدينة سوق أهراس لدرجة أنها أصبحت تصنف منذ عدة سنوات كرياضة ثانية من حيث الممارسة والإقبال بعد كرة القدم، ومع عشية كل يوم تتوافد عدد كبير من الممارسين من مختلف الأعمار وشرائح المجتمع على الملاعب المخصصة للكرة الحديدية من أجل التنافس وقضاء أوقات الفراغ، وللإشارة تشتهر رياضة الكرة الحديدية السوقهراسية منذ الأستعمار الفرنسي، حيث فازت بالبطولة الوطنية عدة مرات.

### نادي كرة المضرب
هذا النادي العريق (TCSA) الذي تأسس سنة 1938 أبان الحقبة الأستعمارية من أشهر لاعبيه الزين علالشى الذي أستدعي سنة 1959 للفريق الوطني لكرة المضرب وكان أول جزائري يشارك في دورة رولان غاروس الدولية في فرنسا، يملك النادي أكبر مركب في الشرق الجزائري من حيث عدد الملاعب، 4 ملاعب بأرضية ترابية، غرفة تغير الملابس، مقهى.

## اتفاقيات التوأمة والصداقة
- الجزائر - برج باجي مختار، يوم الثلاثاء، 25 تشرين الثاني (نوفمبر) 2014.
- تونس -أتفاق بين ولايتى الكاف وسوق اهراس على تكثيف التعاون والشراكة

### أعلام سوق أهراس

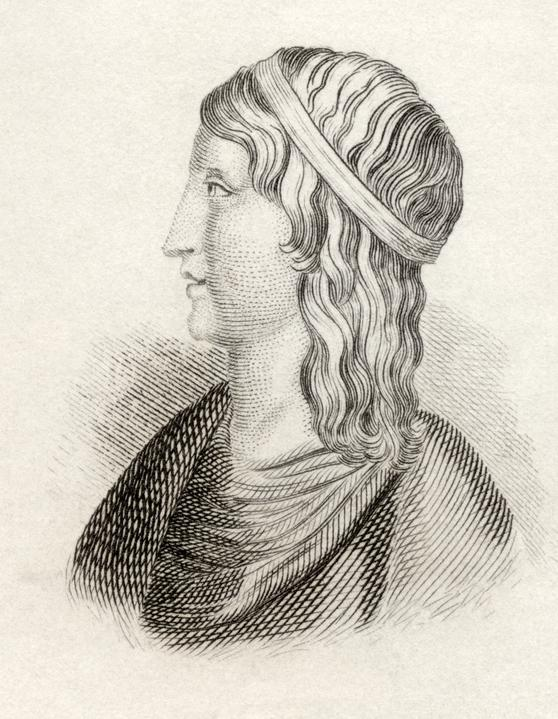
لوكيوس أبوليوس المادوري، صاحب أول رواية في التاريخ: "الحمار الذهبي" ذات البعدين الفلسفي والديني

دراية أحمد، مجاهد ومدير الأمن السابق

- جمال بن عمارة:  فنان تشكيلي و موسقي و مسرحي من اشهر ما انتج لوحة فنية بعنوان الحنين

- مارتيانوس كابيلا: كاتب لاتيني
- أوغسطينوس: فيلسوف ومفكر لاهوتي
- أليبيوس الطاغاسطي: قديس صديق أغسطين
- لوكيوس أبوليوس المادوري: كاتب
- ماريوس فيكتورينوس: فيلسوف أبن تيفاش
- تاكفاريناس: قائد عسكري ومقاوم
- مونيكا: قديسة عند المسيحيين. اشتهرت بإيمانها الشديد، وكانت سببا في اعتناق ابنها أوغسطينوس للمسيحية. وهي أول من سميت بهذا الاسم.
- الطاهر بن عبد السلام، شاعر
- شهاب الدين التفاشي: عالم وكاتب وشاعر، اشتهر بكتبه حول علوم الموسيقى والأحجار وكذا الشبقية
- الشيخ احمد الكبلوتي: أحد رموز المقاومة الشعبية في الجزائر
- الشيخ بشيشي بلقاسم اللوجاني: أحد الدعاة ومؤسسي جمعية العلماء المسلمين الجزائريين.
- الطاهر زبيري: ثوري مشهور قاد حركة تمرد فاشلة ضد هواري بومدين.
- دراية أحمد، مجاهد ومدير الأمن الجزائري.
- مصطفى كاتب: مسرحي من رواد المسرح الجزائري
- كاتب ياسين: كاتب فرونكوفوني
- شكيب حمادة: شاعر فرونكوفوني
- ڨانون سليمان: الملقب بسليمان لاسو مؤسس القوات الخاصة الجزائرية
- السبتي بومعراف قائد الكتيبة الثامنة أستشهد في معركة أم النسور بجبل ماونة قالمة بتاريخ 24 جانفي 1958
- باجي مختار: قائد جيش التحرير الوطني في الولاية الثانية استشهد عام 1956
- الشيخ بورقعة: فنان فلكلوري طابع القصبة
- بقار حدة الخنشة : فنانة فلكلورية طابع القصبة مشهورة جدا في الجزائر وأيضا في تونس
- وردة الجزائرية: مطربة امتهنت الفن الشرقي والدها من سوق أهراس.
- سيمون تمار: مطربة مالوف من أصول يهودية.
- سليم هلالي: من أشهر مطربي المالوف، اسمه الحقيقي شمعون هلالي، من يهود سوق أهراس
- عبد المجيد مسلم: فنان شعبي، اشتهر بأغانيه عن سوق أهراس
- الطاهر وطار: روائي مؤسس الجاحظية، رائد حركة التعريب في الجزائر
- ليلى زروقي: خبيرة قانونية في مجال حقوق الأنسان
- البادي عبابسية: مؤلف موسيقي سمفوني
- الأمين بشيشي: شاعر وملحن ووزير ثقافة سابق
- لخظر طبيب: فنان وملحن وكاتب كلمات من أشهر ما أنتج (نغني نغني للوطن رغم الهم والمحن) انتجها في أيام المحنة الجزائرية (العشرية السوداء)
- سعيد عبيد: من الثوار الجزائريين واحد رجال الدولة
- محمد الصالح محفوظي مخرج سينمائي
- أيوب عمريش مؤلف وممثل ومخرج مسرحي وسينمائي ومنشط إذاعي
- توفيق سالمي عضو اتحاد الكتاب الجزائريين وشاعر
- زبيدة معمرية: روائية مستشارة وزيرة الثقافة
- عبد الغاني زعلان: وزير النقل والأشغال العمومية
- رايس فاطمة الزهراء والية قالمة
- راضية صلاح: مذيعة قناة MBC
- محمد بن يحي رياضي في هوكي الجليد
- عنتر يحيى: لاعب كرة قدم دولي 2003- 2010 قاد المنتخب الوطني في كأس العالم جنوب أفريقيا وسجل هدف مباراة أم درمان الشهير ضد المنتخب المصري.
- توفيق مخلوفي: بطل أولمبي في سباق 1500 متر أولمبياد لندن 22
- رشيد حراوبية: وزير التعليم العالي والبحث العلمي
- عبد المالك قنايزية: وزير منتدب بوزارة الدفاع الوطني
- حمانة بوشرمة: طبيب والأمين العام لحزب الشباب
- صالح بن ديدي: والمعروف بصالخ السوفي مجاهد رئيس الناخية العسكرية الثالثة غداة الاستقلال
- مسعود بوراس: من قدماء الثوريين
- عبد الله بلهوشات: ثوري رنيس الناخية العسكرية الخامسة في عهد هواري بومدين. كان من أبرز المرشحين لخلاقة بومدين
- محمد الشريف مساعدية: مجاهد تقلد مناصب عليا في الدولة الجزائرية بزغ نجمه بعد وفاة هواري بومدين.
- تابات صالح : الملقب بصالح البوڨسار ولد سنة 1922، تحصل على أول لقب له سنة 1948 جهوي قسنطينة في الملاكمة وبطل الجزائر سنة 1951 توفي سنة 2000 في مرسيليا فرنسا.
- بوغالم إلياس: بطل العالم 2017 ومحطم الرقم القياسي، نائب بطل العالم 2014 للحمل بالقوة، بطل العرب 2013 الحمل بالقوة، بطل إفريقي 2013 الحمل بالقوة، بطل الجزائر عدة مرات، خبير برياضة كمال الأجسام والحمل بالقوة، مدرب وحكم وطني، من مواليد 11جانفي1987 بسوق أهراس.

## معرض الصور

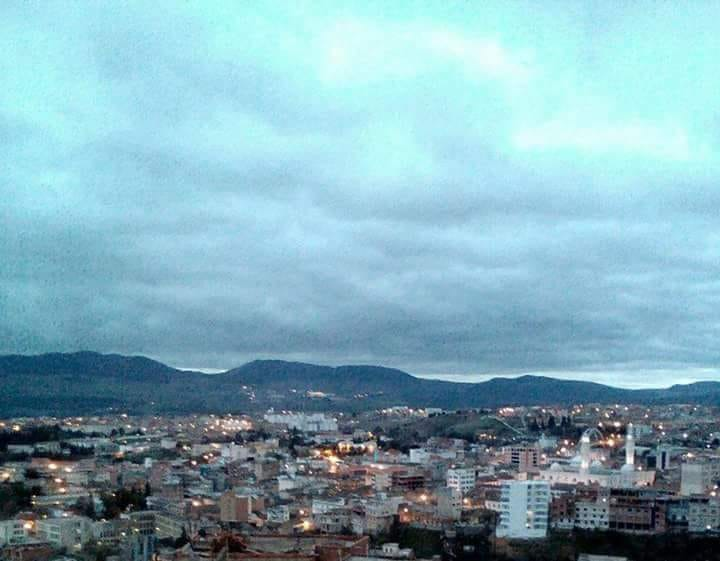
منظر عام لمدينة سوق أهراس
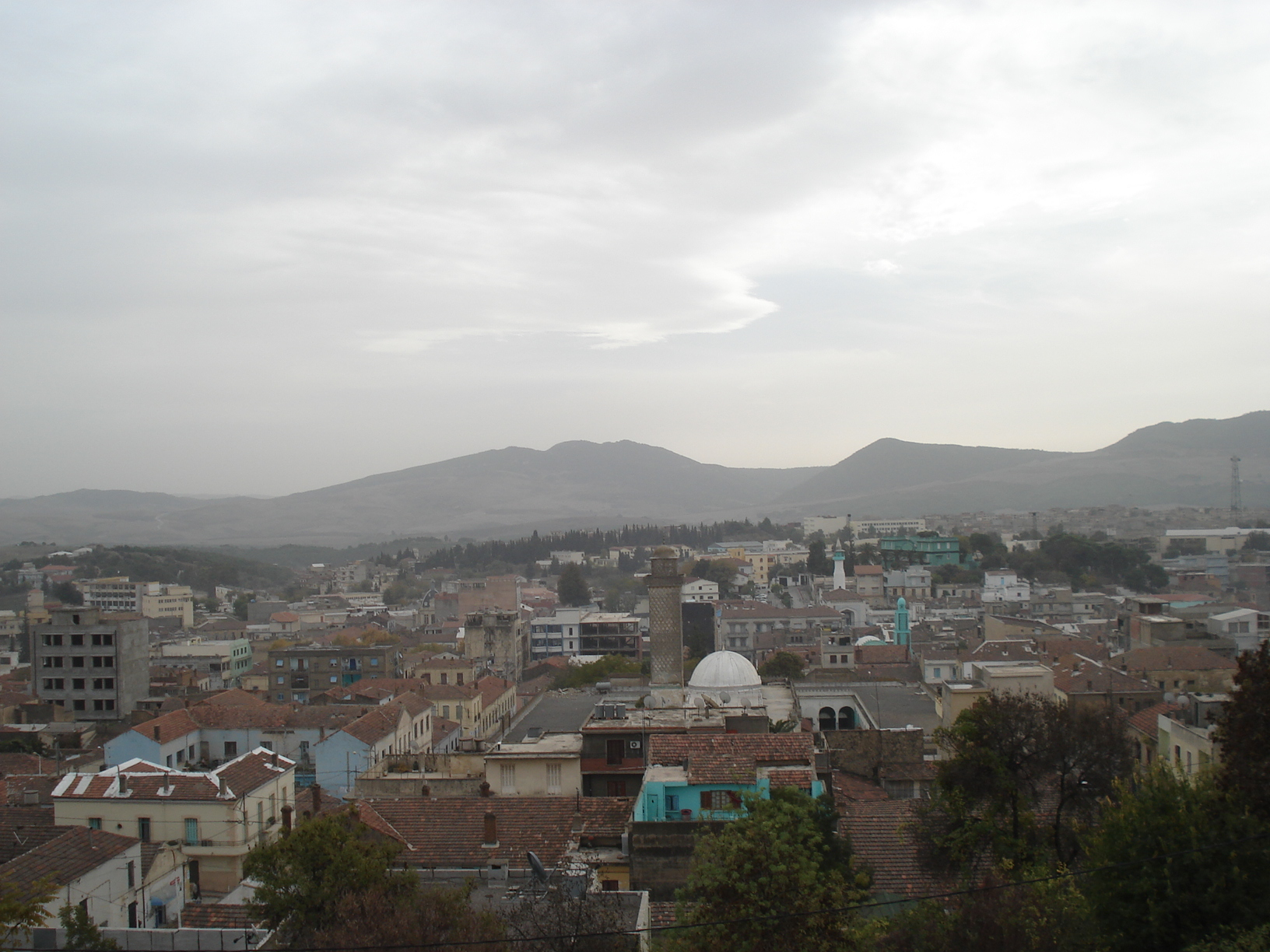
منظر للمدينة في سنوات الثمانينات.
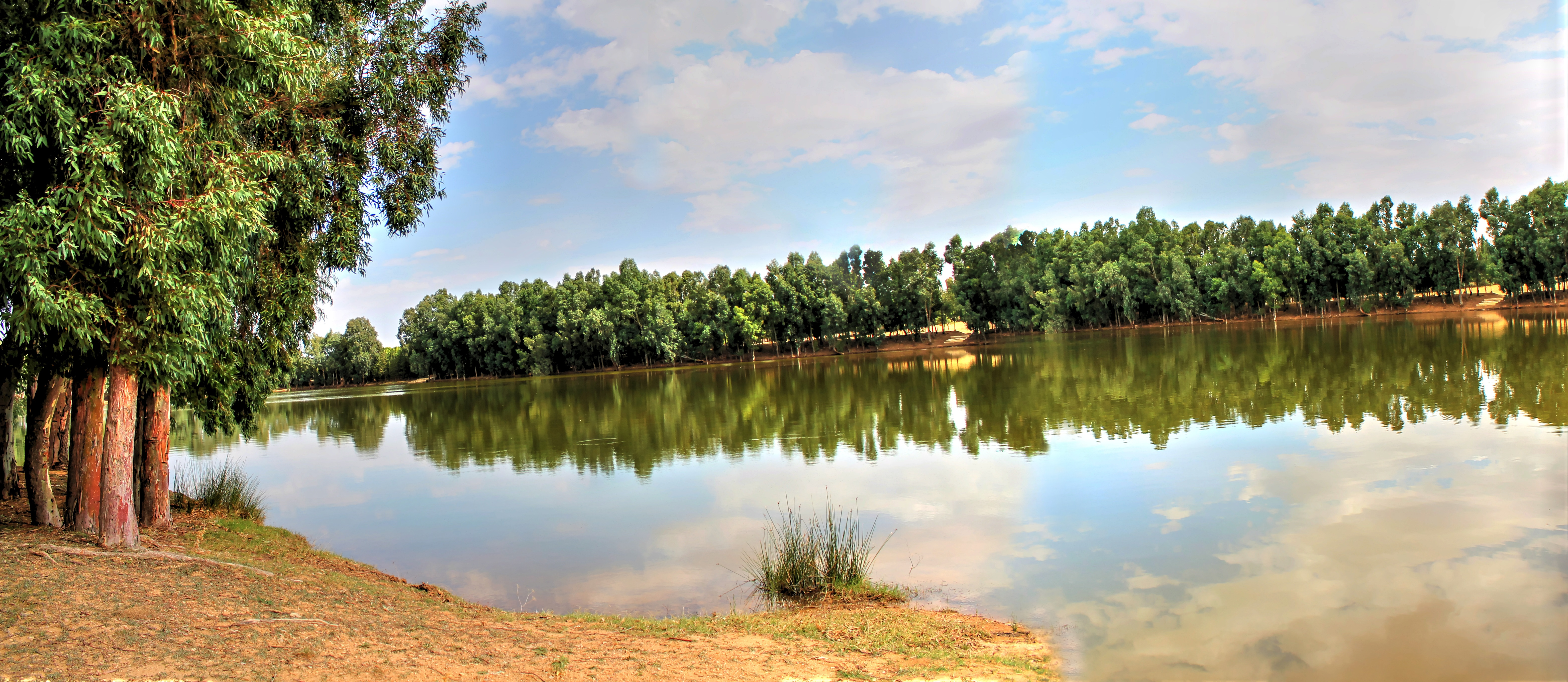
بحيرة بئر بوحوش
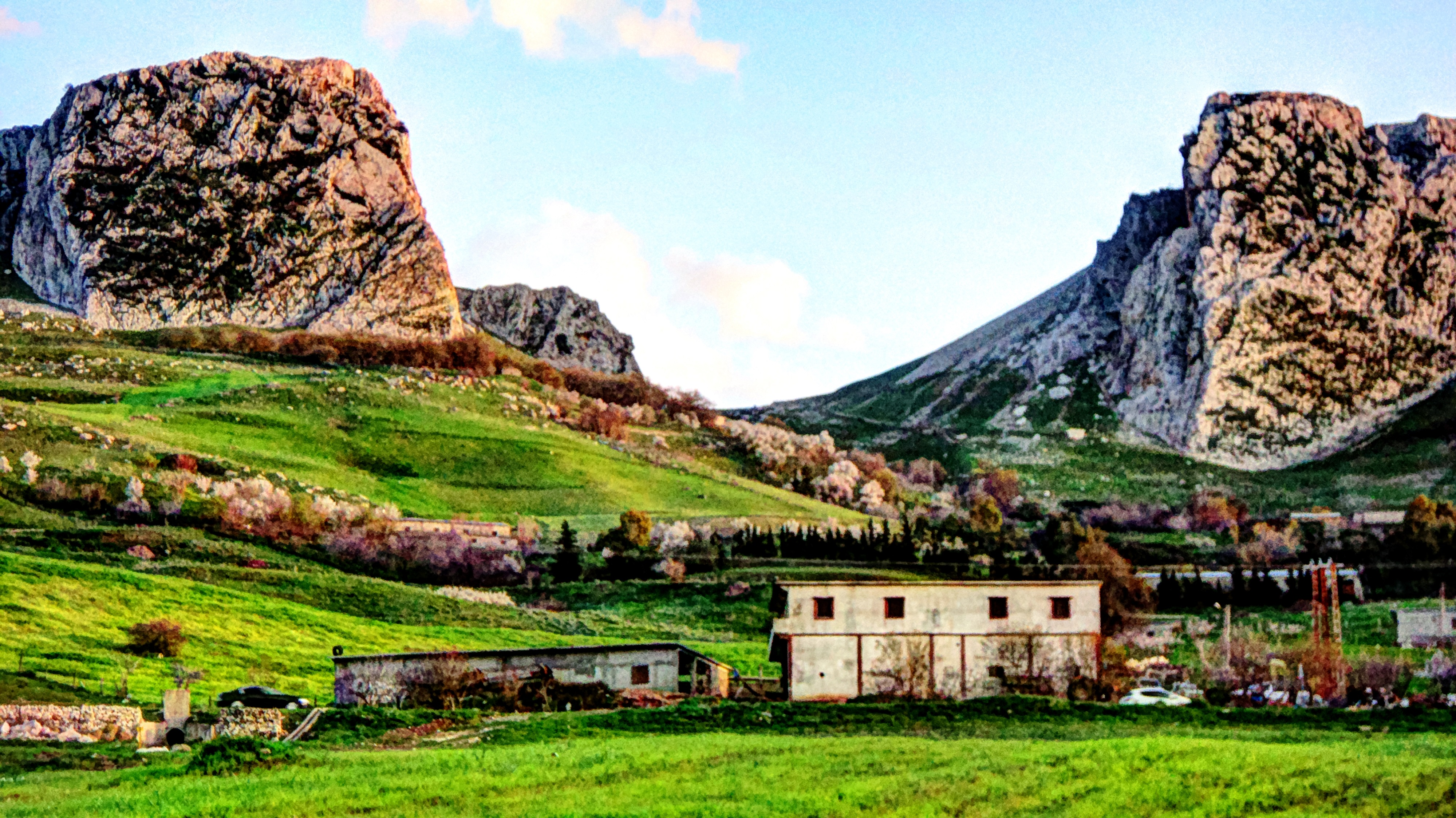
منظر لطبيعة طريق سدراتة
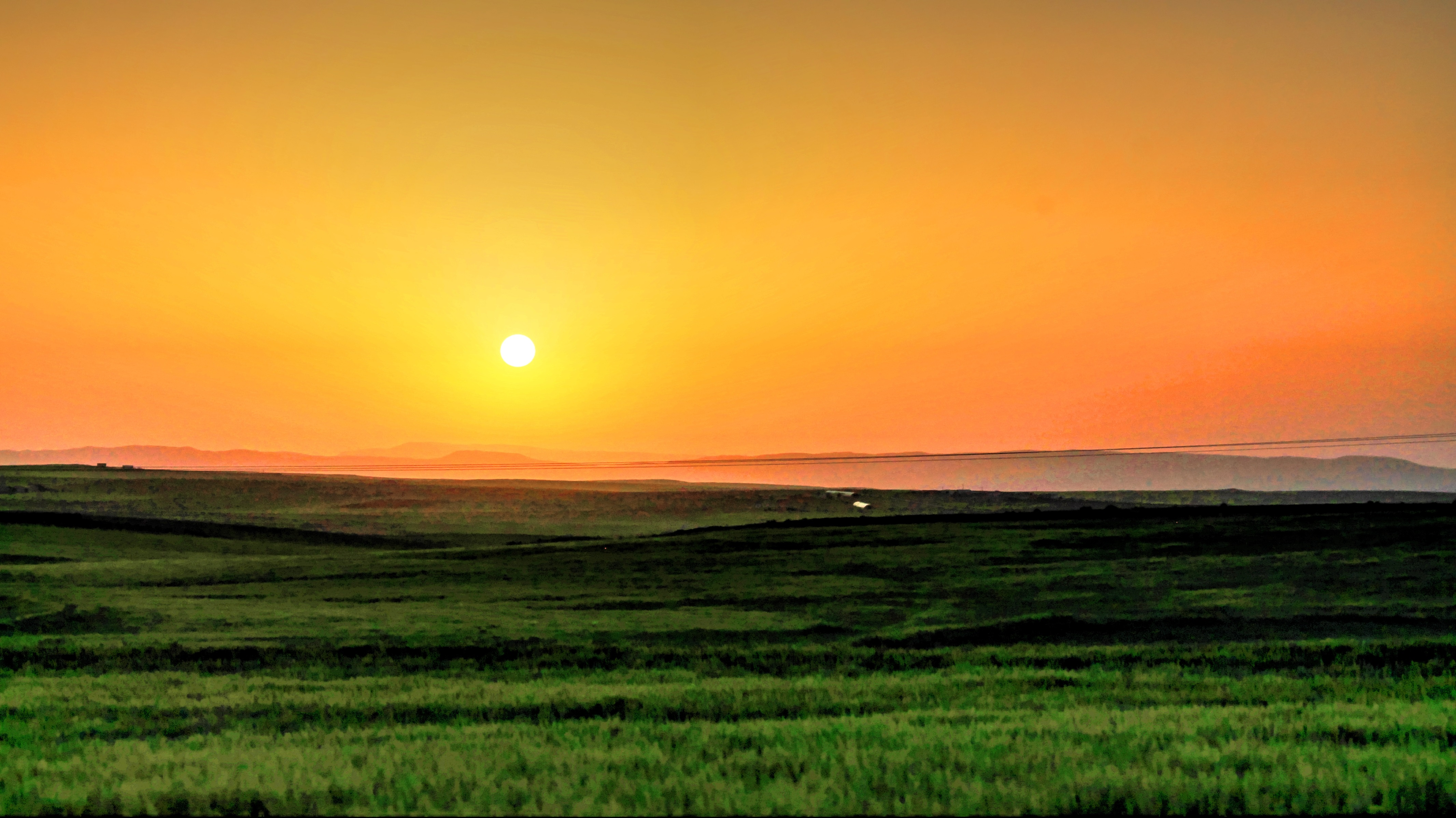
غروب الشمس بئر بوحوش
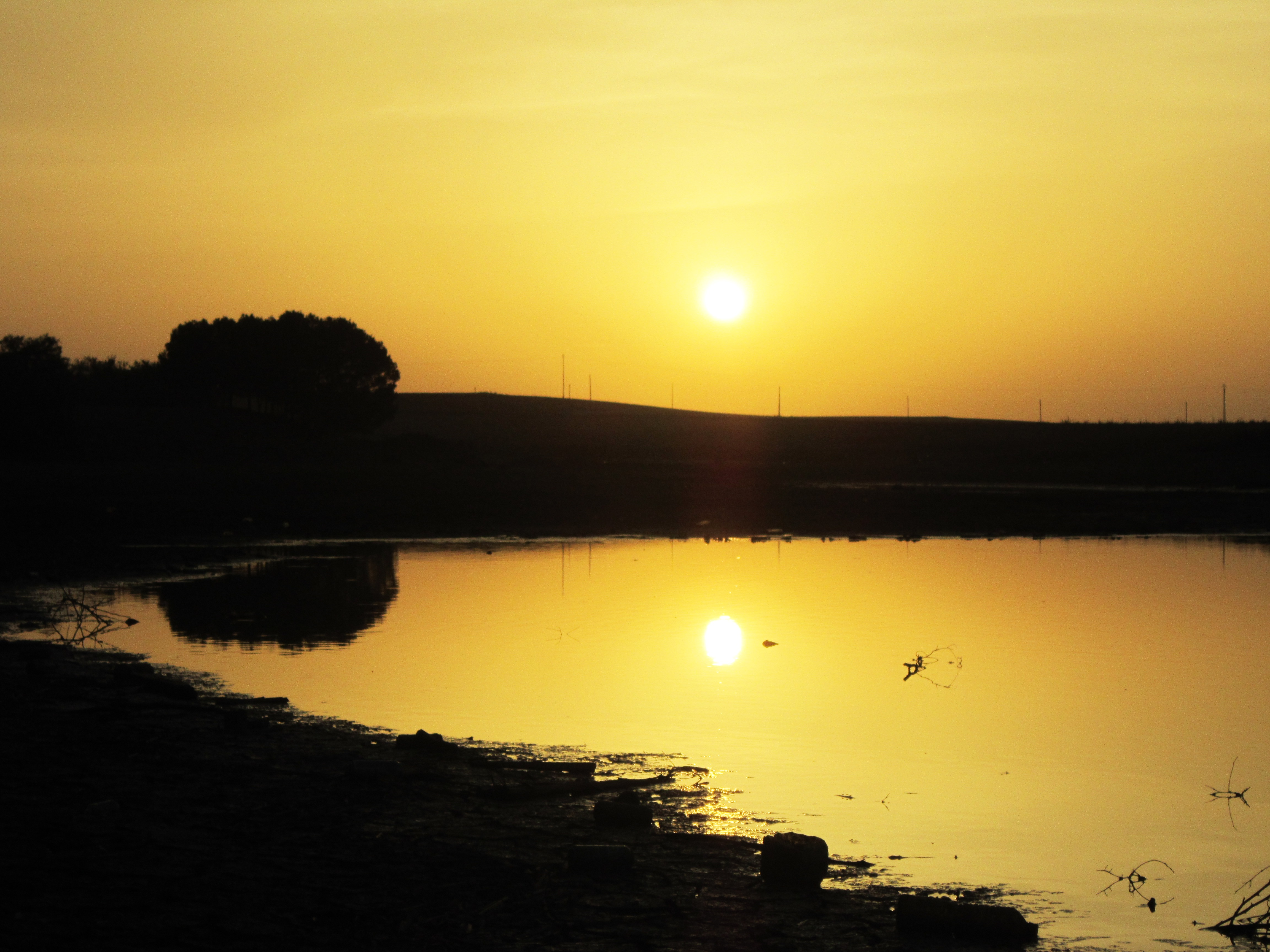
بحيرة بئر بوحوش
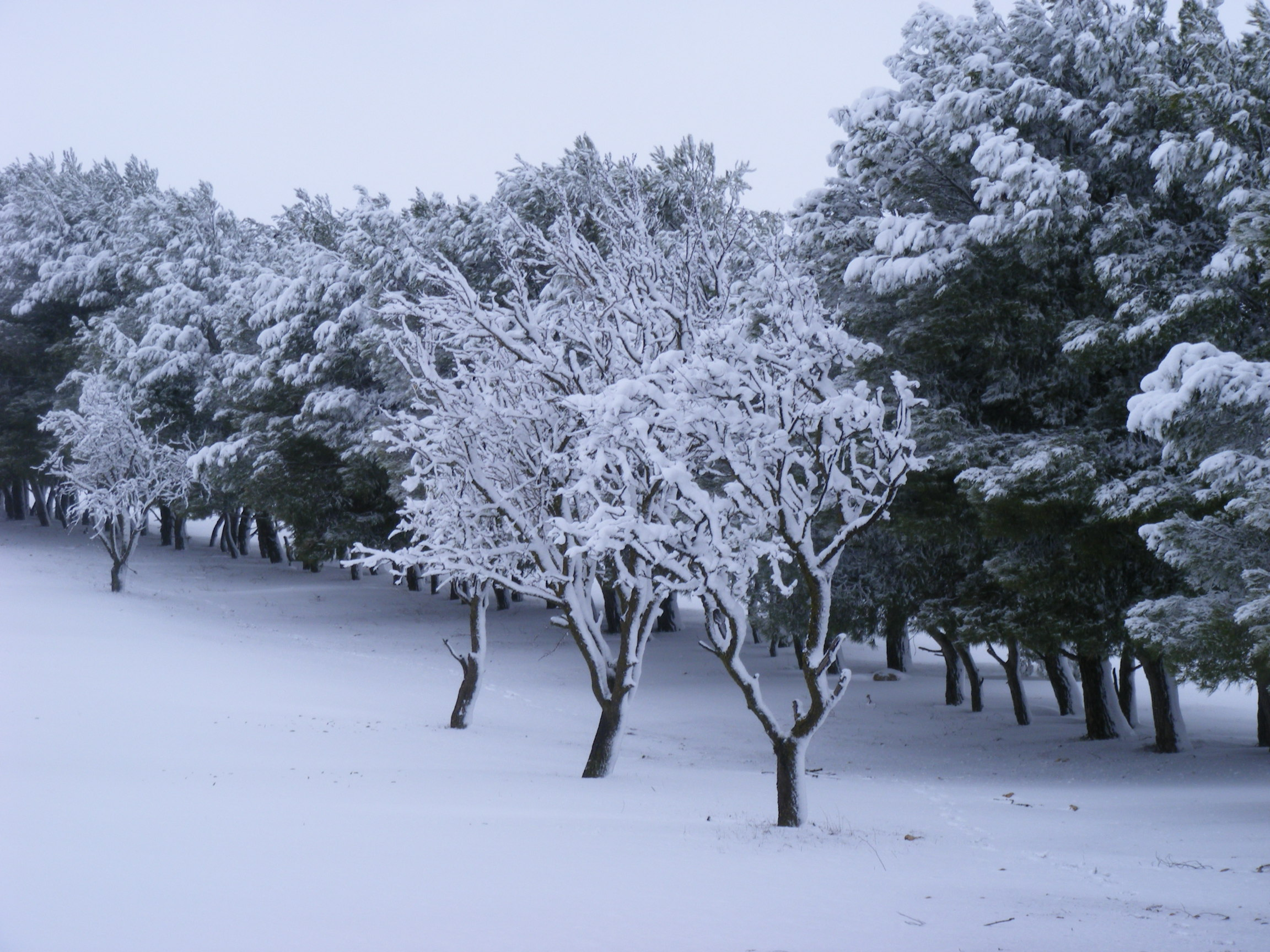
جبال أم العظائم
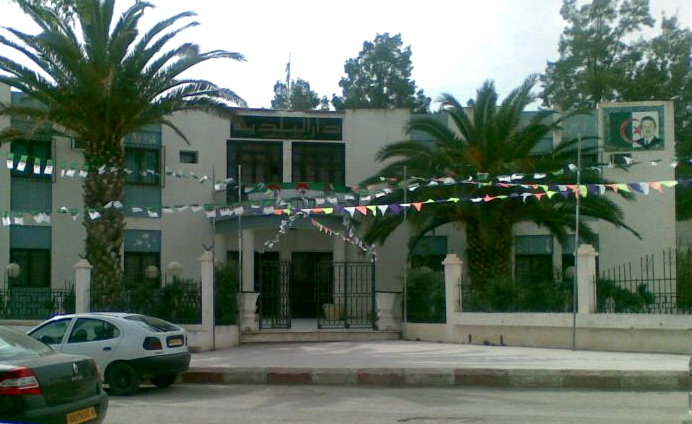
مداوروش
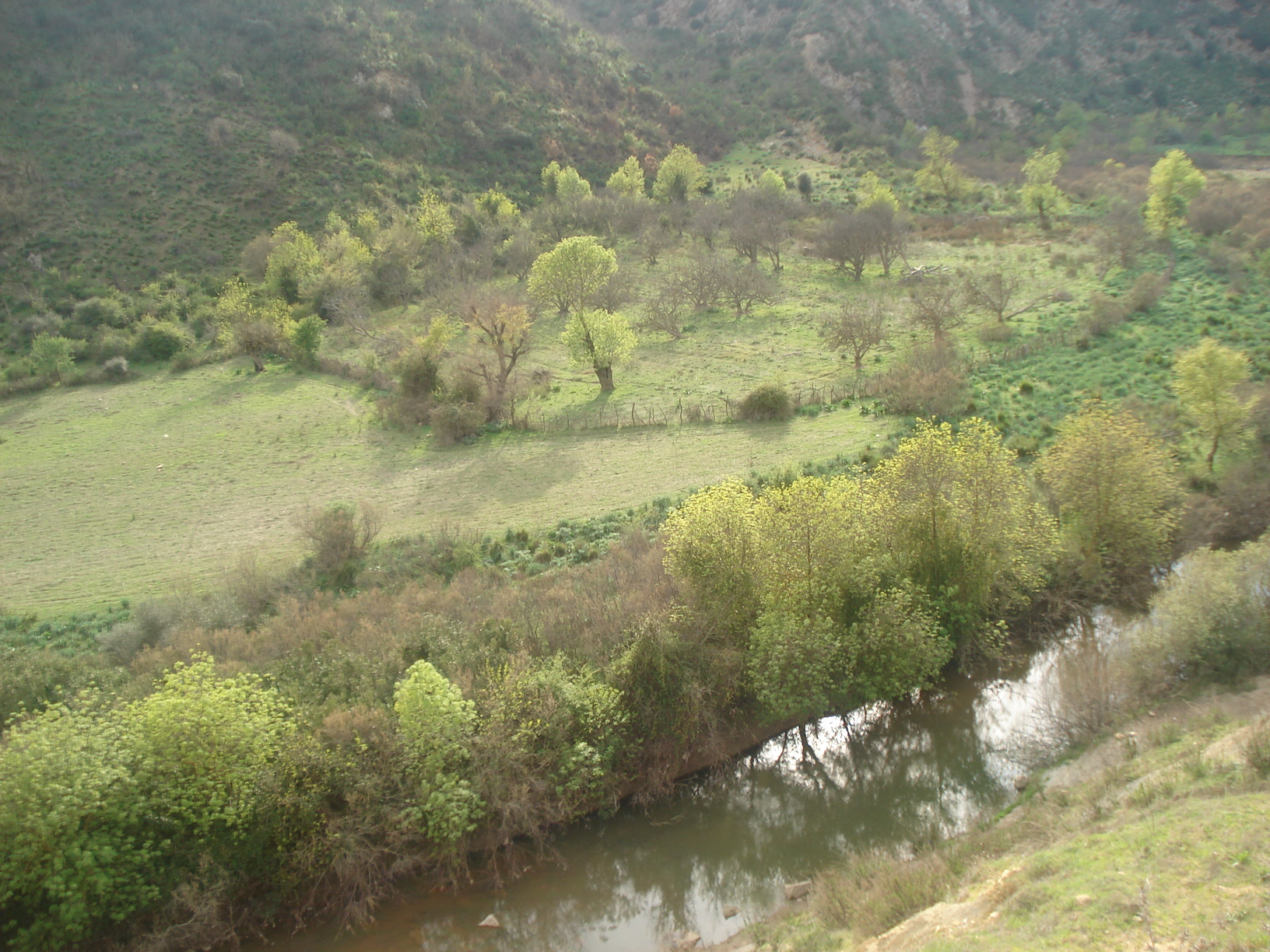
غابة سوق أهراس
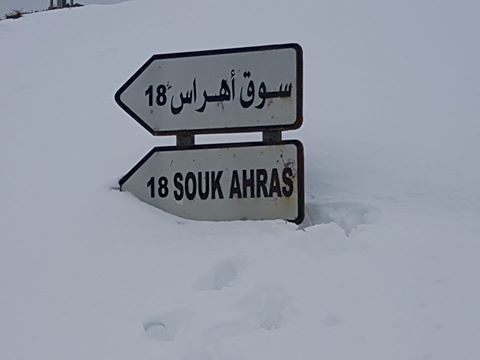
الزعرورية
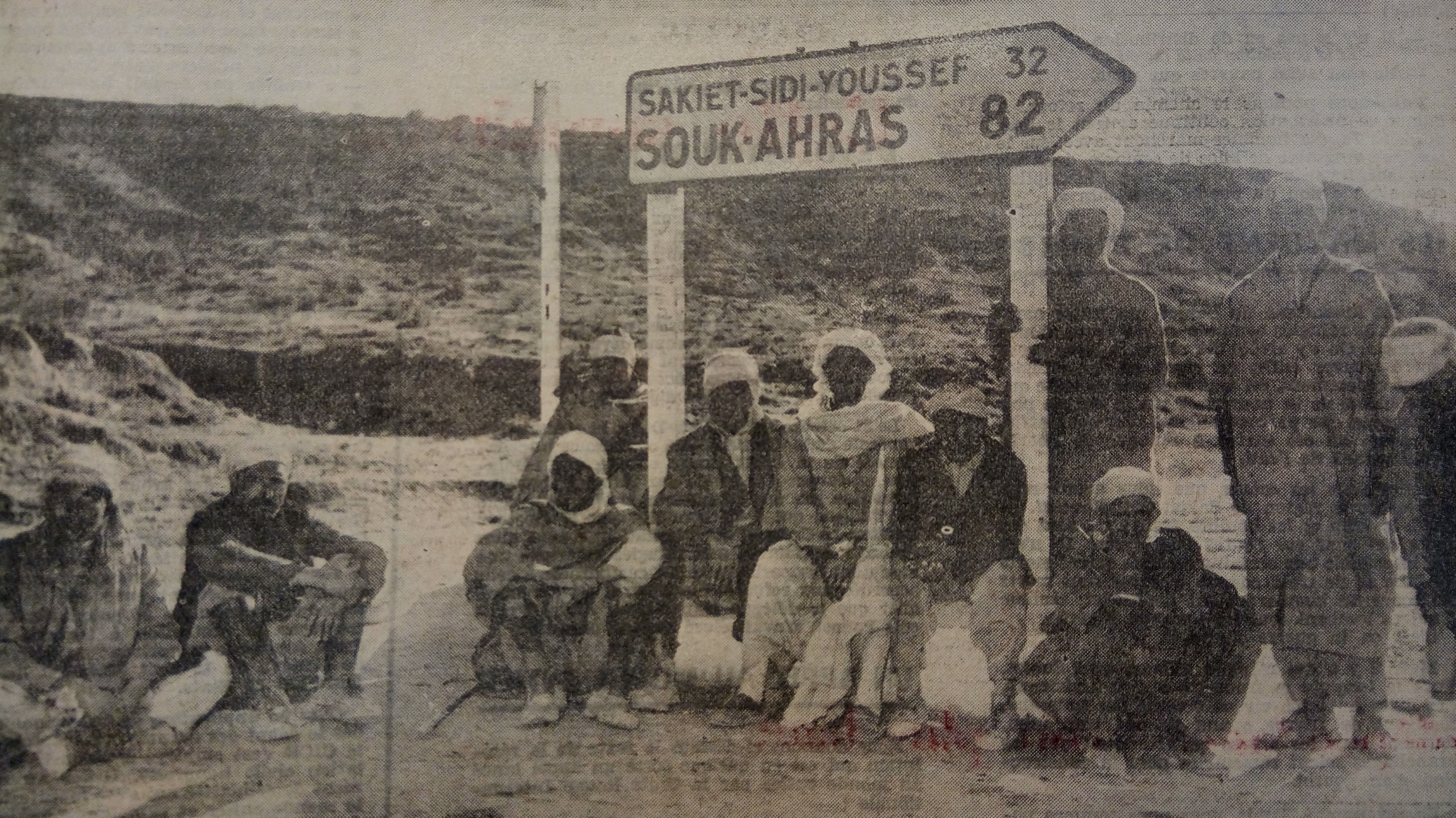
ساقية سيدي يوسف
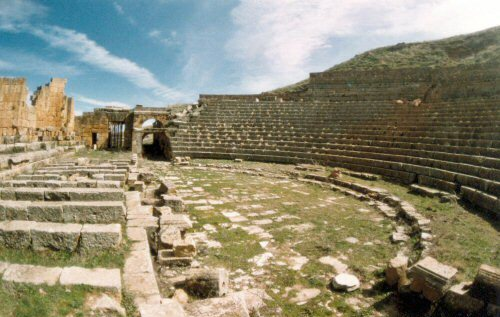
مسرح خميسة
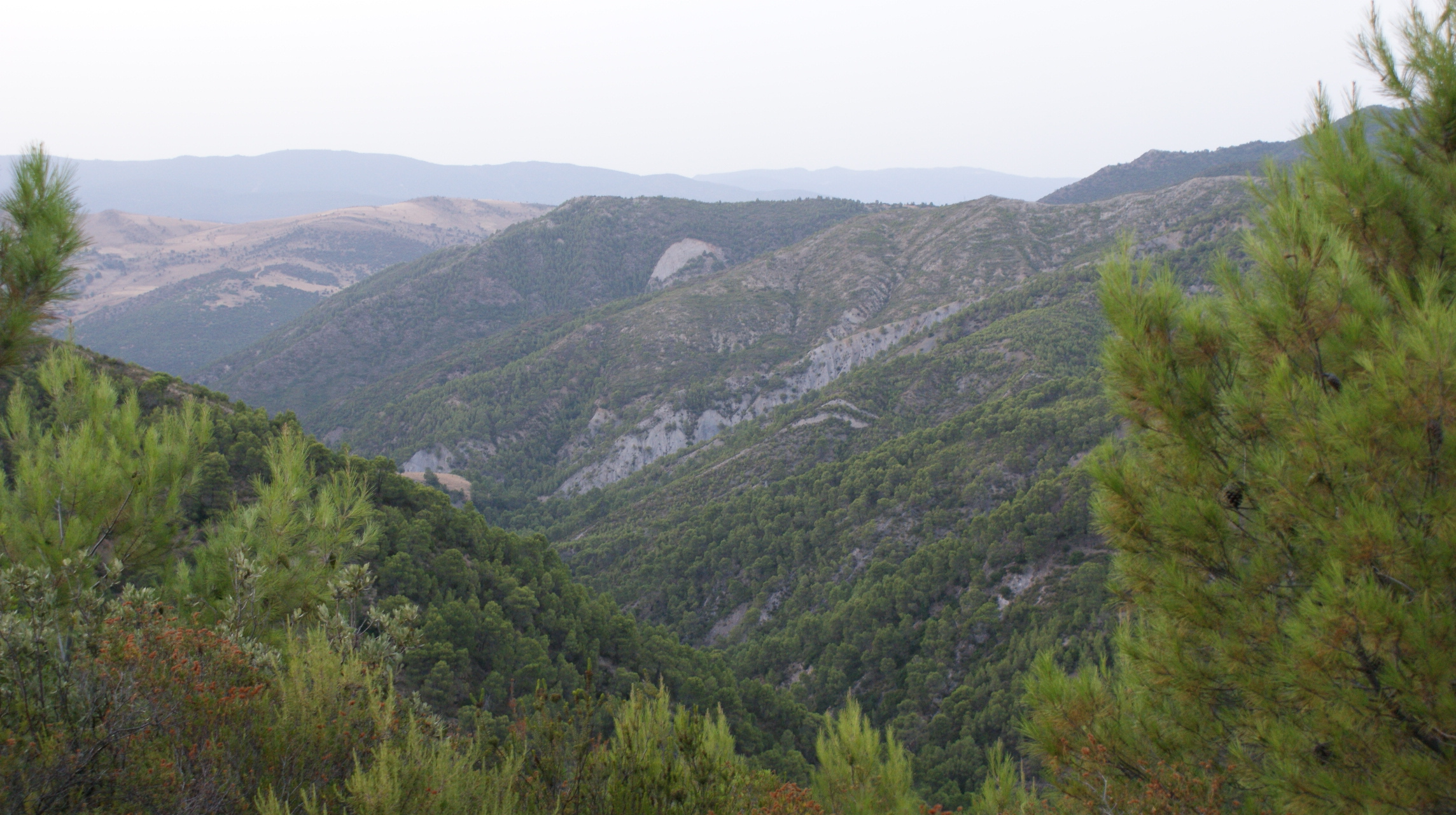
جبال أولاد مؤمن
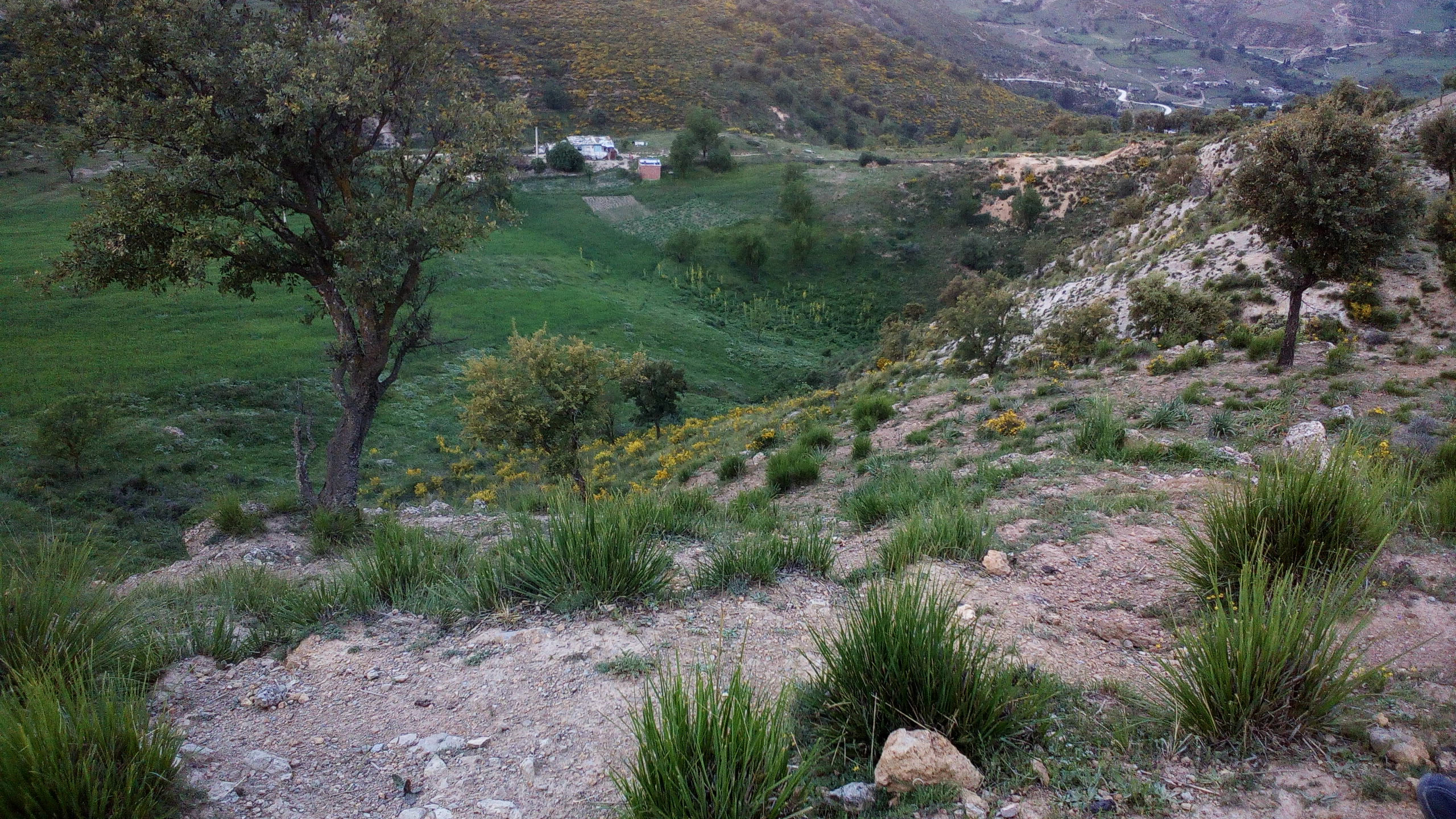
جبال سوق أهراس
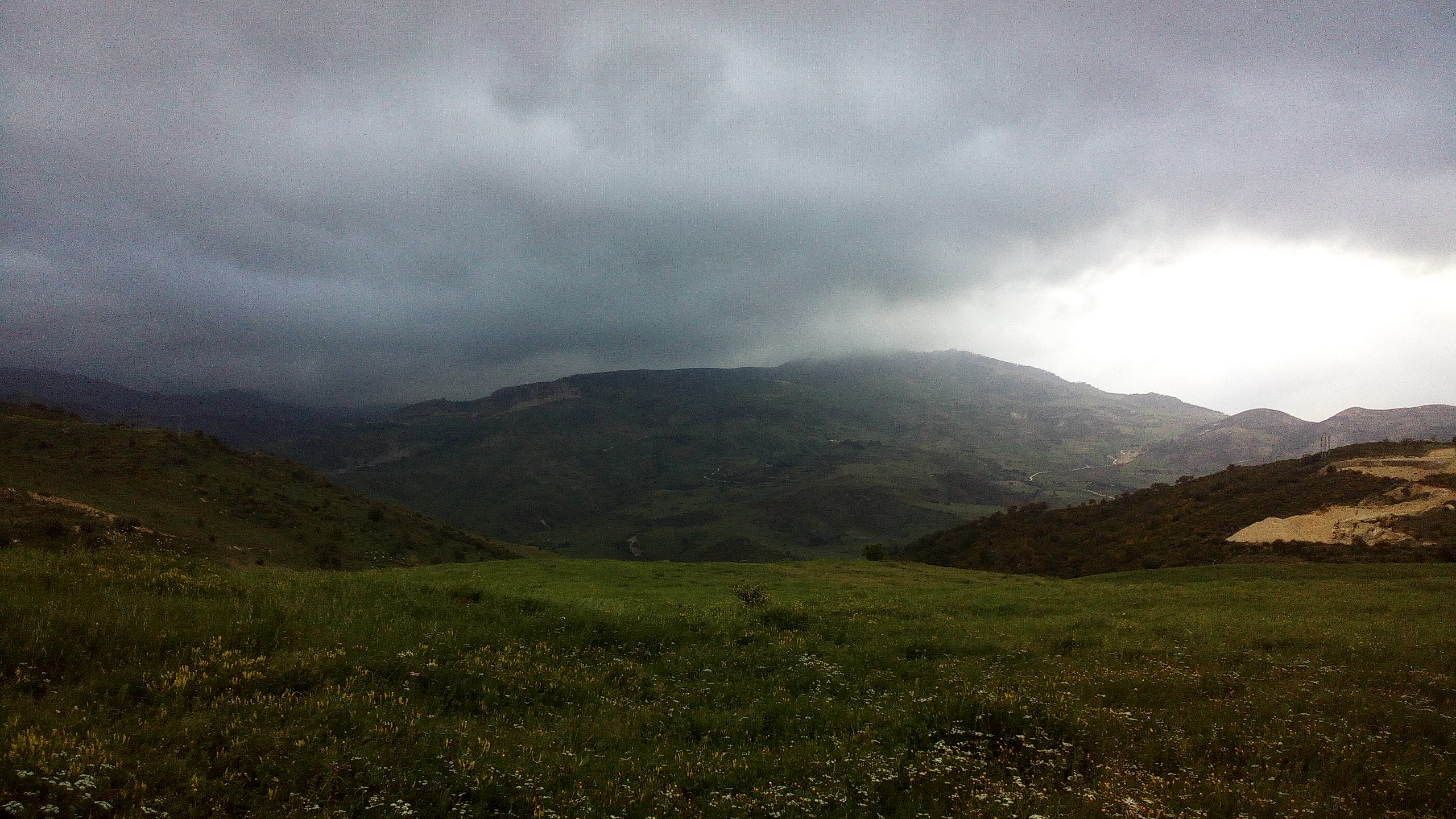
غروب الشمس جبال سوق أهراس
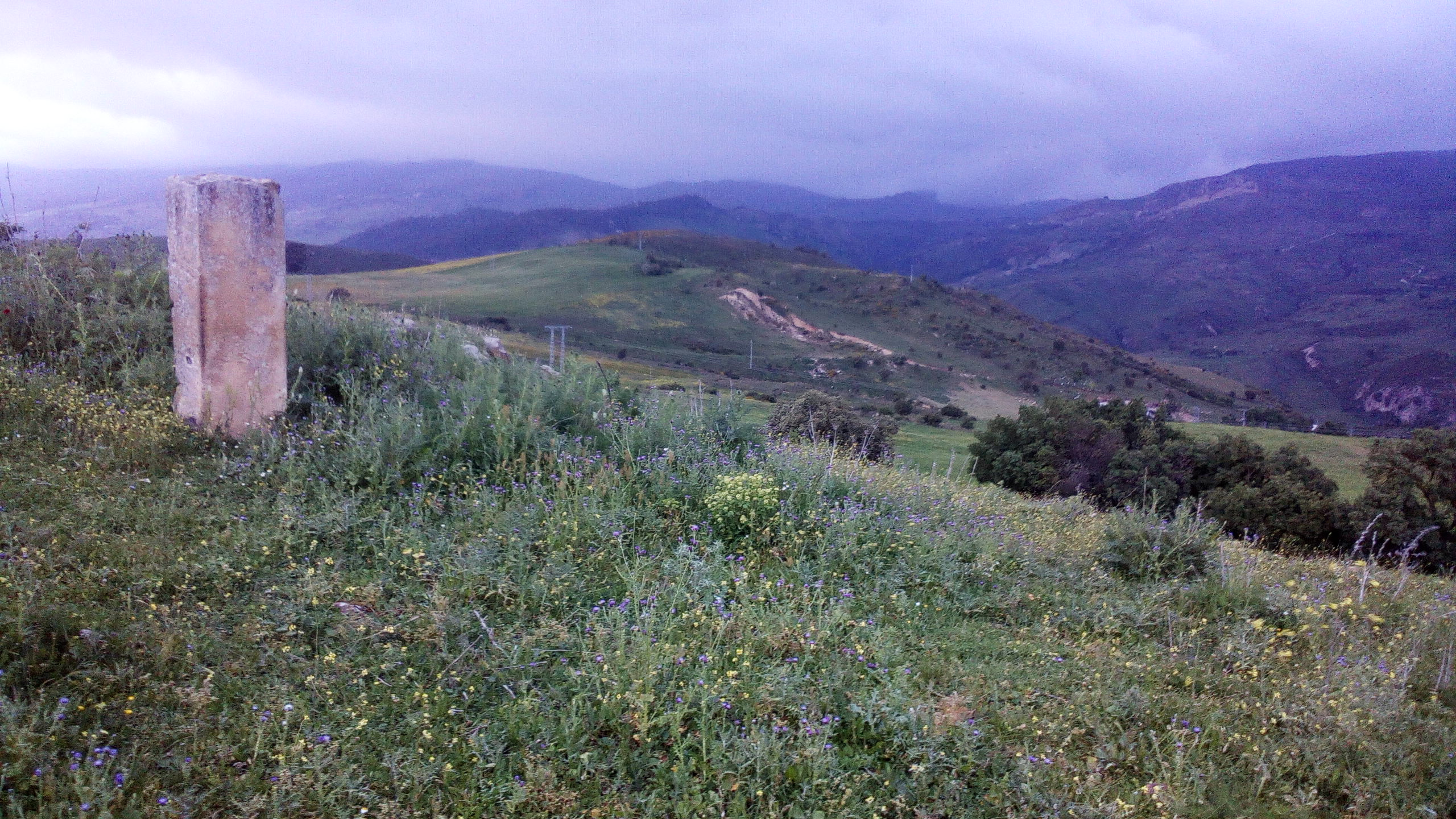
جبال سوق أهراس
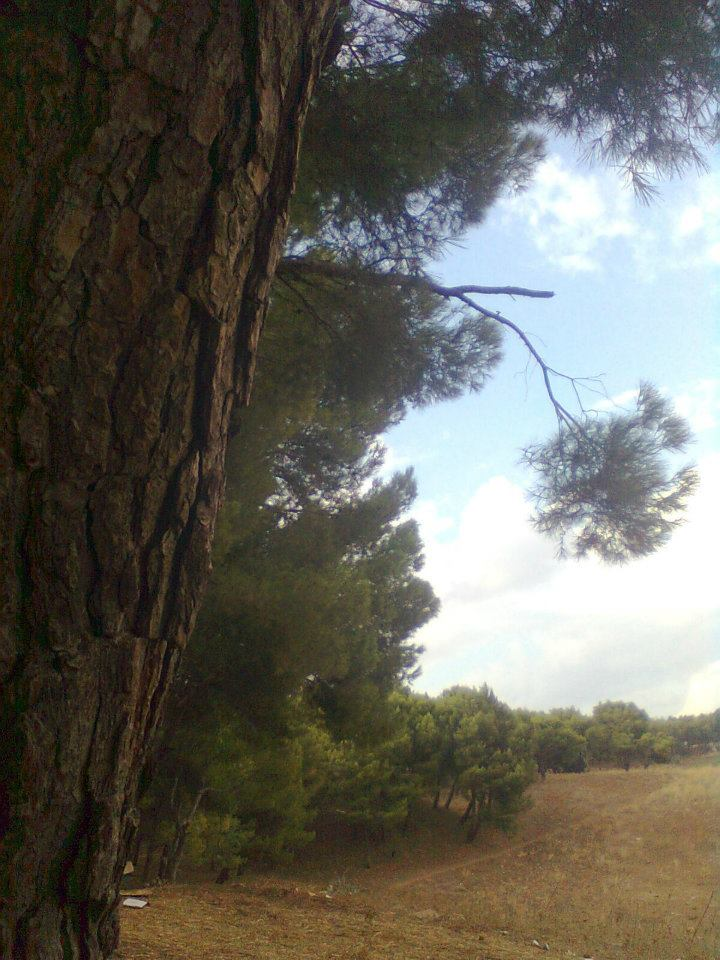
جبال سوق أهراس
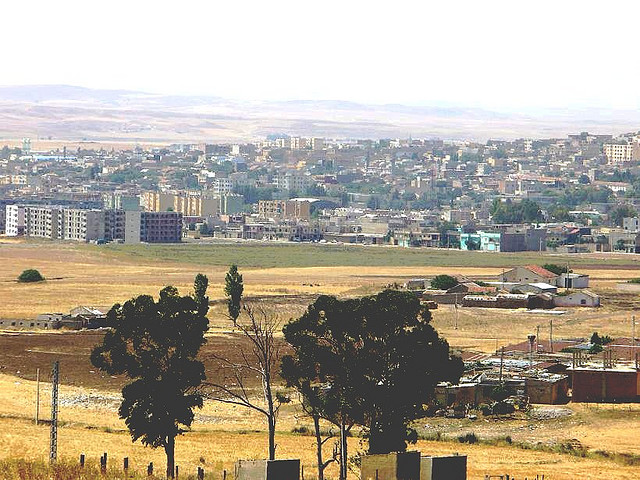
مدينة سدراتة
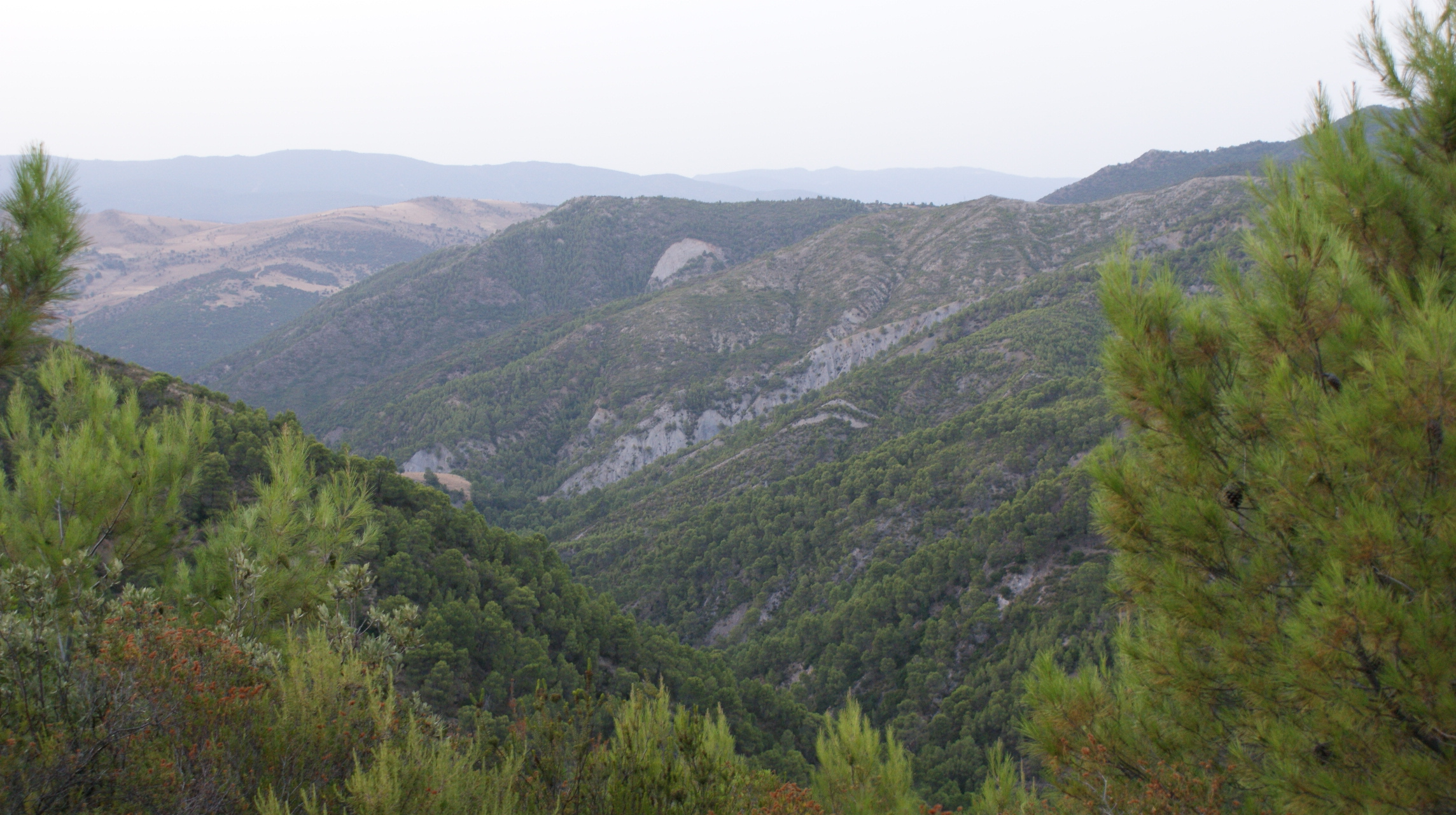
جبال أولاد مومن
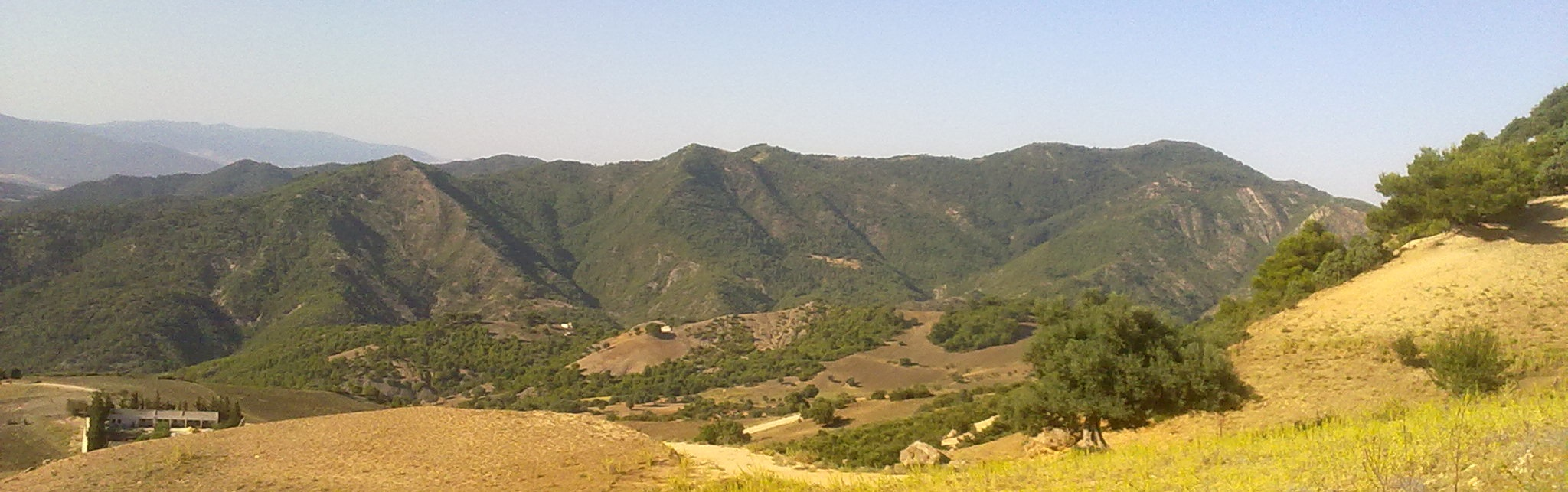
جبال أولاد مومن
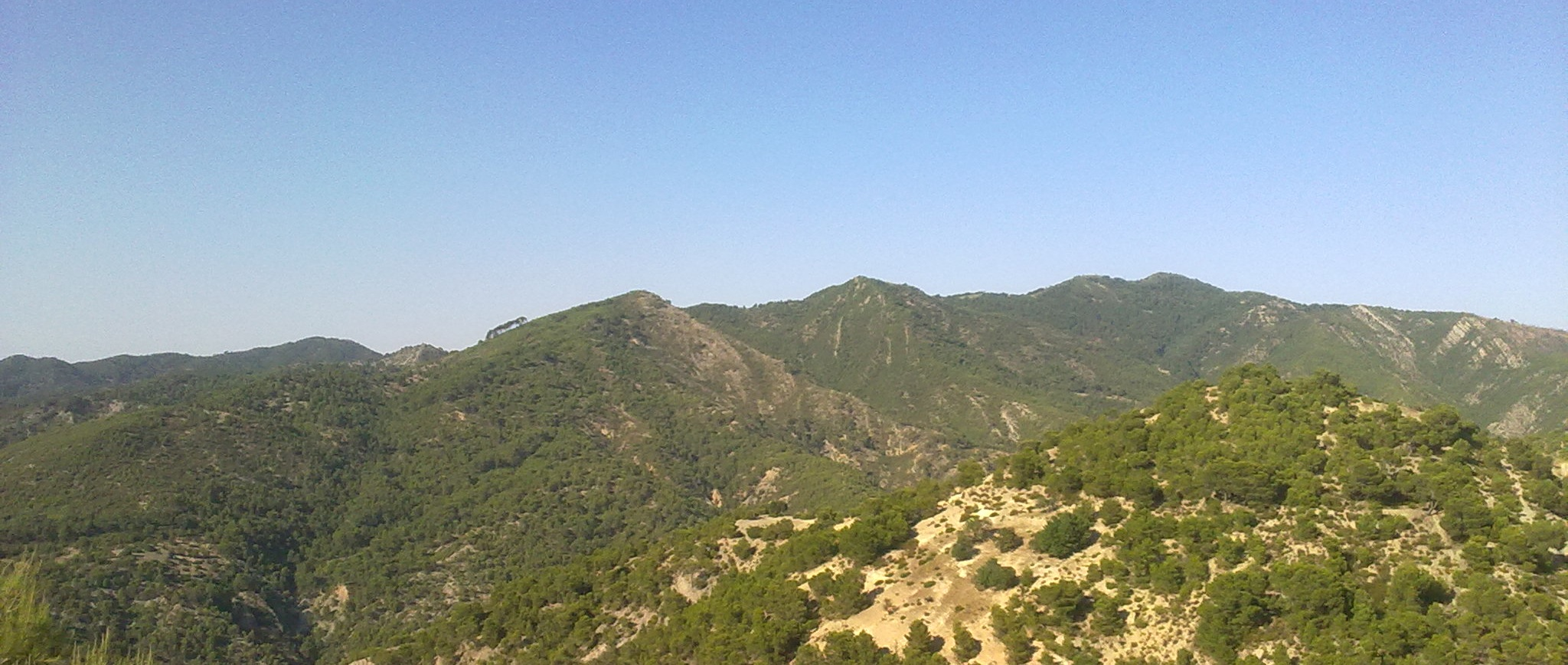
جبال أولاد مومن

## وصلات خارجية
- وثائقي عن لؤلؤة الشرق سوق أهراس على يوتيوب
- الموقع الرسمي لولاية سوق أهراس
- أذاعة سوق أهراس الجهوية
- جامعة سوق أهراس
- الخدمات الجامعية
- مديرية التجارة لولاية سوق أهراس
- غرفة التجارة لولاية سوق سوق أهراس
- مديرية الصحة لولاية سوق أهراس.
- مديرية التربية لولاية سوق أهراس.
- مجلس قضاء ولاية سوق أهراس.
- رابطة سوق أهراس لكرة القدم
- ديوان مؤسسات الشباب لولاية سوق أهراس.
- ملتقى تاريخي للحديث عن تراث المنطقة ضرورة مشروع بحثي لوضع موسوعة لأعلام سوق أهراس
- خريطة شبكة الطرقات لولاية سوق أهراس على موقع وزارة النقل
- تاريخ مدينة سوق أهراس باللغة الفرنسية موقع : encyclopedie-afn.org.
- سوق أهراس محروسة الأسود طاغاسـت مهـد الحضارات وأول جامعة في شمال إفريقيا
- الشخصيات الثقافية الأمازيغية القديمة